# Barokk építészet Magyarországon
Ez a szócikk a Habsburg Birodalom részét képező Magyar Királyságról szól, így olyan földrajzi területeket is érint, amelyek ma már nem Magyarország részei.

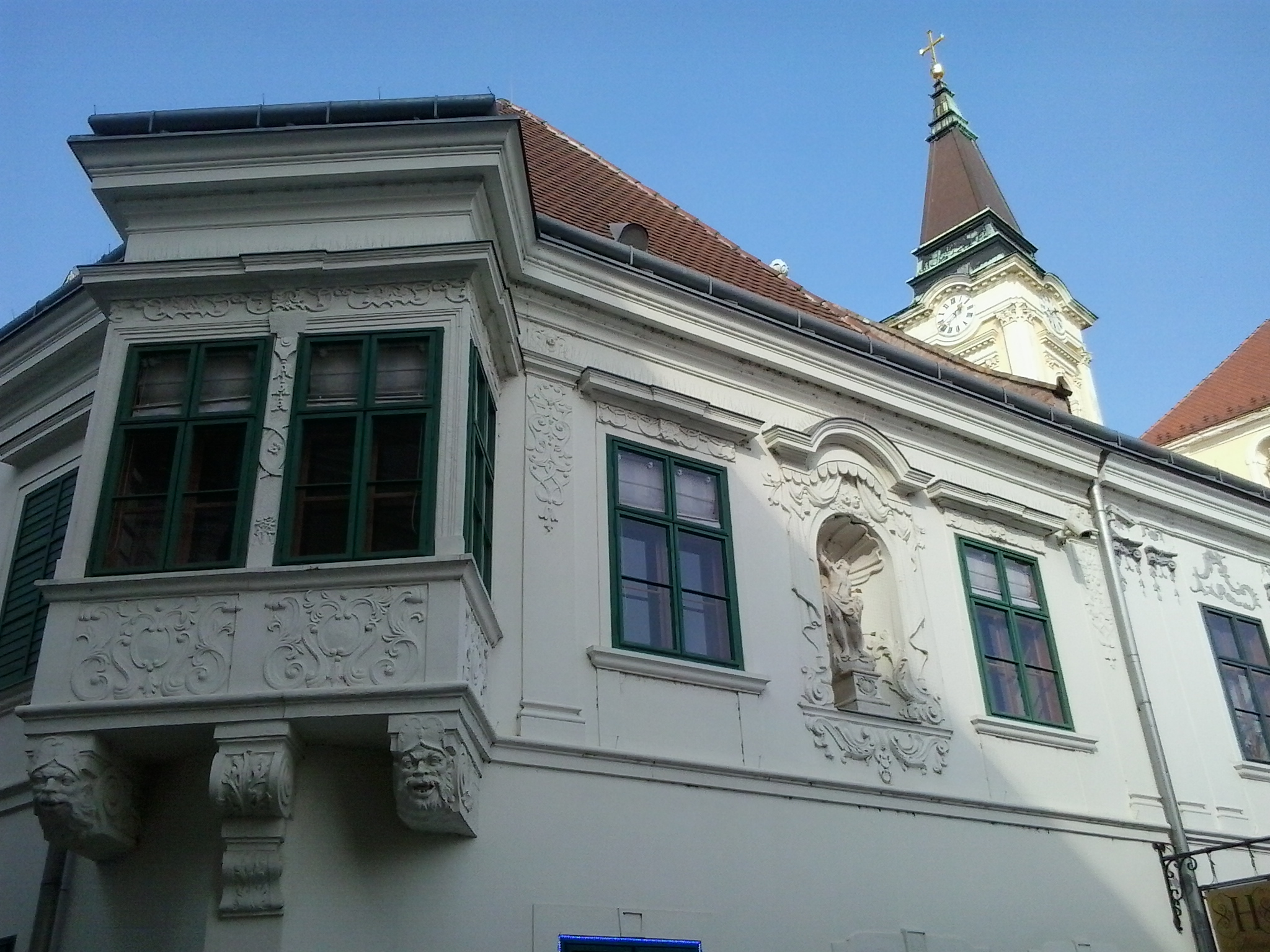
Székesfehérvári barokk: a Hiemer-ház Városház téri homlokzata és a Szent Imre-templom harangtornya

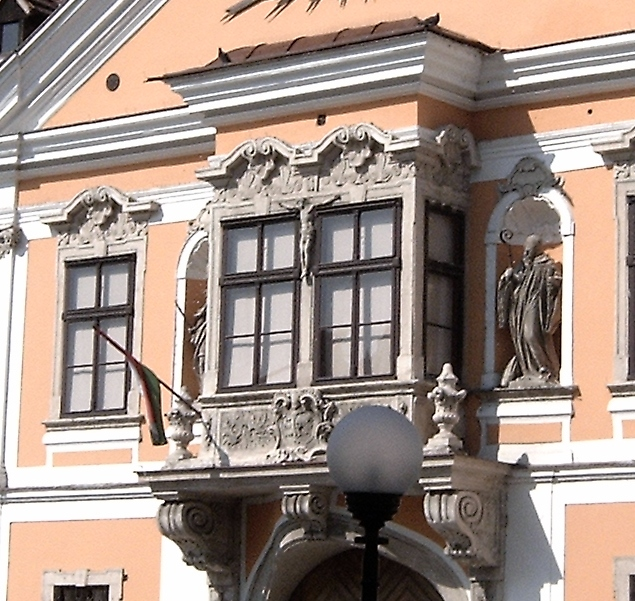
A győri Apátúr-ház zárt erkélye

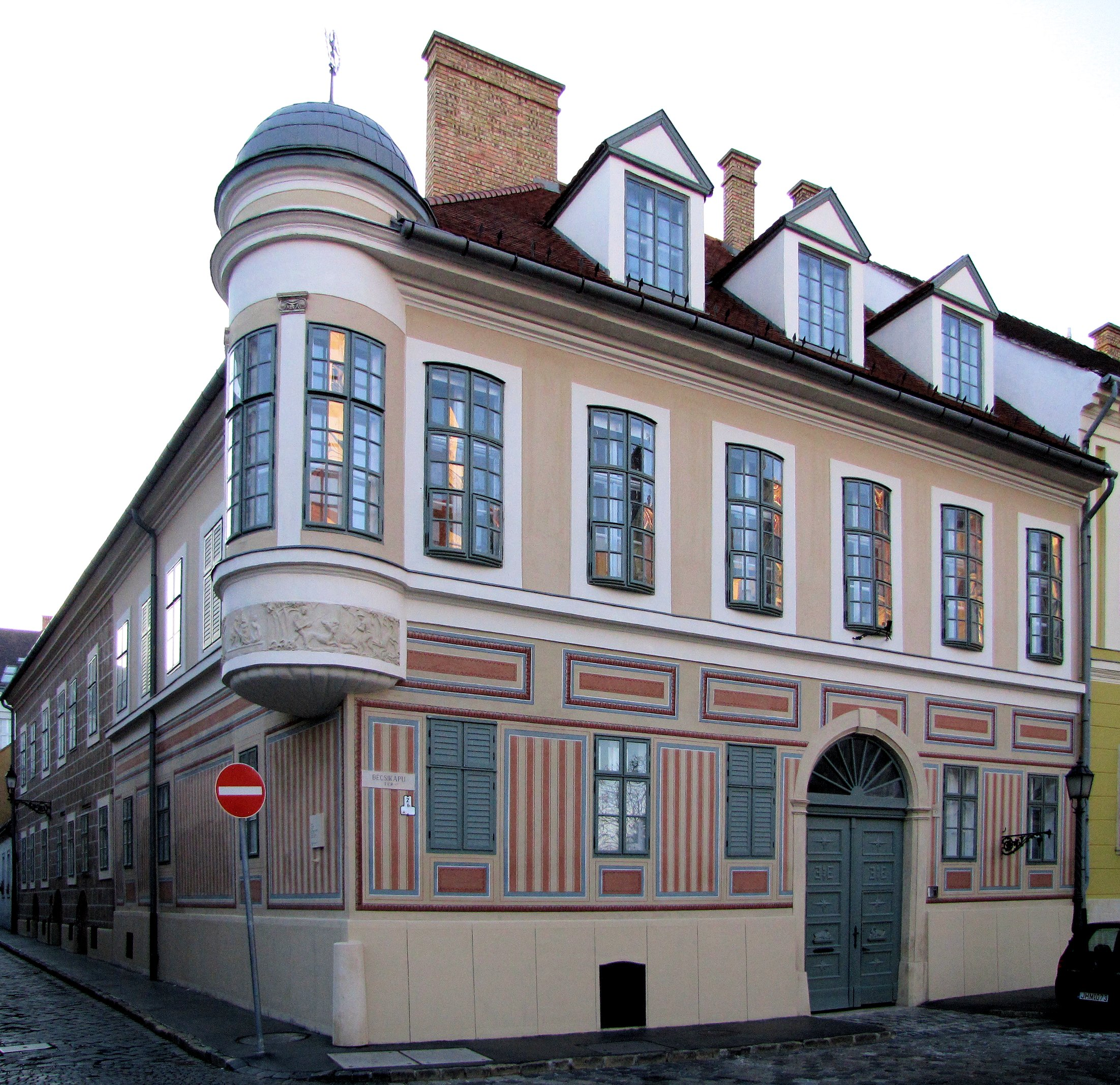
Festett homlokzatú copf lakóház a budai Bécsi kapu téren

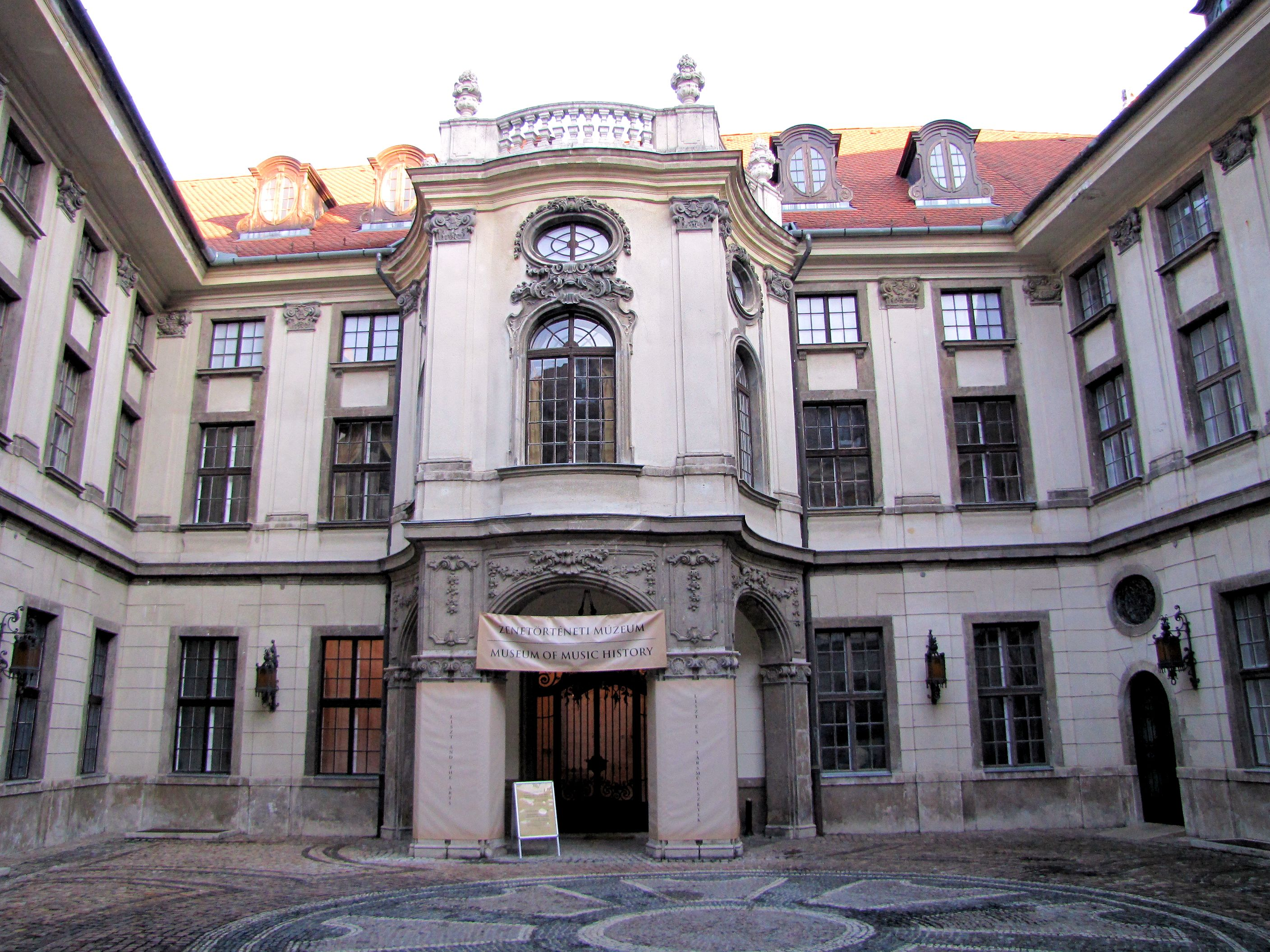
Az Erdődy–Hatvani-palota udvara a budai várban

A barokk építészet Magyarországon a barokk művészet részeként a 17. század elejétől a 18. század végéig számos meghatározó építészeti emléket hagyott hátra, elsősorban templomok, kastélyok és lakóépületek formájában. Legfontosabb barokk városaink Győr és Székesfehérvár, de hasonlóan értékes barokk műemlékegyüttest találhatunk Budán, Veszprémben, Egerben, a határon túl pedig Kassán.
A barokk épületek többnyire könnyen felismerhetőek sajátos stílusjegyeikről. A magyar barokk templomokat egy-két hagyma- vagy gúlasisakos torony díszíti. A barokk épületek gyakran megtört vonalú homlokzatát vakolatsávozás, erőteljes párkányok, óriáspilaszterek és oszlopok tagolják. Gyakran feltűnő elem a különleges formájú, kör, ovális vagy lant alakú ablak. A kapukat gazdagon faragott kődíszek és oszlopok vagy szoboralakok (például atlaszok) veszik közre, amelyek általában kő- vagy vasrácsos erkélyt tartanak. Az épületek homlokzatát határozott főpárkány zárja le, felette tört vonalú, címerrel, órával vagy szobrokkal díszített oromzat emelkedik. A fedés jellemzően manzárdtető, gyakori elem a kupola vagy az óratorony. A barokkra jellemzőek a színes homlokzatok, a mélyvöröstől a sárgán át a szürkéig és a kékig. A belső tereket freskók, szekkók, stukkók és fából készült burkolatok kialakításával díszítették.
Mivel a barokk korszak magyarországi épületei többnyire német anyanyelvű, itáliai vagy osztrák származású mesterek munkái, a szakirodalom kerüli a „magyar barokk” fogalom használatát, helyette pontosabb a „magyarországi barokk”.

## A magyar barokk történelmi korszaka

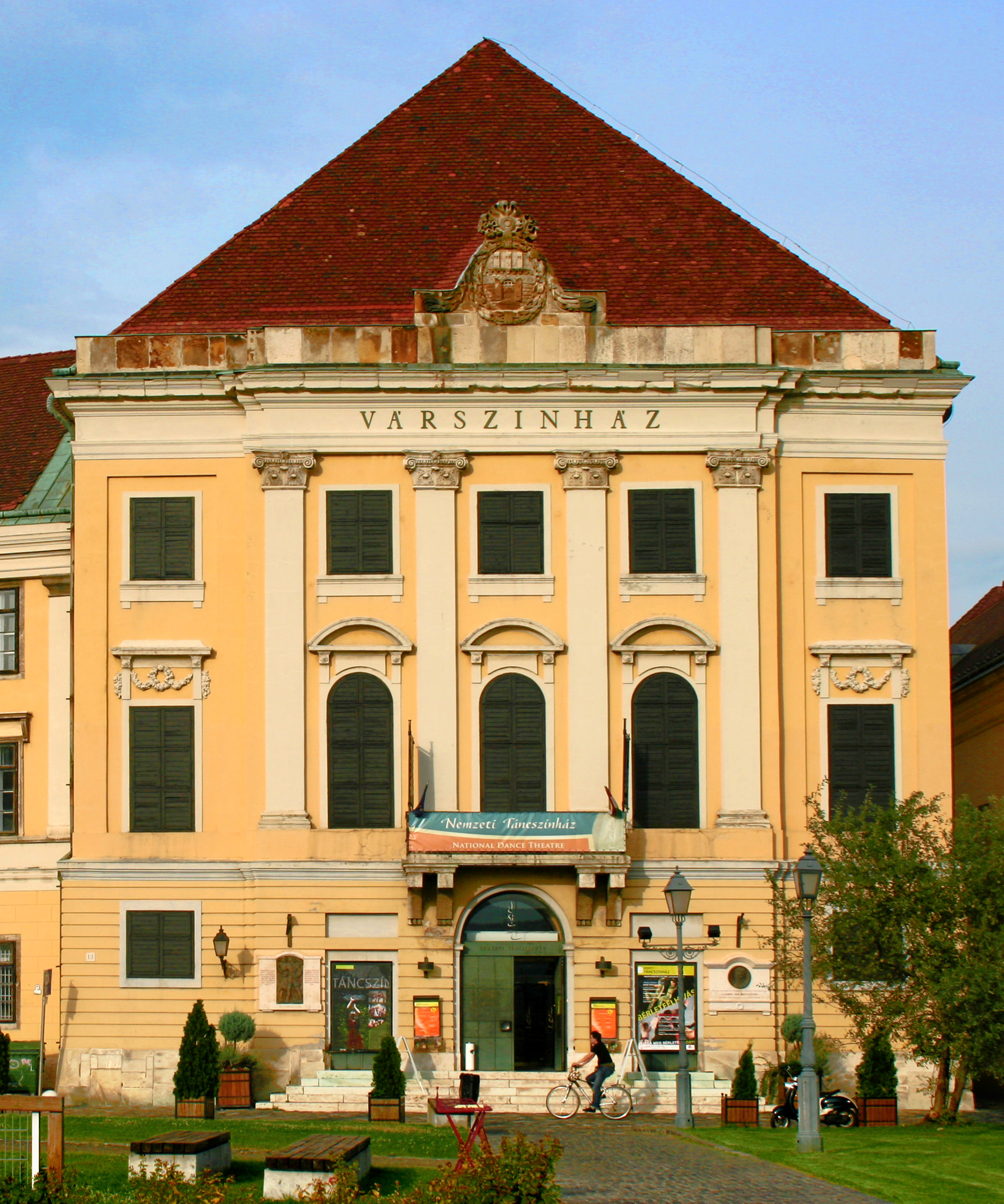
A szerzetesrendek 1782-es feloszlatását követően Kempelen Farkas tervei szerint kialakított budai Várszínház

A 17. század három részre szakadt Magyarországot köszöntött. A Magyar Királyság középső területei a törökök uralma alatt álltak. A Királyi Magyarország, azaz nyugati határvidék és az északi részek a Habsburg-család uralma alatt, pozsonyi központtal a középkori Magyar Királyság örököseként, Erdély a Partiummal együtt pedig önálló fejedelemségként működött.
1683-ban indult meg a keresztény seregek inváziója, amelynek célja a törökök kiűzése volt Magyarország területéről. A 17. század végére ez Savoyai Jenő vezetésével elérte célját, és a történelmi Magyarország területe teljes egészében a Habsburg Birodalom fennhatósága alá került és betagozódott a birodalomba, akárcsak a külön igazgatás alá kerülő Erdélyi Fejedelemség. Az 1718-ban megkötött pozsareváci békével helyreállították Magyarország történelmi határait; a déli részek azonban a bécsi udvar közvetlen fennhatósága alatt álló katonai határőrvidékként működtek tovább, egészen a 18. század közepéig. A visszafoglalt területek újraelosztását az Újszerzeményi Bizottság felügyelte; megkezdődtek a betelepítések, valamint az elsősorban a nemesség és a katolikus egyház nevéhez kötődő építkezések. Mivel számolni kellett a török ellentámadás veszélyével, ezért az ország déli vidékein megindult a védelmi rendszer újjáépítése. Ellentétben a gasztronómiával vagy a nyelvvel, a török-iszlám kultúra az építészetben hatás nélkül maradt Magyarországon. A hódítás hagyatékát az utókor tiszteletlenül kezelte; az épületek többségét elbontották, kisebb részét átalakítva használták tovább (pl. Szigetvár plébániatemploma).
A Rákóczi-szabadságharc leverését követően a Habsburg-ház uralma megszilárdult; miután III. Károly ígéretet tett a magyar nemesi alkotmány helyreállítására, a rendek 1723-ban elfogadták a Pragmatica sanctiót, azaz a Habsburg-ház tagjainak jogosultságát a magyar királyi címre. Az abszolutista rendszerben a Habsburgokhoz hű nemesi családoké, például a Batthyányaké, az Esterházyaké, az Erdődyeké, a Forgáchoké, a Károlyiaké lett a vezető politikai szerep, a katolikus egyház támogatásával.
Mária Terézia és II. József intézkedései, elsősorban az 1781-es türelmi rendelet, amely lehetővé tette a protestáns templomok építését, valamint a szerzetesrendek 1782-es részleges felszámolása beruházások sorát indította el. A budavári volt klarissza kolostort például Franz Anton Hillebrandt tervei alapján az Országgyűlés számára alakították át, bár ennek csak három alkalommal adott helyet, inkább bálteremként vált híressé. A karmeliták budavári Szent József temploma ugyancsak ekkor vesztette el eredeti funkcióját, 1784-ben Kempelen Farkas tervei alapján színházzá alakították, amely eredeti belső kiképzését egészen a 20. század elejéig megtartotta.

## Periodizáció
A legtöbb szakmunka történelmi eseményekhez köti a magyarországi barokk időbeli kiterjedését, és nagy vonalakban a 17. század közepe és a 18. század vége közötti periódust jelöli meg. Rados Jenő a kor kezdetét a harmincéves háború kezdetével, 1618-cal, végét a magyar jakobinus mozgalom letörésével (1795) kapcsolta össze. Ezen belül a korai barokk időszakát 1630–1711 közé, az érett barokkot 1711–1760 közé, a klasszicizáló késő barokk, más néven copf periódust pedig 1760–1795 közé helyezi. A kor neves kutatója, Kelényi György kezdőpontként a bécsi béke évét, 1606-ot jelöli meg, a kora barokk időszak végét pedig 1688-hoz, a törökök végleges kiűzéséhez köti.

## A legfontosabb építészei Magyarországon

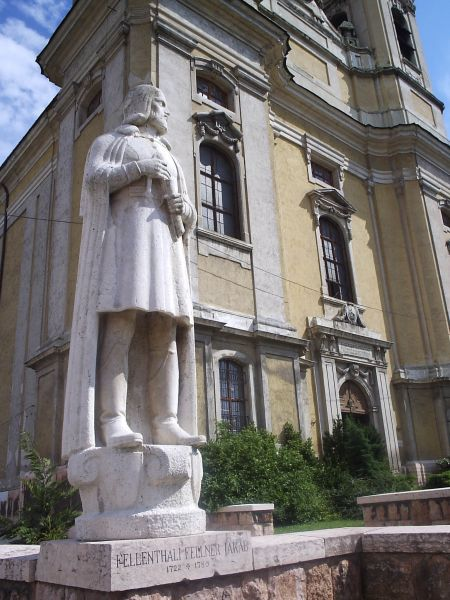
Fellner Jakab szobra a tatai plébániatemplom előtt

- Johann Lukas von Hildebrandt (1668–1745) – Osztrák építész, a barokk építészet nemzetközileg is meghatározó alakja. Legfontosabb magyarországi művei a féltoronyi Harrach-kastély és Savoyai Jenő ráckevei kastélya, de ő tervezte a herceg promontori és bellyei birtokközpontját is.
- Anton Erhard Martinelli (1684 k.–1747) – Olasz származású osztrák építész. Magyarországi művei közé sorolható a magyarbéli Csáky-kastély, a süttöri vadászkastély (Eszterháza elődje), valamint legnagyobb munkája, a pesti Invadilus-palota.
- Mayerhoffer András (1690–1771) – Salzburgi születésű pesti építőmester. Az egyetlen, biztosan neki tulajdonítható mű a pesti Péterffy-palota, de tudjuk, hogy ő vezette a pesti Egyetemi templom kivitelezését, valamint neki tulajdonítják a kalocsai főszékesegyház és a kecskeméti piarista templom részbeni tervezését is. A legismertebb, művei közé sorolt épület a gödöllői Grassalkovich-kastély, ahol a lépcsőház Mayerhoffer által aláírt tervrajza árulkodik részvételéről.
- Franz Anton Pilgram (1699–1761) – Osztrák építész, alsó-ausztriai tartományi építőmester. Legfontosabb, Magyarországon emelt épületei a pápai Esterházy-kastély, a majki kamalduli remeteség, a szentgotthárdi ciszter és a jászói premontrei kolostorok. A legújabb szakirodalom neki tulajdonítja a hagyományosan Fellner Jakab munkájának tartott tatai és esetleg a pápai plébániatemplomok tervezését is.[2] Utolsó nagyszabású munkája, a váci székesegyház és püspöki palota együttese papíron maradt.
- Melchior Hefele (1716–1794) – Osztrák építész, elsősorban Pozsonyban és Bécsben dolgozott. Tervei szerint épült a pozsonyi prímási palota, a szombathelyi szeminárium és a püspöki palota, valamint a székesegyház.
- Franz Anton Hillebrandt (1719–1797) – Bécsi építész, 1757-től a magyar királyi udvari kamara építésze. Részt vett a pozsonyi és a budai királyi rezidenciák átalakításában, és tervet készített az esztergomi Várhegy átalakítására is. A nevéhez köthető a budai klarissza és jezsuita kolostorok átépítése, a pozsonyi Balassa-palota, valamint Nagyvárad püspöki székesegyháza.
- Fellner Jakab (1722–1780) – Morvaországi születésű, autodidakta építész, a magyar késő barokk kiemelkedő jelentőségű mestere. Legfontosabb munkái plébániatemplomok (Tata, Pápa) és a veszprémi püspöki palota. Részt vett az egri Líceum építésében is.

## Városépítészet, urbanisztika
Míg Nyugat-és Dél-Európa nagy városai, Párizs, Róma vagy az 1666-os nagy tűzvész után London a barokk korban jelentős, átfogó városépítészeti munkák helyszínei, Magyarországon ilyenről nem beszélhetünk.
A török seregek megkímélték Sopront, ám az 1676-os tűzvész után a teljes belváros újjáépítésre szorult. Az ekkor emelt polgárházakon, a késő reneszánsz erős hatása mellett, már feltűnnek a barokk elemei is. Ilyen az Eggenberg-ház (Szent György u. 12.), az Erdődi-palota (Szent György u. 16.), az Esterházy-palota (Templom u. 2.) vagy a Schillsohn-ház (Templom u. 6.). A soproni polgárházak stílusa számos magyarországi városban visszaköszön. Székesfehérvár, Győr, Veszprém, Buda, Eger, Kassa barokk épületállománya máig meghatározó, noha méretében és művészi kiképzésében elmarad az osztrák vagy német városokétól. A Felvidéken a Rákóczi-felkelést követően volt szükség nagyszabású helyreállításokra; a barokk polgári építészet első jelentős példái ekkor jelentek meg az itteni városokban, Lőcsétől Besztercebányáig. Kiváló példa a gazdagon díszített homlokzatú eperjesi Klobusitzky-ház, vagy a besztercebányai Herritz-ház.
Az építkezések általában a meglévő, középkori eredetű úthálózatot és telekrendszert figyelembe véve zajlottak; nagyobb, átfogó városrendezési törekvésre csak igen ritkán akad példa. Ezek közé sorolható a részben megépült pesti Invalidus-ház, Franz Anton Pilgram megvalósulatlan terve a váci székesegyházhoz, valamint az esztergomi Várhegy kiépítésének elképzelése, amelyből csak a tereprendezés valósult meg a kezdeményező Barkóczy Ferenc érsek életében.
Különleges településtípust képviselnek a telepesfalvak és városok, amelyek derékszögű utcahálózatát katonai mérnökök jelölték ki. Ezek elsősorban Magyarország déli részén, illetve a Bánátban jellemzőek, mint például Zsablya vagy Pitvaros.

## Világi építészet

### Középületek

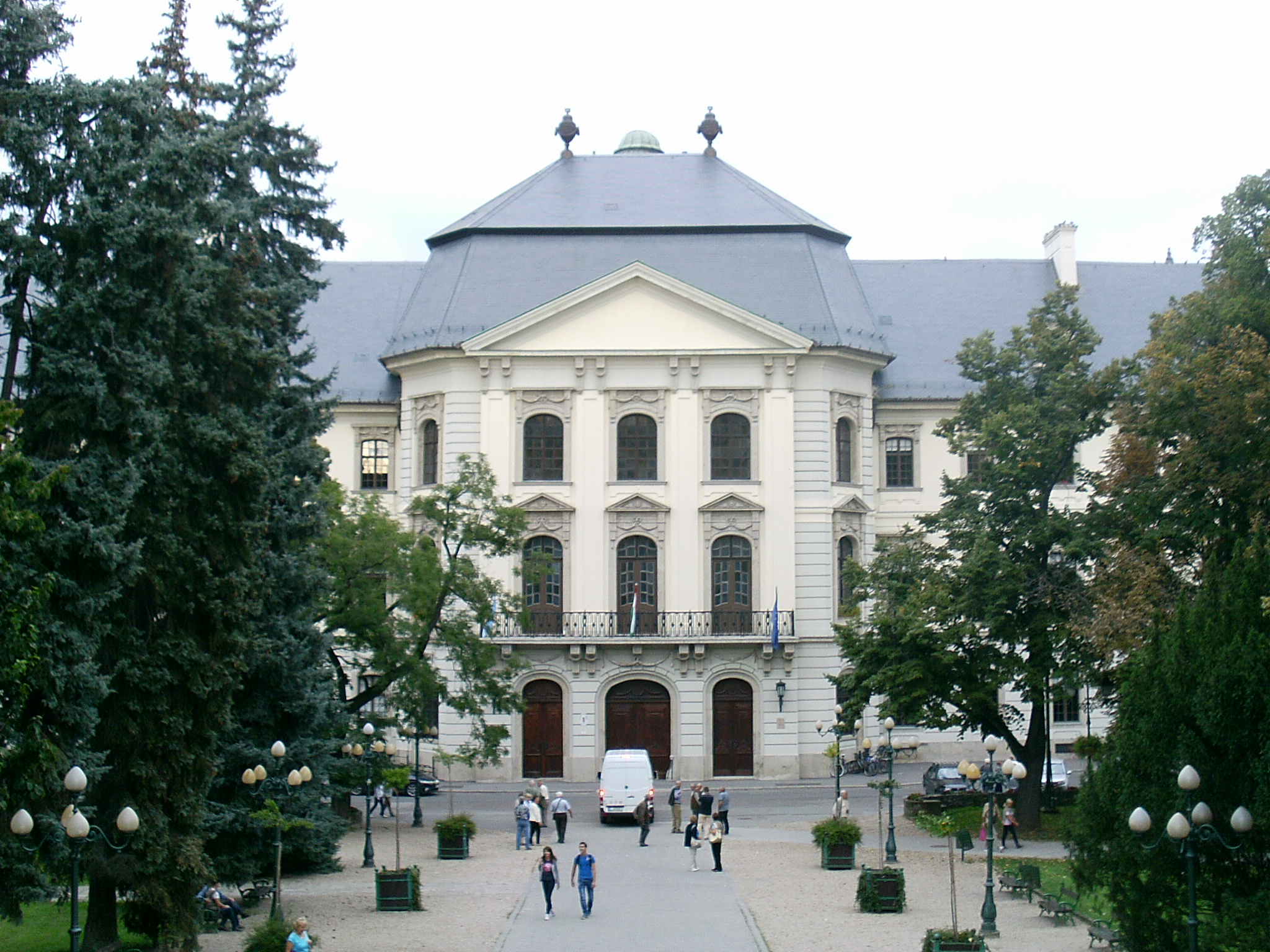
Az egri líceum

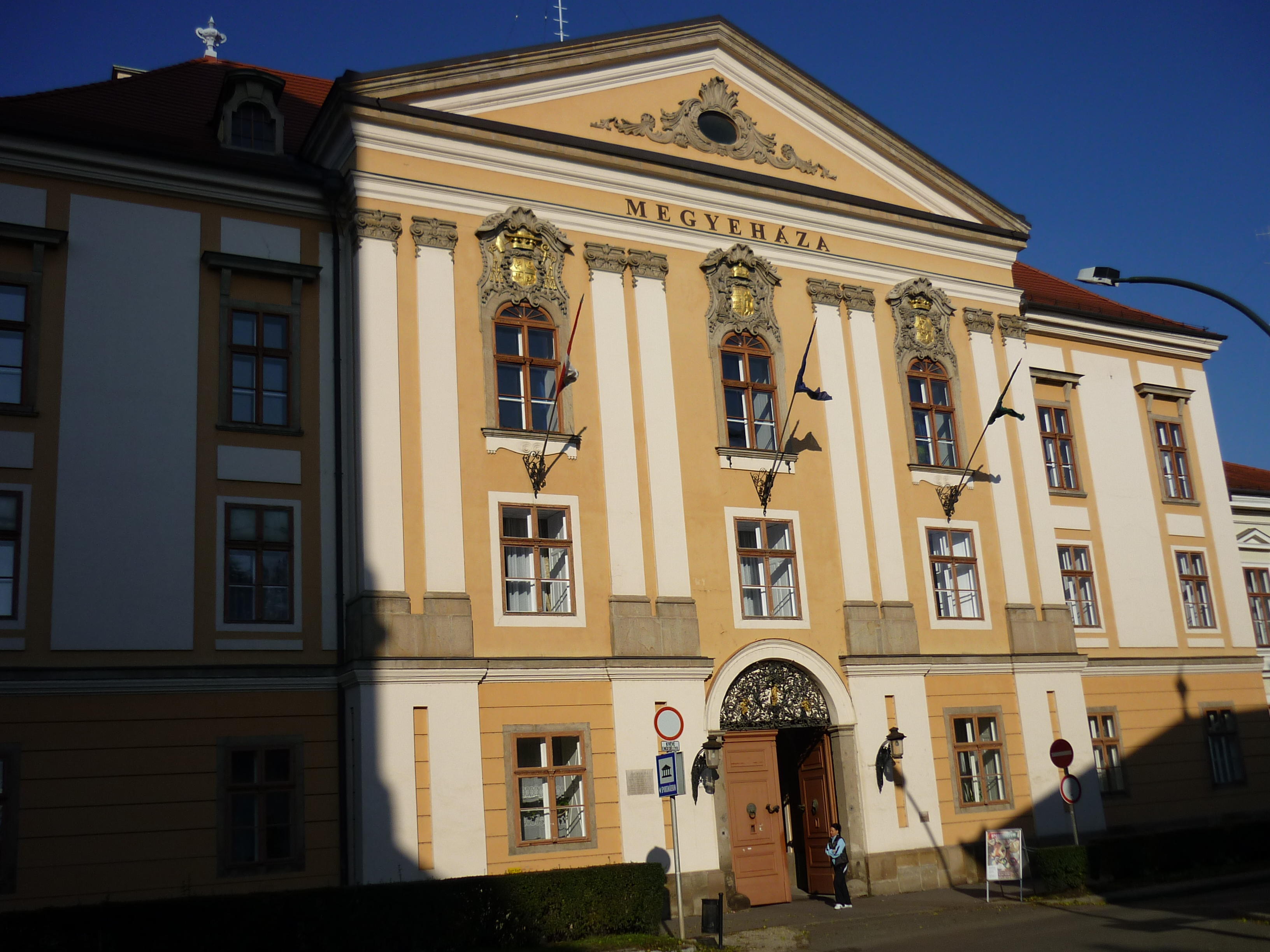
Megyeháza, Eger

A barokk korhoz köthető az első állandó színházépületek létrehozása Magyarországon. A pozsonyi országgyűlések alatt a 18. század első felében többször építettek színielőadások és operák előadására alkalmas, ideiglenes faépületeket. Az első állandó épület 1775-ben Csáky György kezdeményezésére valósult meg; a téglalap alaprajzú, egyemeletes, manzárdtetős színház belsejében több páholysoros előadótermet alakítottak ki, és kapott egy bálok rendezésére alkalmas toldalékszárnyat is. Pesten egy évvel korábban, 1774-ben alakították ki az 500 fő befogadására alkalmas, első állandó színházépületet a középkori erődítés egyik rondellájában (1815-ben bontották el). A helyszűke miatt azonban II. József kezdeményezésére hamarosan megszületett a Várszínház; a karmelita templomból Kempelen Farkas tervei szerint átalakított, páholyos, 1200 fős színházépületben 1790. október 25-én bemutatkozhatott az első magyar nyelvű társulat.
Az oktatási hálózat fejlődésével országszerte egyre nagyobb lett az igény az új iskolaépületekre. Ezek építése legtöbbször egyházi, ritkábban állami szervezetekhez kötődött. A jezsuiták például a budavári Nagyboldogasszony-templom két oldalán álló épületeket alakították oktatási célokra. Tíz tantermes, 1901-ben elbontott „akadémiájuk” díszterme színielőadásokra is alkalmas volt. A piaristák tatai iskolájában, amely Fellner Jakab tervei szerint 1765-re készült el, a négy tanterem mellett két nagyterem és szertár is helyet kapott. Miután II. József bármely felekezetnek lehetővé tette iskola alapítását és működtetését, a 18. század utolsó évtizedeitől gyors ütemben épültek az új, egy vagy kétszintes, művészileg többnyire kevéssé igényes iskolaépületek. A 18. század második felének legjelentősebb oktatási komplexuma a Josef Ignaz Gerl és Fellner Jakab tervei alapján épült egri Líceum. Az 1763–85 között emelt, csillagvizsgálóval, könyvtárral, színházteremmel és kápolnával ellátott építmény a Vácról Egerbe helyezett Barkóczy Ferenc püspök nagyravágyásának jelképe, aki egyetemet kívánt alapítani a városban. A kétemeletes épület négyzetes belső udvarába benyúlik a lépcsőház tömege. A főhomlokzat középrizalitja mögött helyezkedik el a díszterem, míg az oldalszárnyakban a kápolna és a könyvtár. A hátsó szárnyat a csillagvizsgáló tornya uralja. Az épület visszafogott, nyugodt homlokzatát pilaszterek, vakolatsávok és copf ízlésű ablakdíszek tagolják.
A kor közintézményi hálózatában ugyancsak fontos szerepet töltöttek be a kórházak. Budán Tallherr József tervezte a betegápoló Erzsébet-nővérek számára a feloszlatott ferences rend Fő utcai kolostorának kórházzá alakítását, és neki tulajdonítható a város egyik legrégebbi, máig eredeti funkciójában működő kórházépülete, az 1700 körül emelt vízivárosi polgári kórház 1786-os katonaivá történő átépítése is (a mai Batthyány téren). A pesti oldalon találjuk az ország legnagyobb egészségügyi létesítményét, a kórházként és a kiszolgált hadirokkantak otthonaként épült Invalidus-házat (1716–1727, jelenleg a Központi Városháza). Ezt eredetileg négy udvart körülvevő, háromemeletes szárnyakkal tervezték, amelynek folyosóra fűződő termeiben összesen négyezer katonát lehetett volna elhelyezni. Az építkezést Széchényi György esztergomi érsek 1692-es adománya tette lehetővé, a komplexum tervezőjének általában Anton Erhard Martinellit tartják. A párizsi és a prágai invalidusházak mintájára elképzelt, hatalmas épületegyüttesnek csak a nyugati fele épült meg, részben. A 47 tengelyes főhomlokzatot öt rizalit és három kapu tagolja. Középen helyezkedik el az eredetileg háromszintes, karzatos kápolna, amelynek helyét a tetőn kis óratorony jelzi. Ugyancsak jelentős kórházzá nőtt a városfalon kívül fekvő Szent Rókus, amelynek alapjait 1781-ben rakták le, és Jung József tervei szerint 1798-ra készült el.
A korban épült megyeházak közül kiemelkedik az egri, Gerl Mátyás műve, valamint a Felice Donato Allio tervei szerint épült zalaegerszegi (1730–32) és szombathelyi (André Chevrieux, 1774, a 19. században átépítve). A számos városháza közül a székesfehérvári, a váci, a brassói, a régi győri, a soproni és a besztercebányai őrzi többé-kevésbé ekkor nyert állapotát.

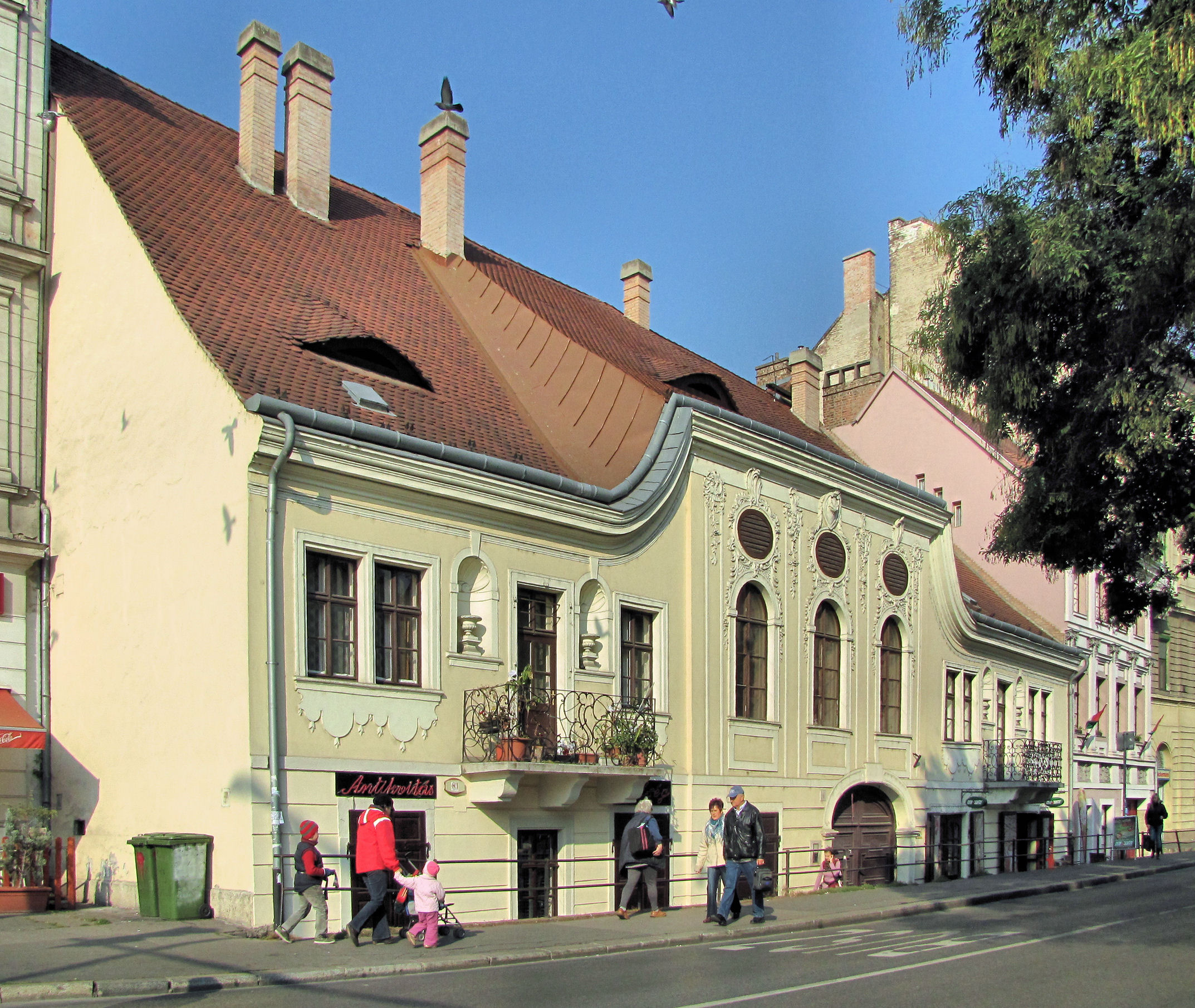
A Fehér Kereszt fogadó a budai Batthyány téren

### Polgárházak
A 18. századi polgári épületek a mai napig meghatározóak számos magyar városban. Művészileg ritkán kiemelkedőek, de jó példái annak, hogy szivárgott le a stílus a főnemesi és egyházi építkezésekről a törekvő polgársághoz. A nemesi építkezések hatásának példája a kolozsvári Toldalagi–Korda-ház (Carlo Justi, 1801–07), amelynek árkádos homlokzata a Bánffy-palota udvari architektúrájának visszhangja. Ugyancsak jellegzetes, szép példái állnak a műfajnak a győri Széchenyi téren. A barokk polgárházak jellegzetes eleme a téglalap vagy körcikkely alaprajzú zárterkély, amelyből Győrött és Székesfehérvárott láthatunk különösen sokat.
Az ország fővárosában, Budán is számos igényes polgárház épült a 18. század második felében. A copf stílusú épületek közül is kiemelkedik a Bécsi kapu tér 5., vagy az Országház u. 44. alatti lakóház. A 18. század közepére épülni kezdtek a Várhegy alatt húzódó Víziváros polgárházai is, köztük az igényes, rokokó homlokzatú Fehér Kereszt vendégfogadó a mai Batthyány téren. A korabeli tabáni polgárházak közül máig az Aranyszarvas-ház, az újlaki épületek közül pedig a zárterkélyes serfőzőház maradt meg.
A népies barokk sajátos példája a soproni Két Mór-ház (Szent Mihály u. 9.).

### Városi paloták
|  | „„Ez az architektor látom mindenekben altum sapit. Én megmondám neki, hogy rólunk ne gondolkodjék úgy, mint valami regnans fejedelmekről, mert mi csak particuláris cavallerok vagyunk, ugyanazért ne valami költséges épületről gondolkozzék, hanem, hogy állandó, rendes proportiójú, és kivülről is szép szimmetriájú épületet tegyen fel, e mellett pedig oeconomizáljon is a költségek körül.”” |
|  | – Bánffy Dénes gróf |

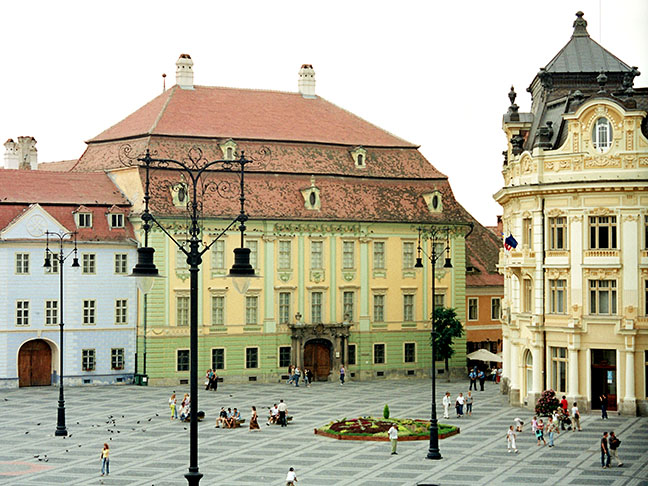
Brukenthal-palota, Nagyszeben

Az uralkodói körökhöz tartozó főurak eleinte a fővárosban, Pozsonyban, majd Budán és Pesten, a század második felétől pedig a kisebb, regionális központnak számító vidéki városokban építettek magukban rezidenciát. Ez állhatott a belvárosban, zártsoros beépítés részeként vagy önállóan, de előfordult az is, hogy egyfajta nyári rezidenciaként a külvárosokban épült, mint például a pozsonyi Grassalkovich-palota. Az előbbiekre Pozsonyban jellemzően kétemeletes példákat lehet hozni (Esterházy-palota, 1740; Balassa-palota, 1754–62; Apponyi-palota, 1761–62; Aspremont-palota, 1770–82); míg Budán és Pesten inkább az egyemeletes paloták domináltak (Grassalkovich-palota, 1742, lebontva; Erdődy-Hatvani-palota, 1750; Péterffy-palota, 1756). Mivel a társasági élet az udvarban, illetve a vidéki rezidenciákon játszódott, a városi paloták belső terei kevésbé voltak reprezentatívak, inkább privát tartózkodásra szolgáltak. Alapvetően gazdasági központ és pihenőhelyként, nem társasági helyszínként szolgált az óbudai Zichy-kastély is (1746–57), amit jól jelez, hogy a palota udvarát a Duna felé nyitották meg, a környező várostól pedig elhatárolták az igénytelenebb homlokzatú gazdasági épületek.
A vidéki városok nemesi palotái közül kevés az igazán figyelemre méltó. A nagyszebeni Brukenthal-palota (1778–79) külhoni mester, Franz Burger tervei szerint épült; tömege és elegáns homlokzatkiképzése egyedülállónak számított a környéken. A helyi hagyományokhoz jobban illeszkedik a Bánffyak kolozsvári palotája, Johann Eberhard Blaumann munkája; a Fő térre nyíló épület homlokzatát erkélyes, toszkán oszlopos loggia uralja, mögötte családias hangulatú belső udvar nyílik.

### Vidéki rezidenciák

#### A barokk kastély kialakulása és jellemzői

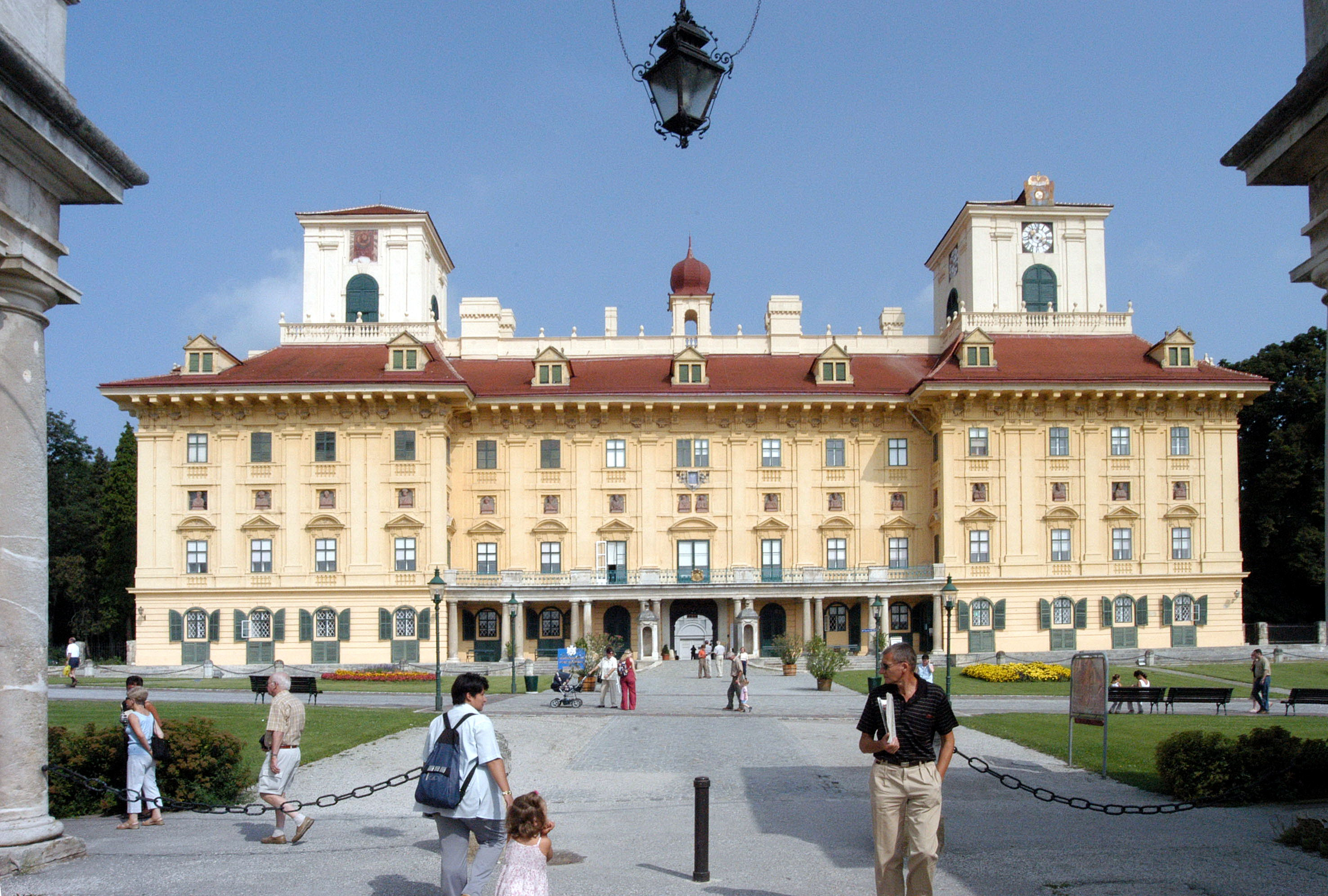
Esterházy-kastély, Kismarton (1636–1646)

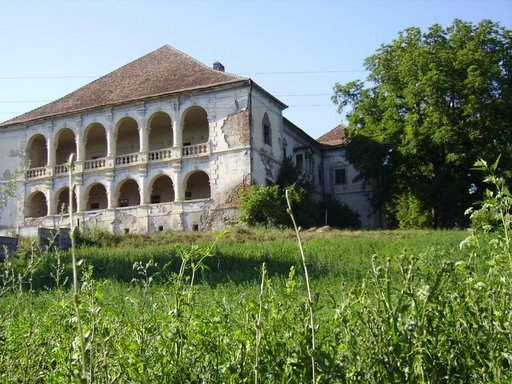
Bethlen-kastély, Bethlenszentmiklós (1669)

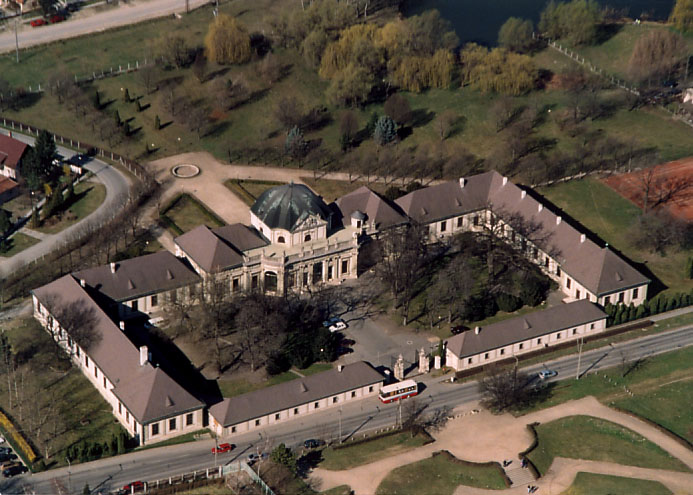
Savoyai-kastély, Ráckeve (1702–1720)

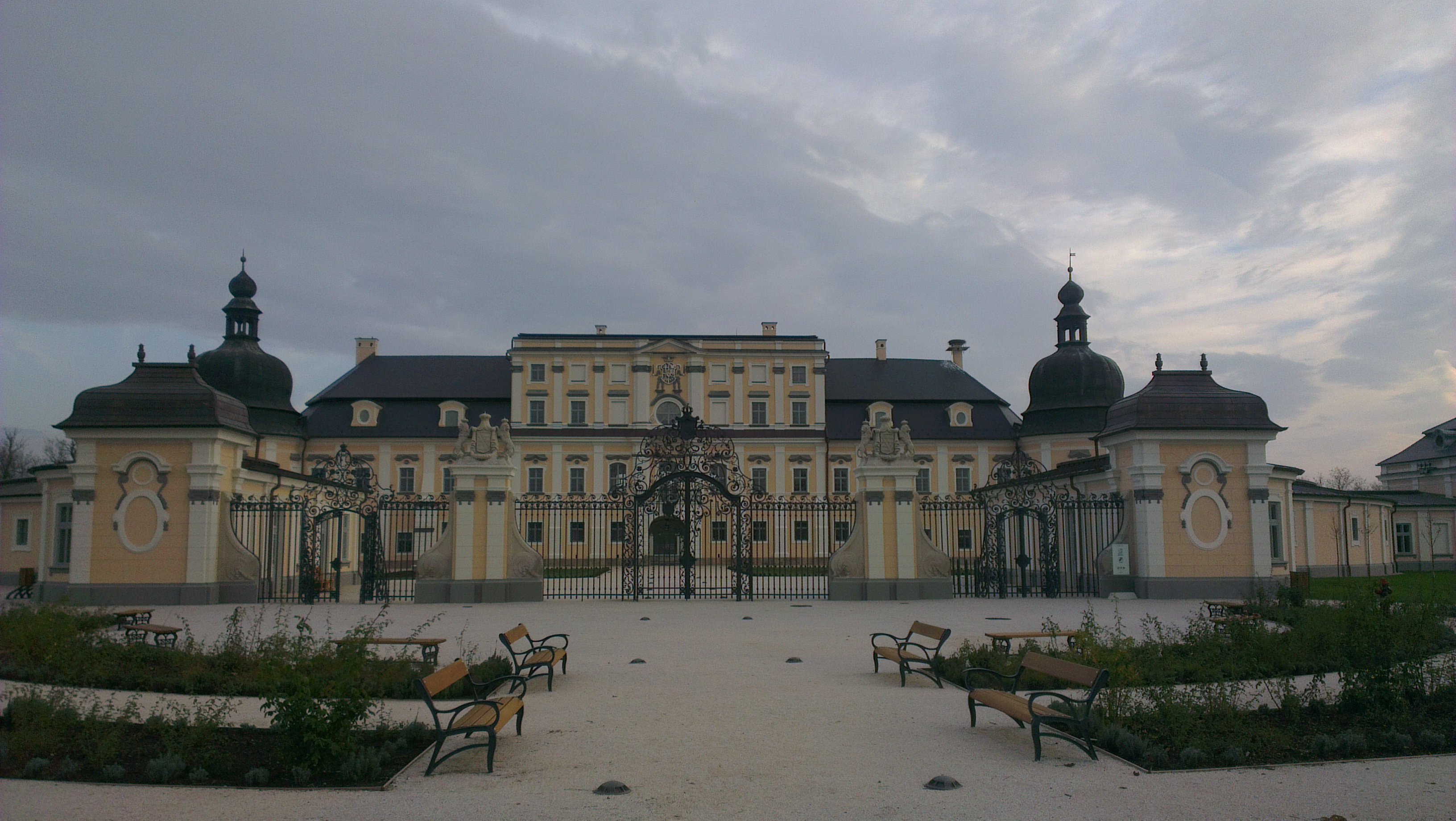
L’Huillier-Coburg-kastély (1720–30-as évek)

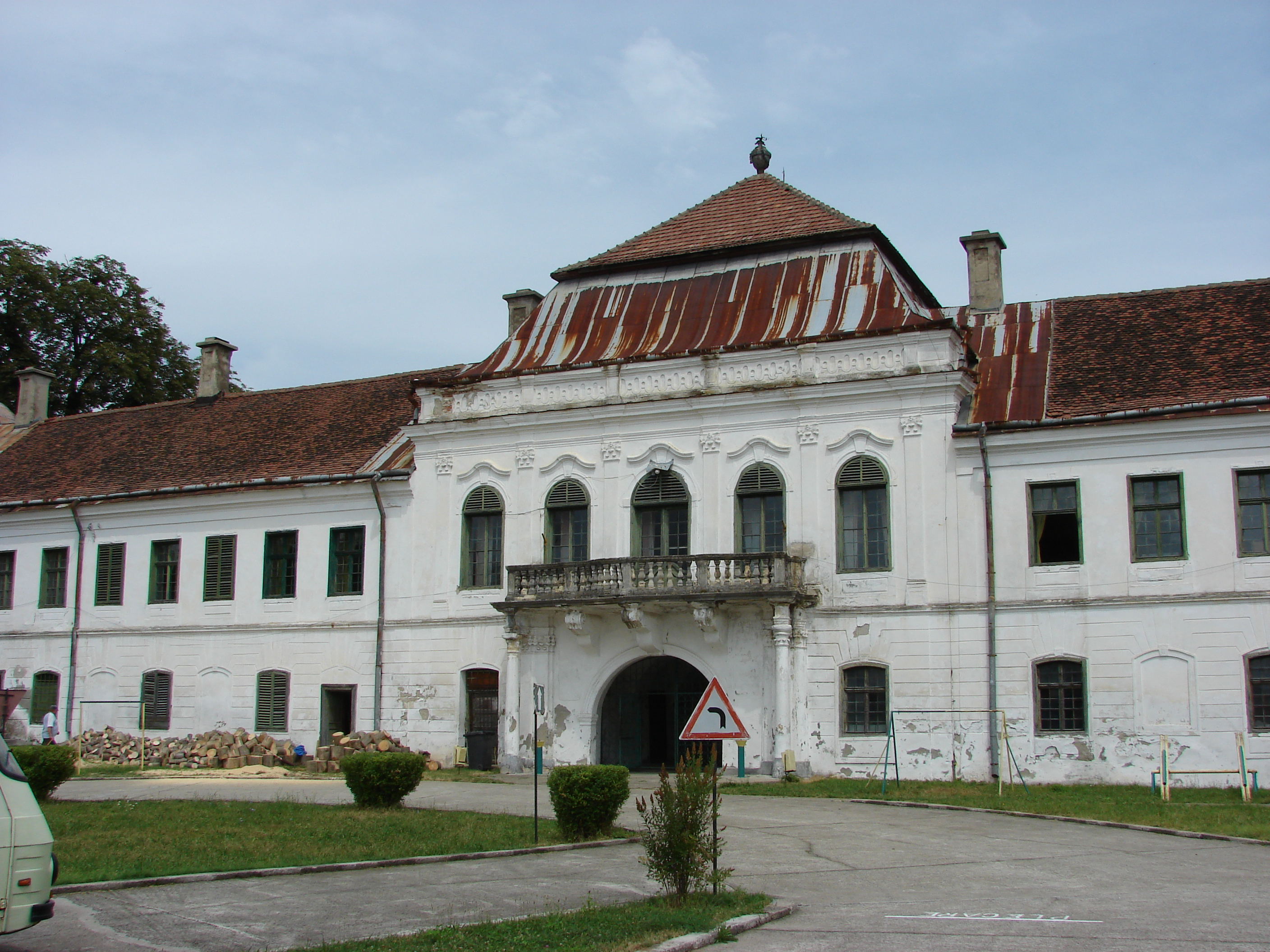
Wesselényi-kastély, Zsibó

A nemesi építkezések terén a barokk számos változást hozott Magyarországon. A korszak első évtizedeiben, illetve a periférikus helyszíneken még jellemző, a reneszánszból örökölt saroktornyos, erődítményszerű épülettípus helyét lassan átvette a védelmi funkciókat nyilvánvalóan kevéssé betöltő, inkább reprezentatív célú palota. A tornyok jelképes szerepet vettnek fel: a hatalom szimbólumává váltak, akárcsak az új elemként megjelenő kupola. A sziklacsúcsokra, hegyekre épült várakat elhagyták, olykor elbontották, hogy a birtok központjában, jól megközelíthető helyen épülhessen fel az új palota.
A magyar barokk kastélyok általában U alaprajzúak; a főépülethez merőlegesen, kétoldalt kapcsolódó szárnyak díszudvart, cour d’honneurt vesznek közre. Jellemző elem a francia földről származó manzárdtető. A főhomlokzatot páratlan számú (három-öt) rizalit tagolja, ebből a középső kiemelt, tetőzettel, kupolával, egyéb építészeti elemekkel hangsúlyozott. E mögött helyezkedik el az épület legreprezentatívabb helyisége, a díszterem. Az épület földszintje alárendelt, alacsonyabb és kevésbé díszített. A főbejárat felől, illetve a kertből a hűsölőn, az ún. Sala terranán keresztül közelíthető meg a főlépcső, amely a társasági élet fő helyszínének számító emeletre vezet. Az emeleti terek funkciótól függően általában gazdagon díszítettek, freskó- és szekkó-technikával díszített falképekkel, stukkókkal, esetenként márvány- és faragott faburkolatokkal. Az emeleten általában fogadó-, lakó- és hálószobák, gardróbok, dolgozószobák, könyvtár, házikápolna található. A helyiségek a szobák sarkában elhelyezett kályhákból fűthetők, és jellemzően az oldalfalak közepén elhelyezett ajtókon keresztül egy pontból áttekinthetőek („enfilade”).
A főúri kastélyok egyedi kiegészítőjeként szolgálhatnak a gyűjtemények elhelyezésére szolgáló termek, a télikert, a narancsház („orangerie”), a színház (Nagycenk, Széchenyi-kastély; Fertőd, Esterházy-kastély; Gödöllő, Grassalkovich-kastély), illetve a kert különböző építményei. A fertődi Esterházy-kastély saját bábszínházzal és 400 fős operaházzal is büszkélkedett.
A kastélyhoz csatlakozó gazdasági létesítmények általában a főépülettől elválasztva, önálló épületcsoport részét képezték. Itt istállók, kocsiszínek, magtárak, műhelyek álltak, esetenként a télikert is ehhez a komplexumhoz kapcsolódott.

#### Barokk kastélyépítészet Magyarországon

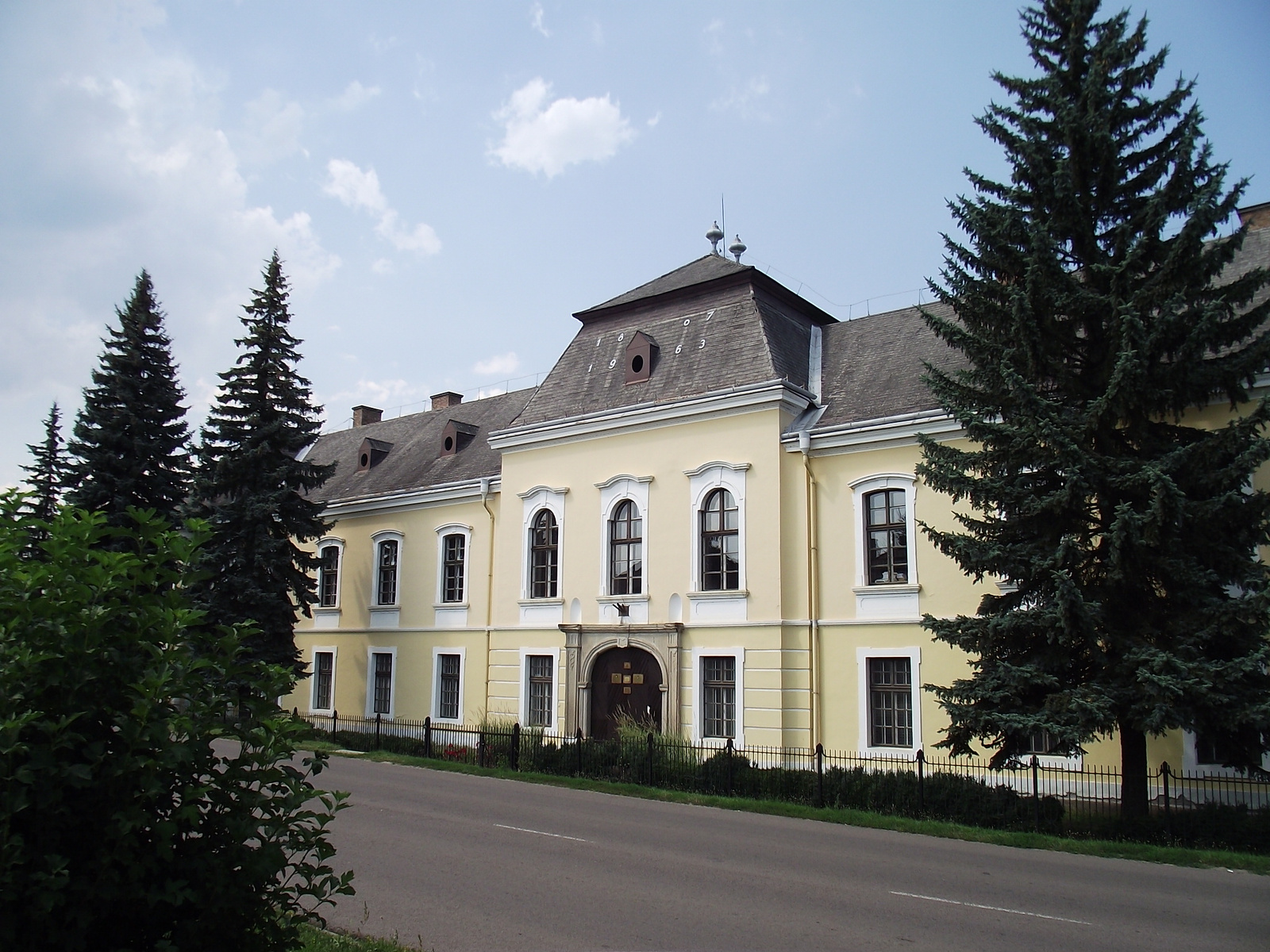
A pétervásárai Keglevich-kastély. Az 1760-ban elkészült kétszintes barokk stílusú kastélyt Keglevich I. Gábor építette Chrisoforo Quadri itáliai mesterrel.

A barokk világi építészet első magyarországi építkezései alapvetően az uralkodói körökhöz kapcsolódtak. 1636–1646 között átépítették a pozsonyi királyi várat, Giovanni Battista Carlone tervei alapján. Az Esterházy család kismartoni rezidenciáját Carlo Martini Carlone vezetésével 1663–1672 között alakították át, kora barokk stílusban. Carlone a négytornyos vár külső falához egy traktusnyi toldást épített, ezen képezte ki a háromszintes homlokzatot, jellegzetes, az itáliai barokkból kölcsönzött elemekkel. A két emeletet és a kettő közt elhelyezett, mellszobrokkal díszített sávot toszkán pilasztersor fogja össze, amelyet erősen kiülő főpárkány koronáz.
Az Esterházy-család kora barokk palotája elszigetelt példa maradt. A Nyugat-Magyarországon a 17. században épülő nemesi rezidenciák (Sopronkeresztúr, Kabold) még egyértelműen a késő reneszánsz jeleit viselik, a két stílus közötti átmenetet a legszebben az 1668-ban emelt köpcsényi mutatja. Hasonló a helyzet Erdélyben, mint azt a nyugati műveltségű, műkedvelő építész Bethlen Miklós saját használatára tervezett, 1669-ben felépített betlenszentmiklósi kastélya is példázza. A barokk hatása előbb jelent meg a belső terekben, mint a homlokzatokon: a 17. században elterjedtek a freskókkal és stukkókkal gazdagon díszített belső terek (Batthyány-kastély, Németújvár; Batthyány-vár, Rohonc; Nádasdy-vár díszterme, Sárvár; Borostyánkő, a vár díszterme; Bük, a Szapáry-kastély díszterme).
A töröktől visszafoglalt területeken elsőként a ráckevei kastély készült el Savoyai Jenő birtokán, a 18. század első éveiben. Építésze Johann Lukas von Hildebrandt, a barokk kiemelkedő egyénisége volt. A téglalap alaprajzú udvart közrefogó, földszintes kastélyépület francia mintákat követ, valószínűsíthető előképe Louis Le Vau  vaux-le-vicomte-i kastélya (1657–1660). A kastélyt nem reprezentatív funkcióra szánták, inkább vidéki pihenőlaknak, ezért alaprajzi elrendezése egyszerű, hullámzó vonalú homlokzata azonban gazdagon díszített, a tervező itáliai iskolázottságát mutatva. A főszárny közepére helyezett dísztermet egykor kupola hangsúlyozta (mára elpusztult). A kastély egyben az „appartement double” első hazai példája: a középrész termei nemcsak egymásból, de függetlenül is megközelíthetőek.
A ráckevei kastély mellett Hildebrandt másik hazai műve, a féltoronyi Harrach-kastély, valamint az Anton Erhard Martinelli tervezte magyarbéli kastély is azt mutatja, hogy a műfaj alapjait Ausztriából származó építészek tették le Magyarországon. Valószínűsíthetően Martinelli műve a köpcsényi Esterházy-kastély, amely az 1668-ra elkészült, de a Bécs felé vonuló törökök által felégetett elődjének romjainak felhasználásával készült, és ausztriai építész tervezhette a zsirai Rimanóczy-kastélyt is, amelyet 1739-ben vett használatba a család. A felsoroltak közös jellemzője a kétszintes homlokzat és a kiemelt, hangsúlyos középrizalit, a díszteremről árulkodó, nagyobb méretű ablakokkal. Császári építész, Donato Felice d’Allio tervei szerint készült el a Batthyány család körmendi rezidenciája, a középkori vár átalakításával és körülépítésével. A homlokzat szélén, oldalrizalitokként meghagyott kerek tornyok nem csak itt tűnnek fel, de új építésű kastélyoknál is, a középkori várkastélyok örökségét hordozva (Szirák, Teleki-Degenfeld-kastély; Gödöllő, az első Grassalkovich-kastély). Egyedi, igényes alkotások a Forgách-család szécsényi (1737 u.–1753), valamint a Festeticsek (később jelentősen bővített és átalakított) keszthelyi kastélya.
A bécsi mesterek azonban jellemzően csak az udvari köröknek dolgoztak, így a sokasodó építészeknél jutott szerep a helyi mestereknek is. Az 1720–30-as években, báró L’Huillier János Ferenc számára épült edelényi kastély valószínűsíthetően az Itáliából származó, Egerben és környékén dolgozó vándormester, Giovanni Battista Carlone műve. Homlokzata egészen szokatlan: a négyszintes, héttengelyes, eredetileg a főpárkány mögé rejtett, alacsony ejtésű tetővel fedett középrizalithoz manzárdtetős, kétszintes szárnyak kapcsolódnak, és azokat kör alaprajzú, hagymasisakos tornyok veszik közre.
Külön kategóriát képeznek az erdélyi kastélyok. Itt a nemesség leggazdagabb rétege igyekezett a bécsi udvarba bejáratos előkelőségekhez méltó palotákat építeni, az udvari építészek helyett azonban inkább helyi mesterekre támaszkodva. Ennek köszönhetően számos provinciális ízű, olykor még a késő reneszánsz hagyományait idéző, remek kastély épült; ezek közül is kiemelkedik a bonchidai Bánffy-kastély, valamint a zsibói Wesselényi-kastély.
A királyi udvar építkezéseiben Magyarország nem kapott nagy figyelmet; a kivételek közé tartozik a pozsonyi és a budai királyi vár. Pozsonyban 1751-től Jean Nicholas Jadot udvari főépítész, majd az 1760-as évektől utódja, Nikolaus Pacassi tervei szerint folyt a középkori vár átalakítása. A reprezentatív belső terek, az új főlépcsőház és kápolna mellett átalakították az épület homlokzatát is, amely így palotaszerű, díszes külsőt nyert (az ekkori kialakítás mára megváltozott). Jelentősebb a budai királyi palota, amelynél Pozsonnyal ellentétben nem a középkori romokból indultak ki, hanem azok helyére teljesen új épületet emeltek, helyenként akár 7–8 méterrel is feltöltve a területet. Az 1715–1727 között elkészült, jellegtelen külsejű, belső udvaros palota bővítése 1748-ban Grassalkovich Antal kamaraelnök kezdeményezésére vett lendületet, Jadot tervei alapján. A meglévő épületet is felhasználva Jadot, illetve a munkát itt is folytató Pacassi U alaprajzú tömeget alakított ki, amelynek középrészét kettős kupola díszítette, oldalszárnyaihoz belső udvaros, négyszög alaprajzú tömegek kapcsolódnak. A munkák az 1750-es években lelassultak, később F. A. Hillebrandt több módosítást eszközölt a terveken: a középrizaliton például a trónterem helyét és szerepét jelző, a többinél nagyobb méretű ablakok jelentek meg. A palotát 1769-ben fejezték be, az egyik belső udvarban pedig 1778-ban épült fel a Szent Jobb őrzésére szolgáló, ovális alaprajzú kápolna (a 19. század végén elbontották). Az udvar azonban királyi rezidenciaként nem használta a palotát, ezért 1777-ben a Nagyszombatból ideköltöző egyetem számára alakították át, a dunai homlokzaton levő kupola helyére csillagvizsgáló tornyot építve. Az egyetem 1783-ban Pestre költözött, ezt követően a nádorok használták a palotát.

#### A Gödöllő-típus
Lásd még: Grassalkovich-kastély (Gödöllő)
Gróf Grassalkovich Antal saját birtokának központjában, Gödöllőn épített kastélya meghatározó alaptípussá vált az 1700-as évek második felének építészetében. Az épület végleges képe több évtized alatt alakult ki. Az 1751-ben Gödöllőre látogató Mária Teréziát merőleges oldalszárnyakkal bővített U alaprajzú, kétszintes épület fogadta, két karcsú saroktoronnyal. Az uralkodói vizitet követően Grassalkovich tovább bővítette az épületet: elbontatta a tornyokat, és homlokzat síkjából kiemelt, kupolás, erkélyes középrizalit mögött reprezentatív lépcsőházat alakíttatott ki, az udvar felé újabb kupolával. (A kettős kupolának a budai királyi palotáról származó motívuma arra utal, hogy Jadot vagy Pacassi részt vehetett a gödöllői munkákban.) Az egyik oldalszárnyban kápolnát is kialakítottak, Mária Terézia újabb, 1764-es látogatását követően pedig újabb szárnyakkal, virágházzal, fürdővel és színházzal bővítették az épületet.

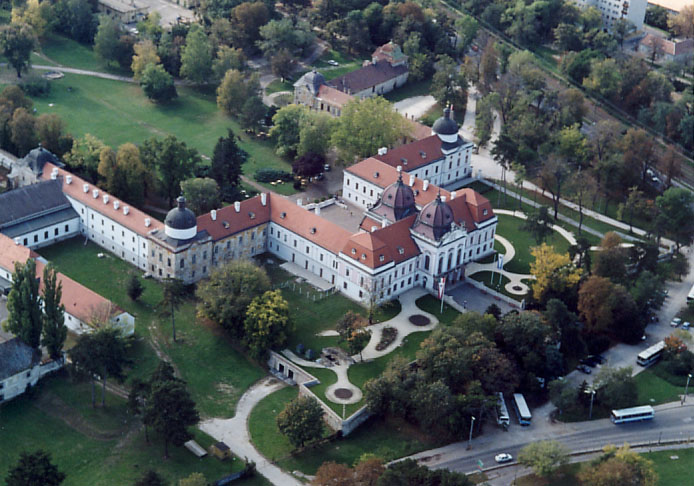
A kastély madártávlatból
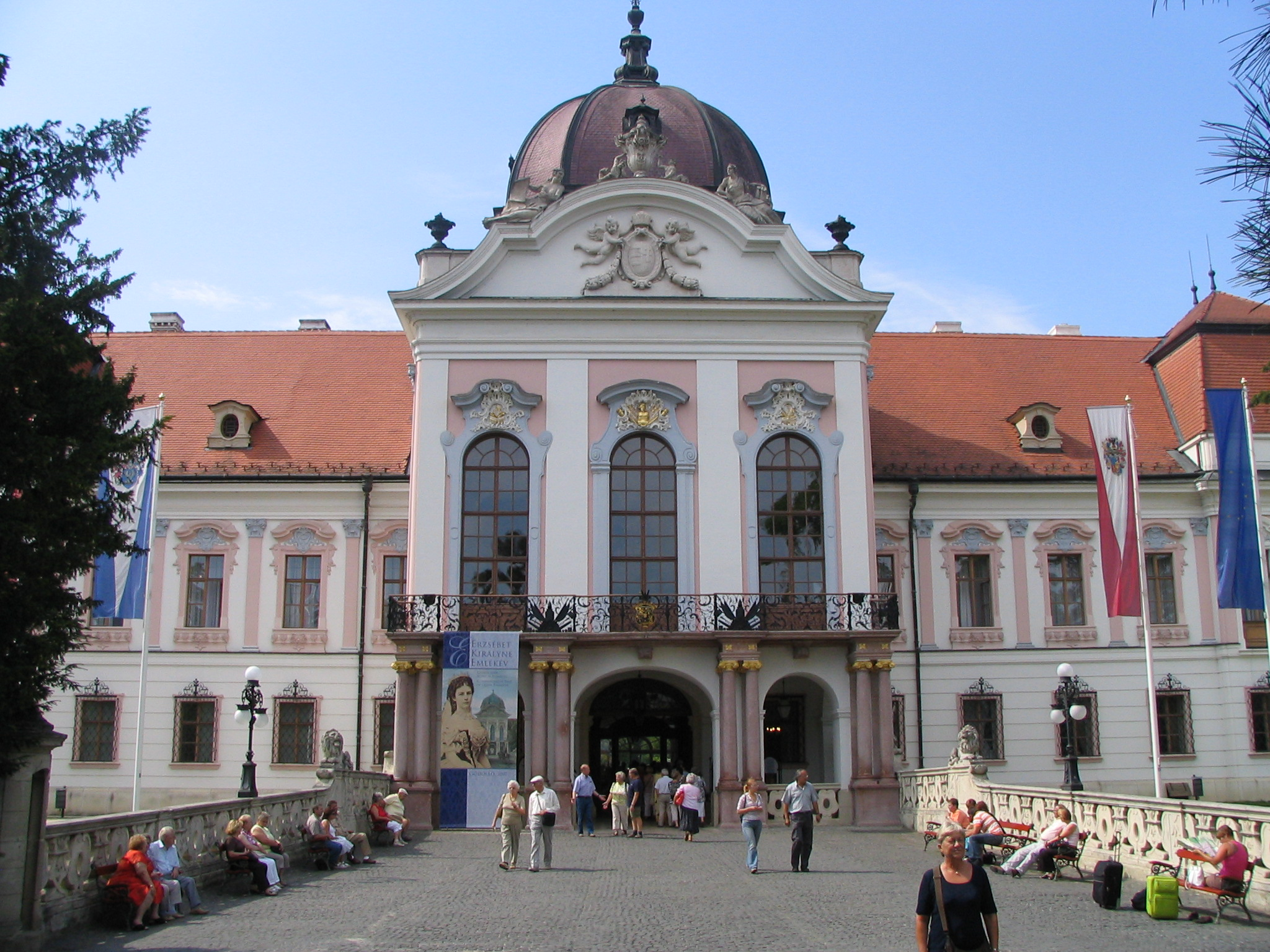
Főbejárat
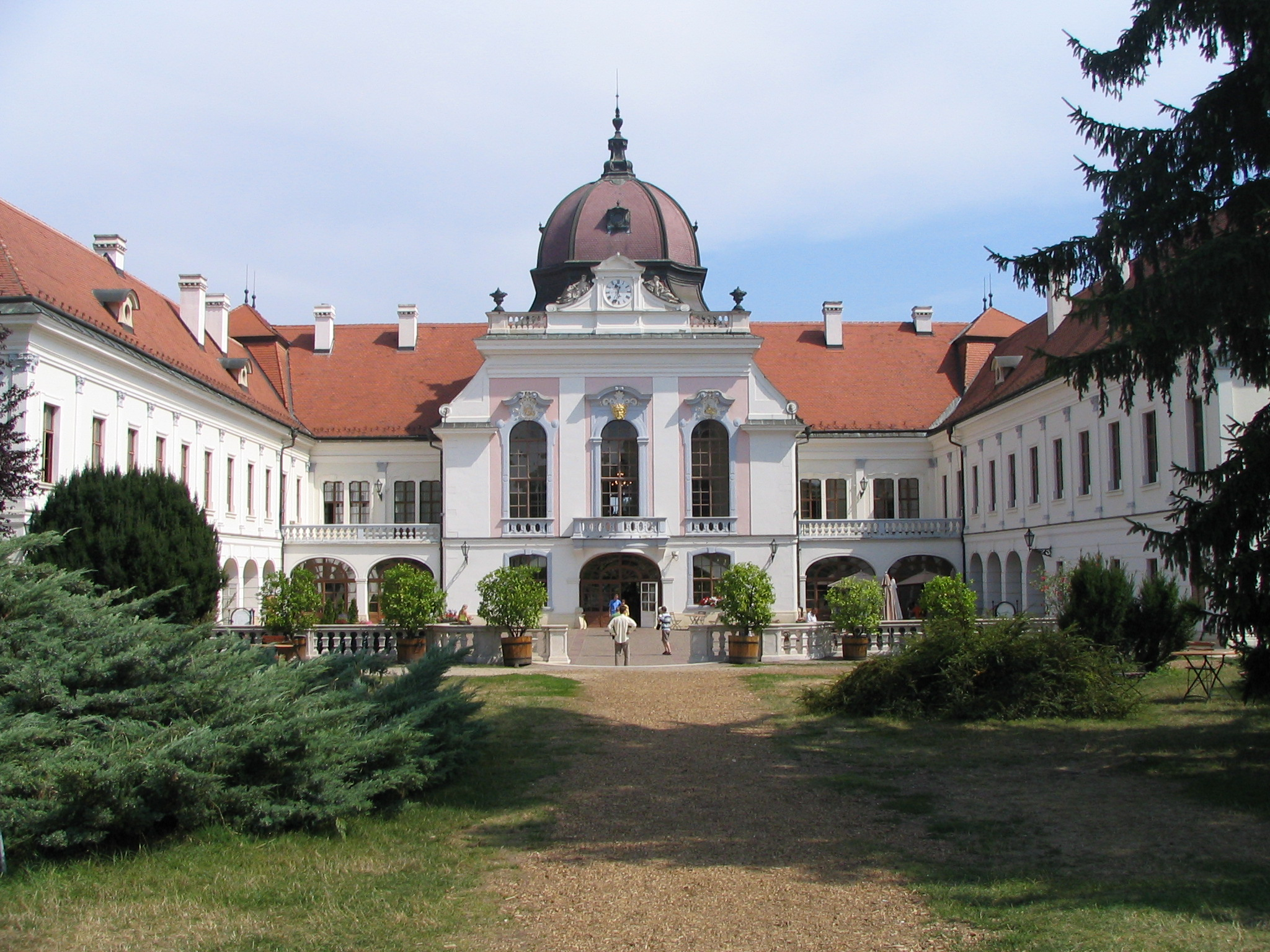
Udvari homlokzat
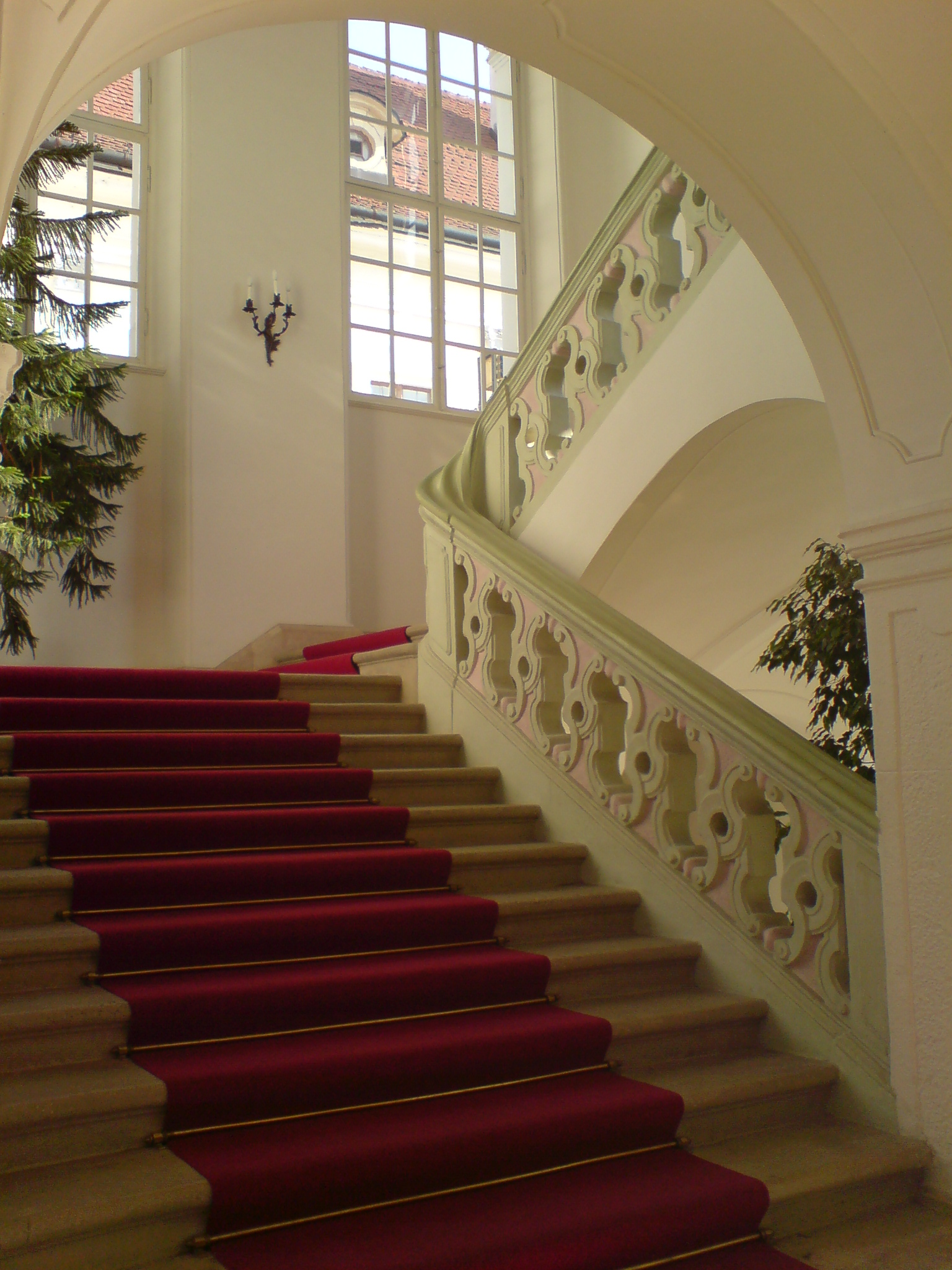
Lépcsőház
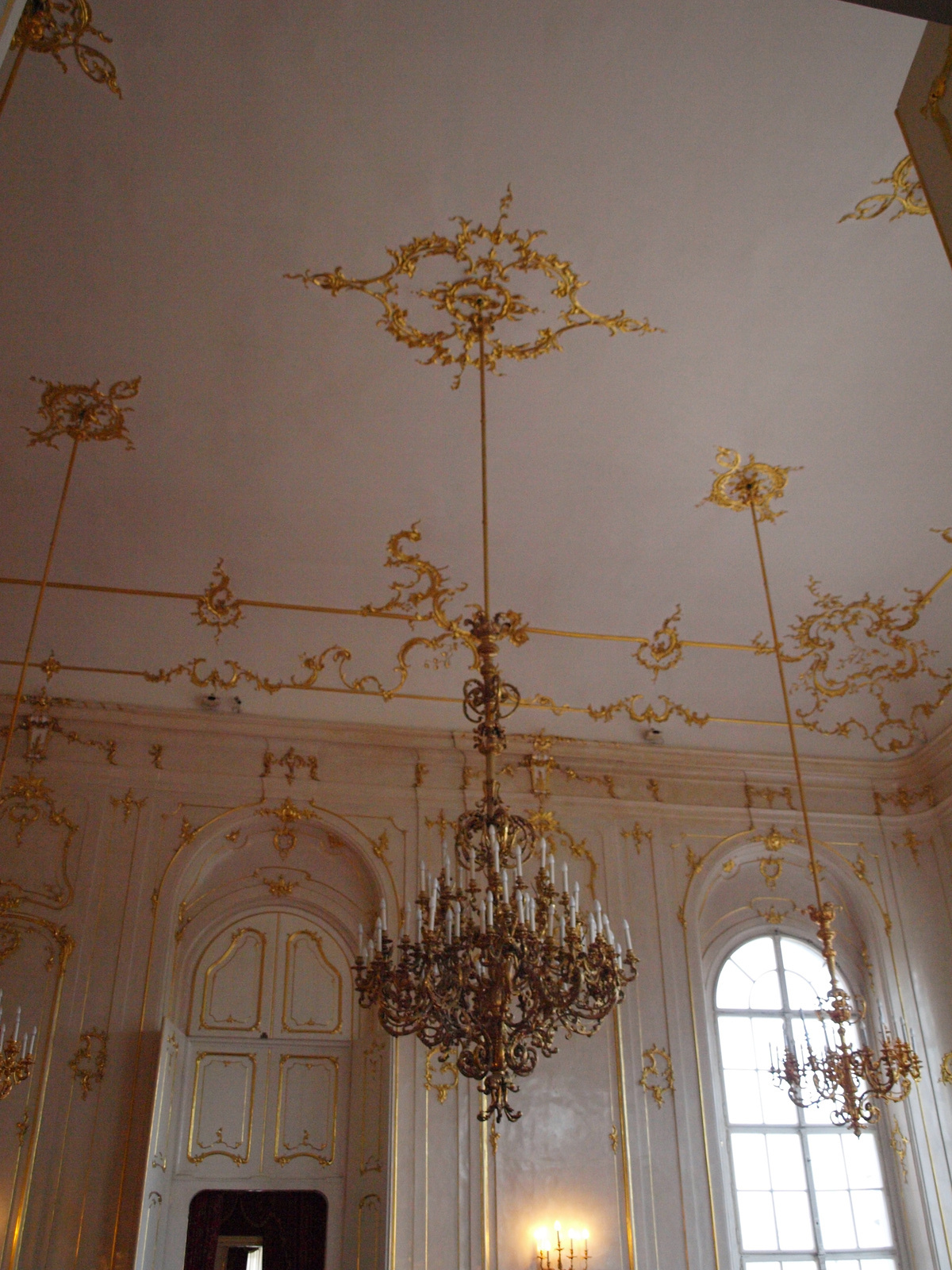
A díszterem részlete
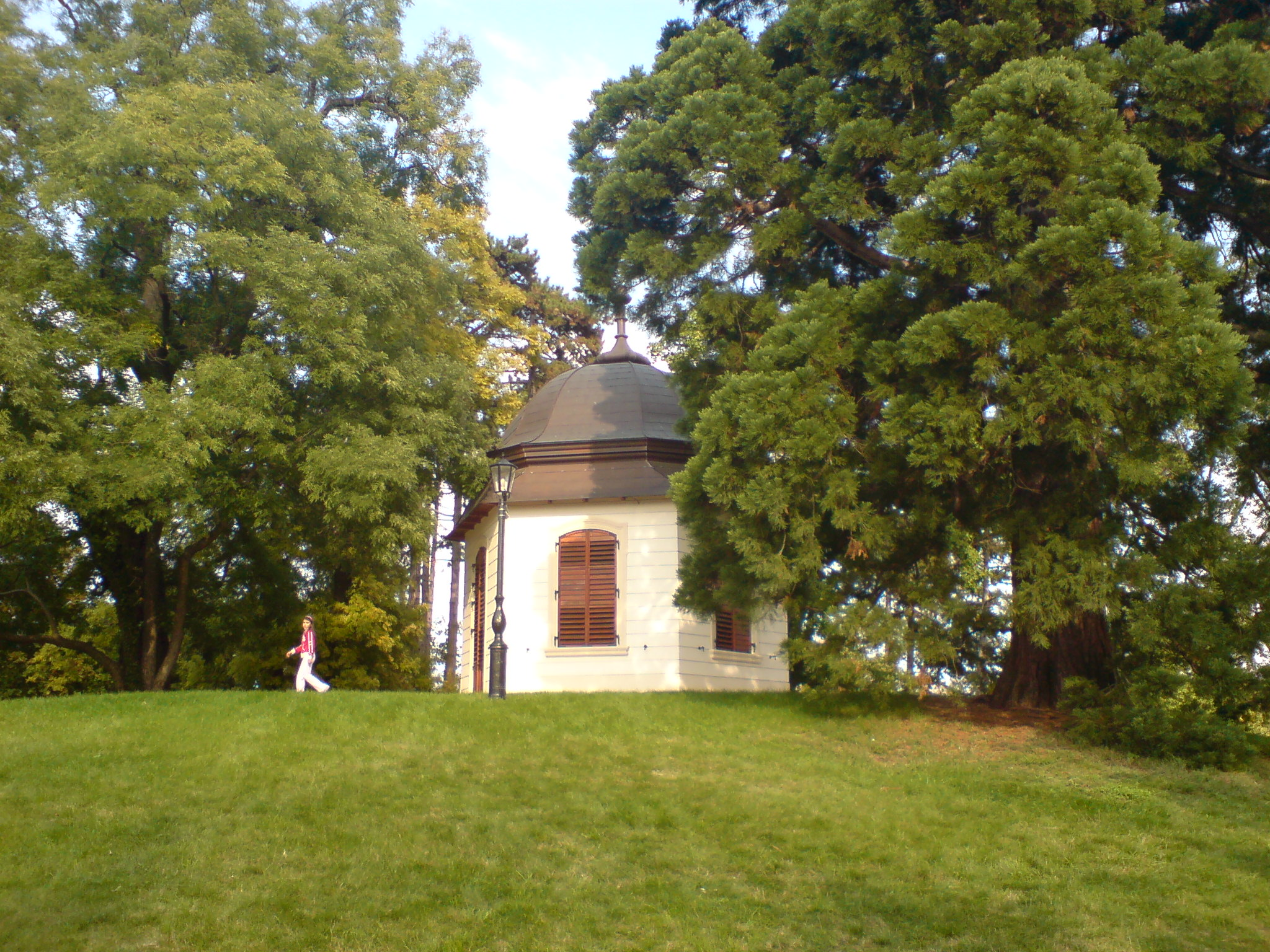
Barokk pavilon a parkban

Az úgynevezett „gödöllői kastélytípus” vagy „Grassalkovich-stílus” reprezentatív emlékei soroljuk azokat a barokk kastélyokat, ahol az U alaprajzhoz az utca felé néző, kiemelt, (manzárd)kupolával díszített, erkélyes középrizalit járul, a Gödöllőről ismert főbejárat-lépcsőház-emeleti díszterem térstruktúrával.
A gödöllői kastélytípus példái (az építés időrendjében):
- Forgách-kastély, Gács (1736–1750) – Időben megelőzi Gödöllőt; mesterei között a forrásokban felbukkan Mayerhoffer András neve, de szerepe nem tisztázott.
- Grassalkovich-kastély, Hatvan (1754–57) – Mivel a kastély alapvetően gazdasági funkciót töltött be (az egyik oldalszárny például magtárnak épült), a belső nem illeszkedik a díszes külső kiképzéshez.
- Ráday-kastély, Pécel (1756–1777)
- Száraz–Rudnyánszky-kastély, Nagytétény (ma Budapest, 1766) – Különlegessége a fordított díszudvar, a főhomlokzat elé nyúló oldalszárnyakkal.
- Teleki-kastély, Gernyeszeg (1769–1772) – Az építtető felesége, Ráday Eszter a péceli Ráday Gedeon testvére – ez a családi kapcsolat magyarázhatja a két épület hasonló kiképzését, bár konkrét sémák helyett inkább csak általános elvek követését feltételezhetjük.
- Podmaniczky-kastély, Aszód (1767–72)
- Petrovszky-kastély, Bükkösd (1786)

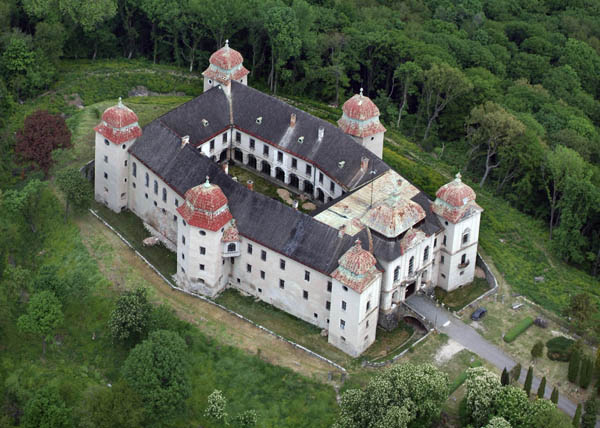
Gács, a középkori várból átalakított Forgách-kastély
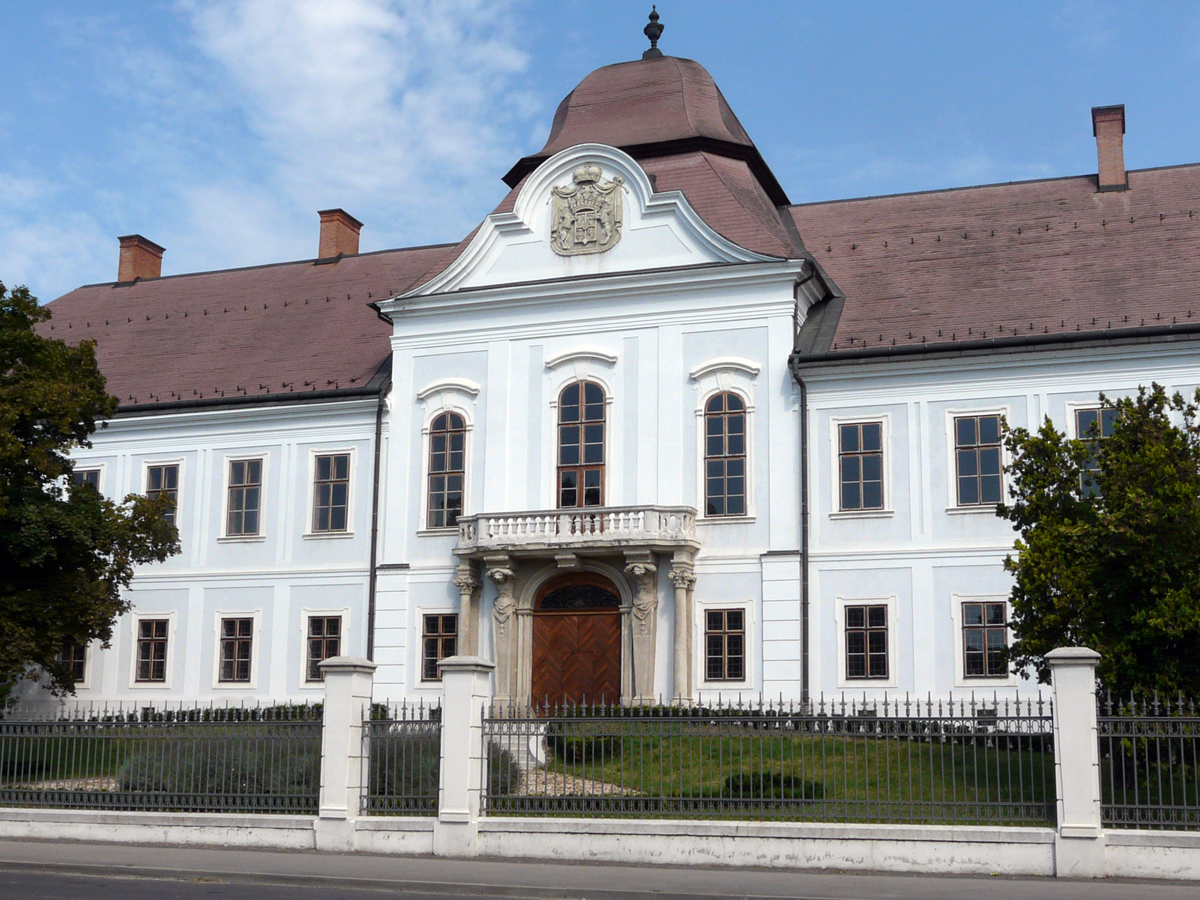
Hatvan, Grassalkovih-kastély
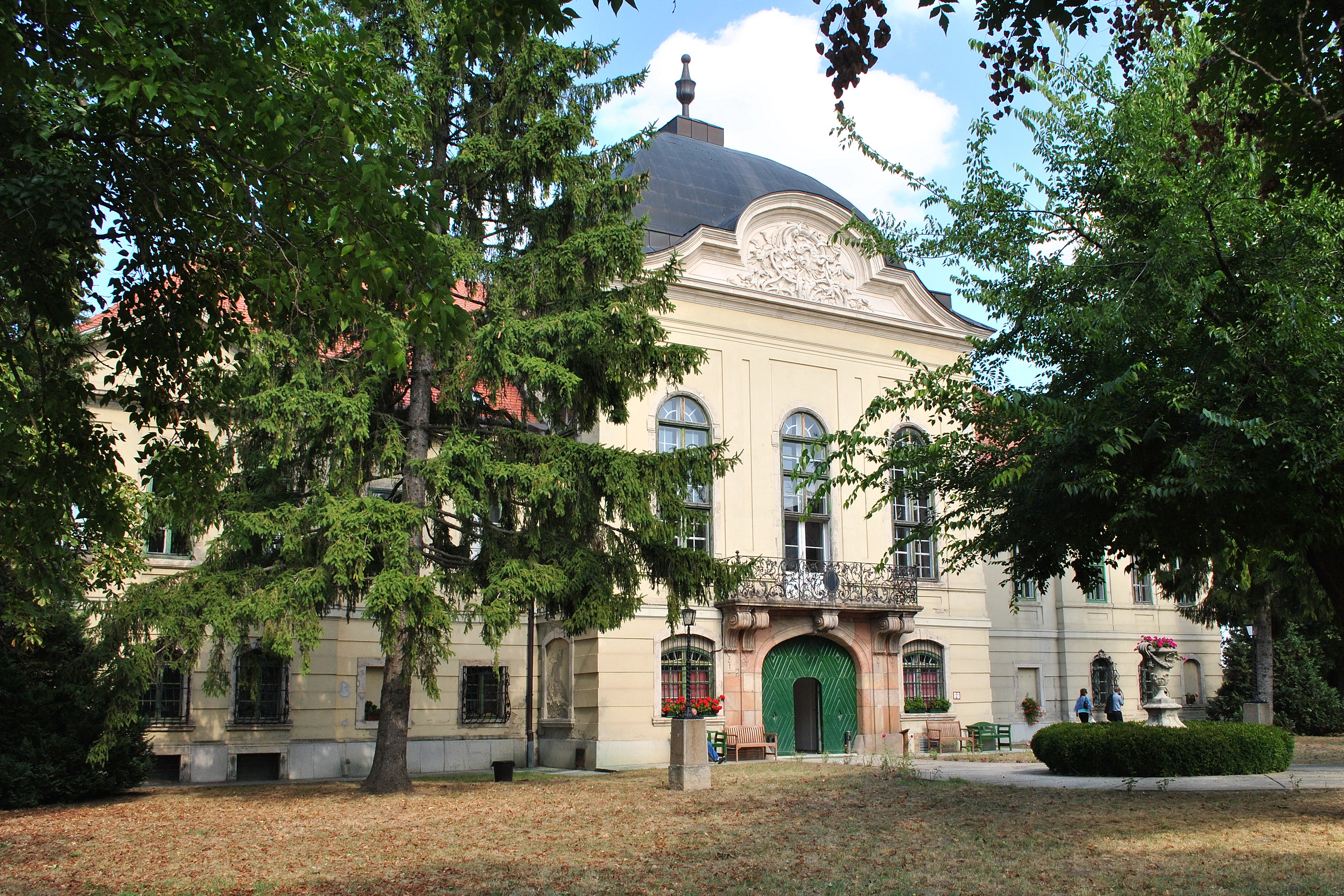
Pécel, Ráday-kastély
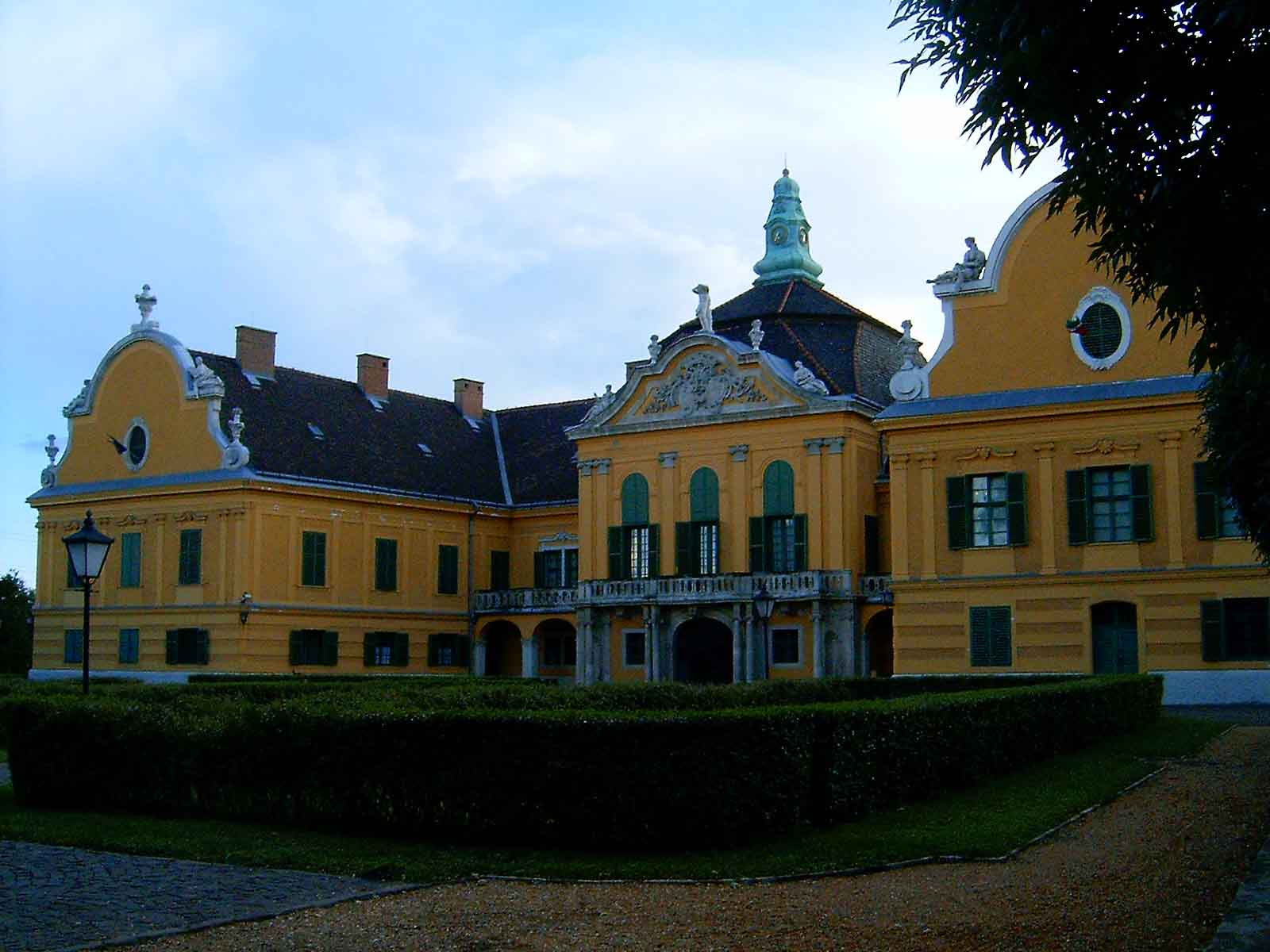
Nagytétény, Száraz–Rudnyánszky-kastély
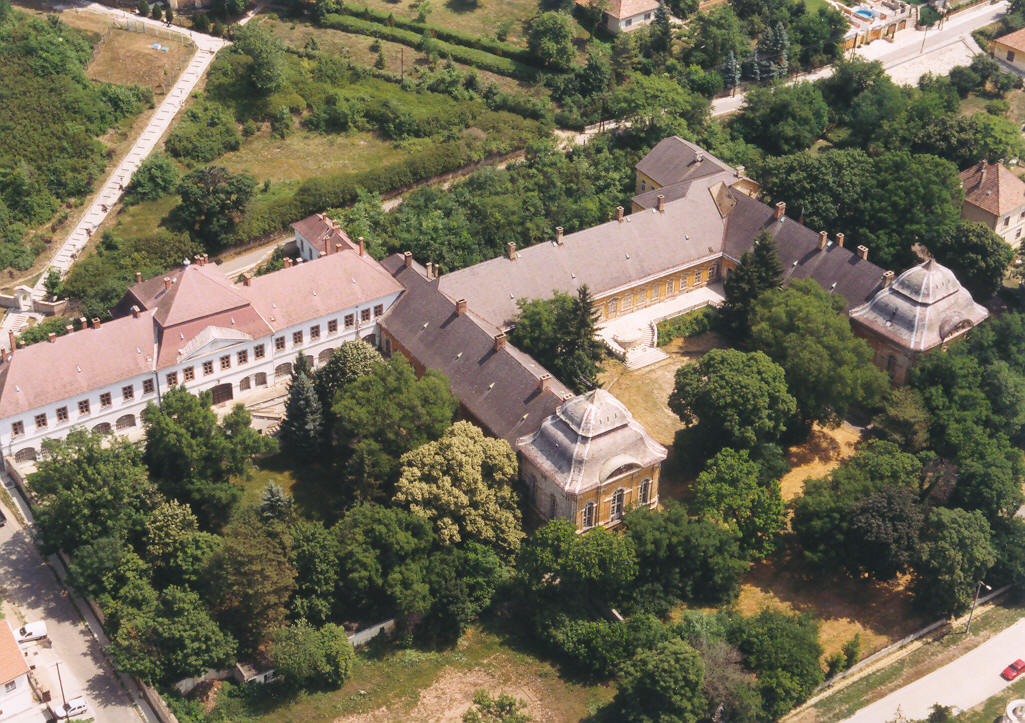
Aszód, Podmaniczky-kastély
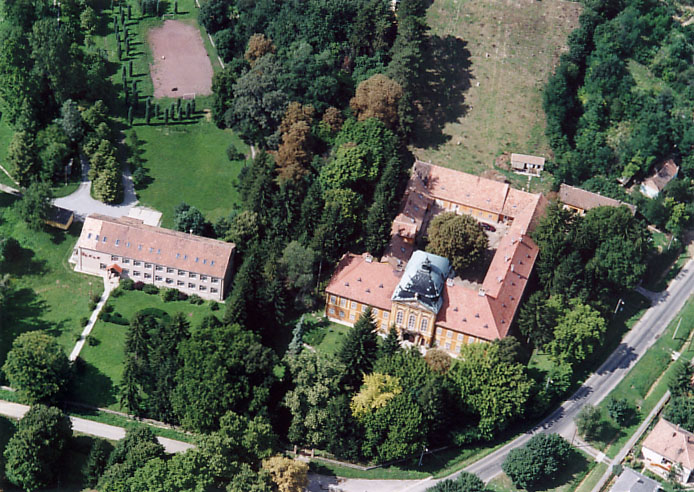
Bükkösd, Petrovszky-kastély

#### Eszterháza, a magyar Verszália
Lásd még: Esterházy-kastély (Fertőd)
A fertődi Esterházy-kastély az egyetlen magyarországi barokk kastély, amely a maga korának uralkodói épületeivel, a schönbrunni palotával és Versailles-jal kívánta felvenni a versenyt. A korábban itt állt, ismeretlen formájú épület helyén 1720 körül Anton Erhard Martinelli tervei alapján kisebb vadászkastély épült. 1762 után, amikor Esterházy „Fényes” Miklós lett a családfő, nagy léptékű építkezés indult. A háromszintes, 11 tengelyes, kétudvaros főépület háromtengelyes középrizalitját egy negyedik, toronyszerű kilátószint hangsúlyozza ki. A húsztengelyes oldalszárnyak ugyancsak háromszintesek, majd a patkó alakú díszudvart földszintes épületszárnyak és díszes kovácsoltvas kapuzat zárja le. Az udvarról kettős oszlopok által tartott, díszes lépcsőn közvetlenül is megközelíthető az emeleti díszterem. Újabb kutatások szerint az épület eredetileg rózsaszínre és terrakotta színűre festették, csak később kapta azt a gyöngyházszínt, amelyet a legutóbbi helyreállítások során restauráltak.
A belső terek máig a magyar barokk építészet egyik legreprezentatívabb térsorát képezik: a földszinti sala terrana, a lépcsőház, a díszterem, a kápolna és a festményekkel, faburkolatokkal ékesített lakószobák többé-kevésbé eredeti állapotukat őrzik. A palota életének szerves része volt a hatalmas területű franciakert, amelyet számos építménnyel (Nap-templom, Diana-templom, kínai pavilon stb.) díszítettek.
A fertődi Esterházy-palota építészének vagy mestereinek kiléte nem ismert; a feltételezések között a tervezésben az építtető Esterházy Miklós aktív részvétele mellett szerepet játszhatott Melchior Hefele és Jacoby Miklós udvari mérnök is.

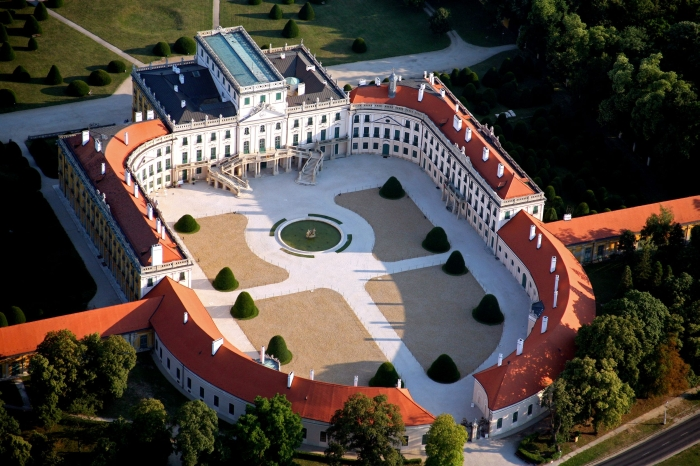
A kastély madártávlatból
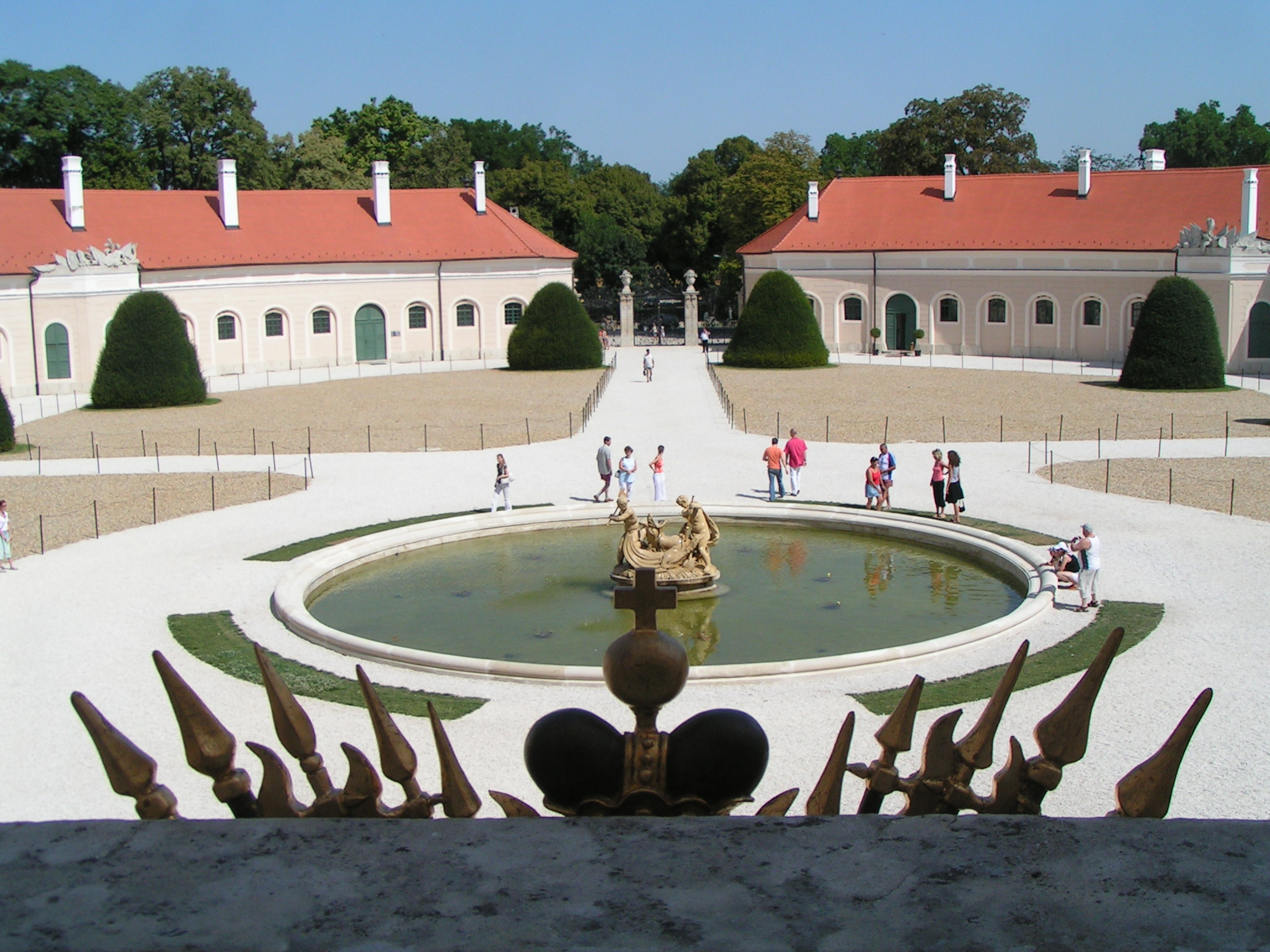
A patkó alakú díszudvar szökőkúttal
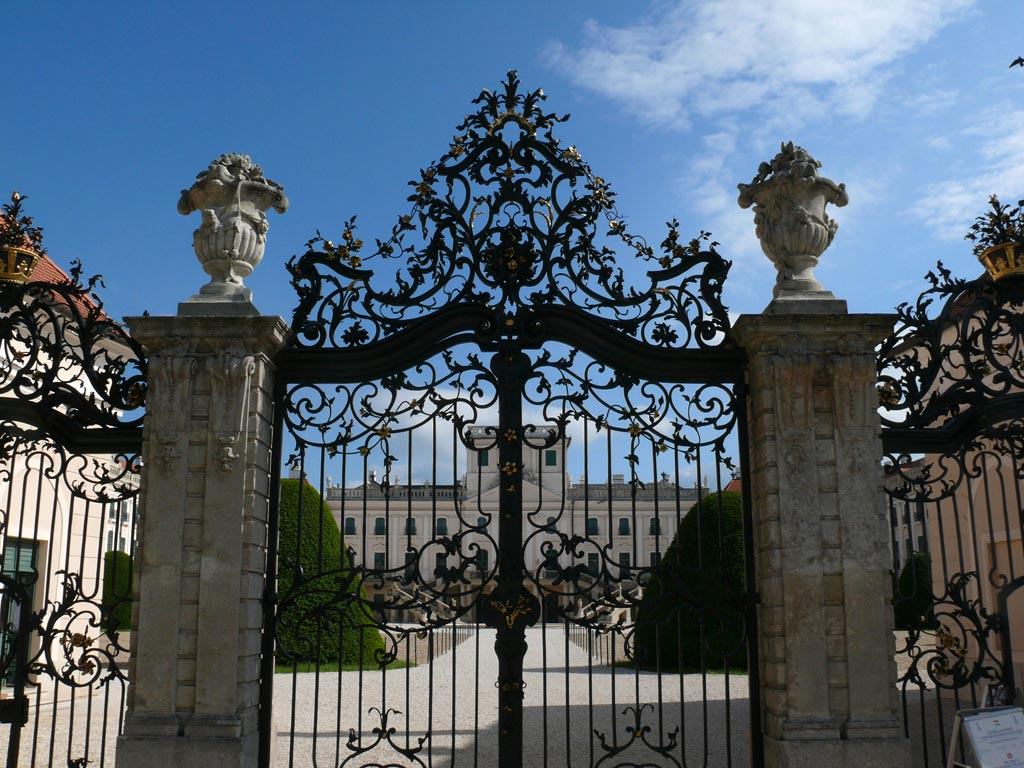
A kovácsoltvas kapuzat
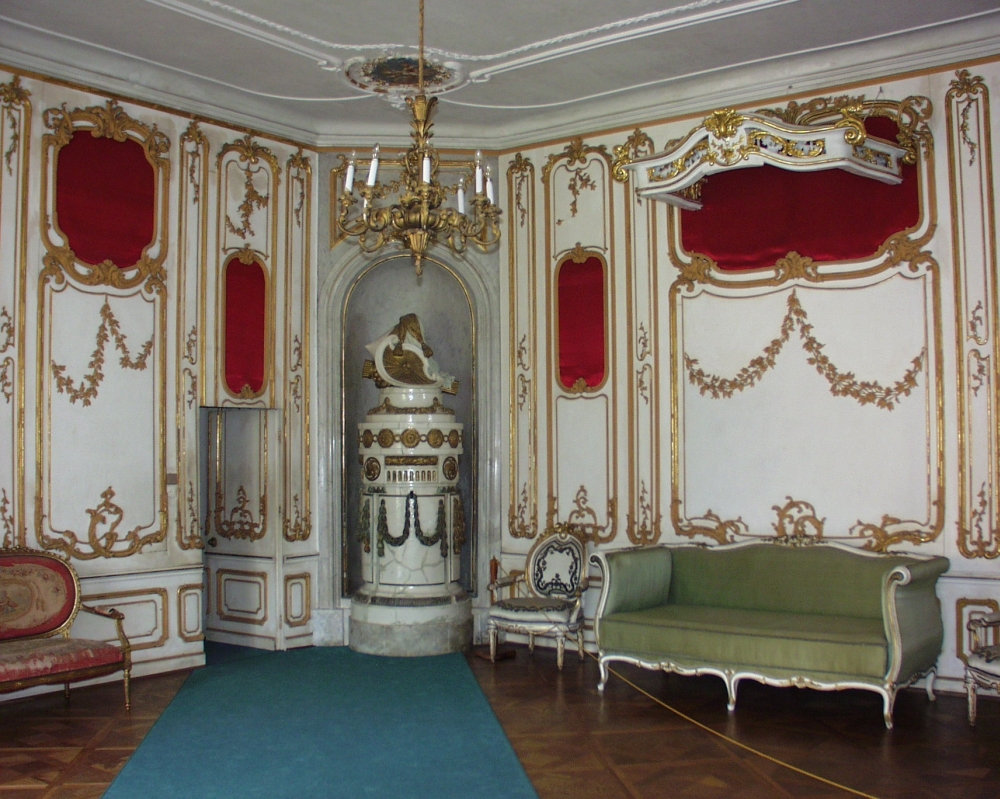
Szobabelső

## Szakrális építészet

### Katolikus templomok

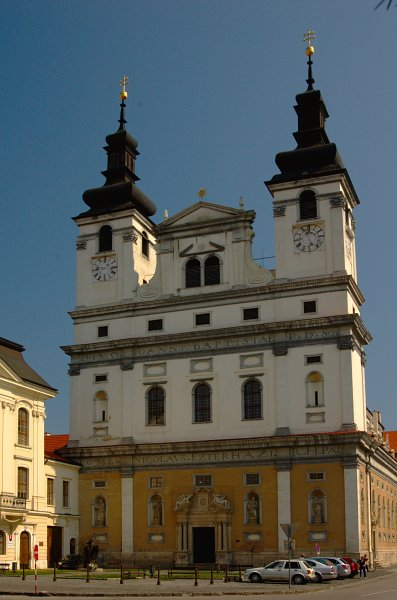
Keresztelő Szent János-bazilika, Nagyszombat

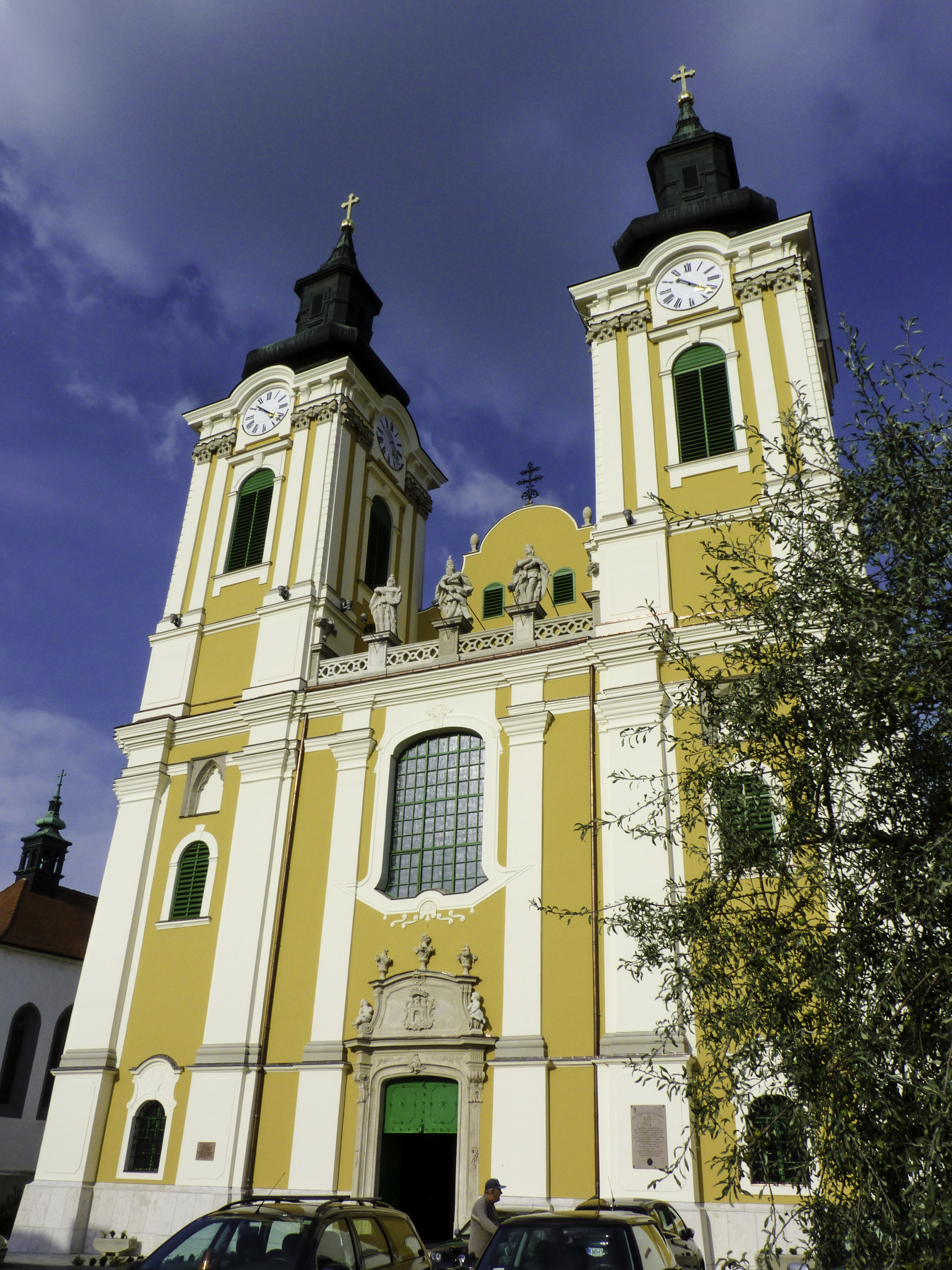
Szent István-bazilika, Székesfehérvár

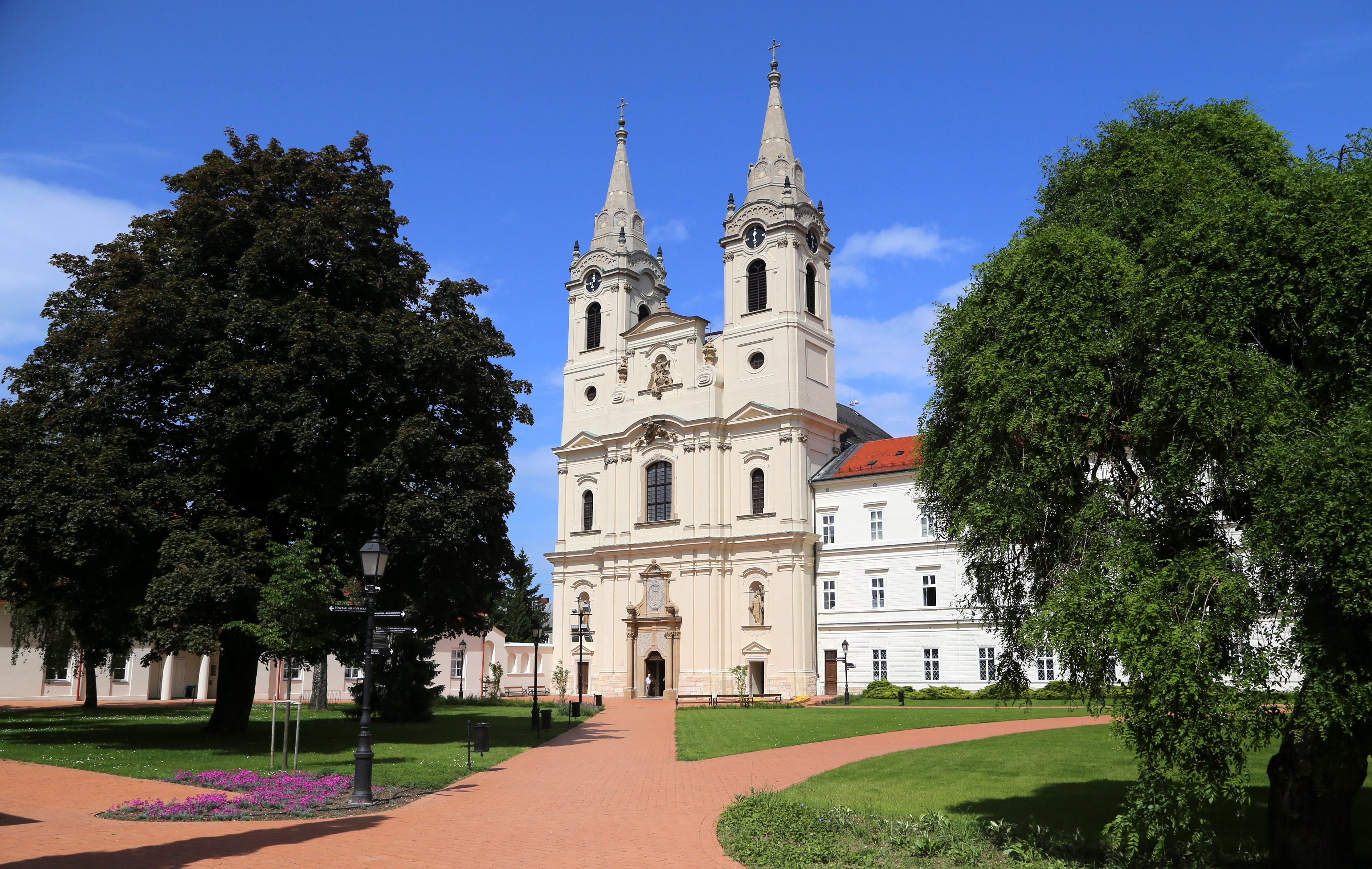
Zirci apátsági templom

A barokk kor meghatározó alaptípusa az 1568–75 között, Giacomo Barozzi da Vignola tervei szerint épült római jezsuita templom. Az Il Gesù nemcsak alaprajzában jelentett újítást, egyesítve a hosszházas és a centrális elrendezés előnyeit, de homlokzatában is, amelynek elrendezése Európa-szerte meghatározta a barokk templomokat, az Alpok vonalától északra jellemzően két, a homlokzat oldalrizalitjaira ültetett toronnyal bővítve.
A típus első magyarországi megjelenése a nagyszombati jezsuita templom, amely Pietro Spazzo tervei szerint 1629–1637 között épült. Közvetlen előképe a salzburgi dóm és a bécsi jezsuita templom lehetett. Nyugodt, sík homlokzatát hálószerűen osztják meg a pilaszterek és az erőteljes párkányok; a barokk motívumok inkább csak rátétként jelennek meg a némileg a reneszánsz ízlését őrző felületen. A nagyszombati hatását tükrözi az 1635–1641 között épült győri jezsuita (ma bencés) templom, valamint a rend kassai (1671–1681), eperjesi (1709), trencséni (1711–18) és kolozsvári (1718–20) templomai. A jezsuiták nyomán Magyarországon széles körben elterjedt és a barokkra jellemzővé vált templomtípus alapvetően egyhajós, a hajó két oldalán három-három kápolnával, a hajóéval megegyező szélességű, egyenes záródású szentéllyel, jellemzően harántdongás, keresztboltozatos vagy csehsüveg-boltozatos fedéssel.
Az érett barokk a 18. század közepére mindinkább függetlenítette magát a jezsuita hagyományoktól. A rendi templomok és székesegyházak esetében azonban bizonyos jellemzők megmaradtak: ilyen a kéttornyos, plasztikus homlokzat és a változatosan formált toronysisak. A kápolnasorral kísért hajók helyett azonban belül egységes tereket alakítottak ki, esetenként lant vagy hegedű formájú alaprajzzal (ez a boltozatot tartó támaszok elfordításából ered). Ezek jobban megfeleltek a tridenti zsinat elveinek is, amelyet az 1630-as nagyszombati zsinaton Pázmány Péter vezetésével alkalmaztak a magyar hagyományoknak megfelelő barokk liturgiára. Az újjáépülő Budán és Pesten szép példái ennek pesti pálos templom (Drenker Mátyás, Mayerhoffer András és Siegl Márton vezetésével 1742-re készült el, illetve az ennek hatását tükröző budai Szent Anna-templom.
Az egytornyú vidéki barokk templomok alaptípusát Franz Anton Pilgram teremtette meg Magyarországon, de elterjesztésében nagy szerepet játszottak a kamarai típustervek és a rendi építkezések.

### A kor kiemelkedő templomépületei (az építés időrendjében)
- Ferences templom, Léka (1655–1666) – Az ovális alaprajz első magyarországi példája, a sienai Pietro Orsolini munkája.
- Szent György-templom, Sopron (17. sz. vége) – Az 1676-os tűzvészt követően a gótikus templomot barokk stílusban újították fel. A gazdag stukkódíszítés 1705–1706 között készült.
- Pálos-piarista templom, Sátoraljaújhely – A 17. század végétől átépített komplexum érdekessége a templom gazdag stukkódíszítése, a hozzá kapcsolódó, II. Rákóczi Ferenc által építtetett kis kápolna, valamint a kolostor festett architekturális díszítése.
- Szent István-bazilika, Székesfehérvár (1702–1771) – a Géza fejedelem templomának alapjaira IV. Béla által építtetett gótikus bazilika Mária Terézia királynő támogatásával épült újjá barokk stílusban
- Trinitárius templom, Pozsony (1717–1723) – A templom speciális, ovális alaprajza valószínűleg a titulushoz (Szentháromság) kapcsolható; a kupolába Antonio Galli-Bibiena festett a Kárpát-medencében egyedülálló, perspektivikus építészeti freskót.
- Bencés apátsági templom, Tihany (1719–1754) – A középkori kolostor újjáépítése Wittwer Nárton tervei szerint indult meg. A 35 méter magas, kéttornyos, egyszerű felépítésű templomnak különösen gazdag a belső díszítése.
- Karmelita templom, Győr (1721–1725) – Valószínűleg Witwer Márton szerzetes-építész tervei szerint, a rend római anyatemplomának ismeretében épült; a hosszházas elrendezésre utaló homlokzat mögött centrális tér rejtőzik.
- Apátsági templom, Zirc (1726–1753) – A ciszterci központ templomának terveit valószínűleg Wittwer Márton készítette. Építése csak 1738-ban indult meg; az egyhajós, három-három oldalkápolnával kísért hajó előtt monumentális homlokzat áll.
- Erzsébet-apácák temploma, Pozsony (1739–1742) – Franz Anton Pilgram jellegzetes alkotása, hullámzó vonalú homlokzata a barokk térfalképzés remek példája.
- Nagyboldogasszony- és Nepomuki Szent János-templom, Székesfehérvár (1745-1756) – a jezsuiták építették, ma a ciszterci rend kezelésében áll. Sekrestyéje, mely a pálosok munkája, Magyarország legértékesebb rokokó bútorzatát rejti.
- Kalocsai főszékesegyház (1751–1754, a homlokzat és a tornyok később részben átalakítva) – A pesti Egyetemi temploméhoz hasonló stílusjegyek miatt gyanítható, hogy építésében szerepet vállalt Mayerhoffer András.
- Székesegyház, Nagyvárad (1751–1780) – A munkálatok vezetését 1761-ben vette át Franz Anton Hillebrandt. A templomhajóhoz kápolnasor és kereszthajó csatlakozik. A háromszintes, órás oromzattal lezárt főhomlokzathoz kétoldalt ferde szögben, kissé előrelépve csatlakoznak a tornyok.
- Plébániatemplom, Tata (1751–1785) – Építése Franz Anton Pilgram vezetésével kezdődött, akitől Fellner Jakab vette át a munkát. A késő klasszicizmus kiemelkedő, egyedi stílusú emléke.
- Minorita templom, Eger (1758–1767) – Domború homlokzata az elegánsan mellé ültetett két toronnyal a legszebb magyar barokk templomok közé emeli. Mesterének sokáig az Egerben dolgozó Gerl Mátyást tartották, de az újabb szakirodalom[10] valószínűsíti, hogy Kilian Ignaz Dietzenhofer vagy körének munkája.
- Székesegyház, Vác (1761–72) – A templomhoz eredetileg Oracsek Ignác, majd F. A. Pilgram készített terveket. A megvalósult épület Isidore Canevale műve, aki a francia forradalmi építészet sajátosságait vegyítette késő barokk stílusjegyekkel.
- Plébániatemplom, Pápa (1774–1786) – Fellner Jakab műve; méretben és homlokzatképzésében a tatai templomhoz hasonló, de itt a tornyok a homlokzat síkjában maradnak. A tornyok felső szintjének elfordított pillérein, díszítésén érezhető a barokk hatás.
- Nagytemplom, Kecskemét (1774–1799) – Osvald Gáspár piarista szerzetes tervei szerint, késő barokk stílusban épült.
- Minorita templom, Kolozsvár (1780–1784) – Építőmestere Johann Eberhard Blaumann. A kecses, játékosan hullámzó homlokzatú templom az erdélyi barokk építészet legszebb emlékei közé tartozik.
- Sarlós Boldogasszony-székesegyház, Szombathely (1791–1814) – Melchior Hefele munkája. A részletformák, az alaprajz, a belső gazdag díszítése még a barokk hagyományait tükrözik, a homlokzat összképe és a belső nyugodt térhatása azonban már a klasszicizmust vetíti előre.
- Józsefvárosi plébániatemplom, Pest (ma Budapest, 1797) – A barokk és a klasszicizmus közötti átmenet szép példája, harmonikus homlokzata sikeresen vegyíti a két stílus eszközeit.

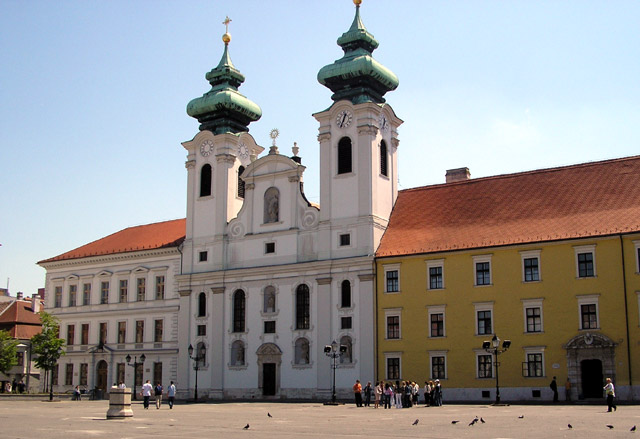
Jezsuita (ma bencés) templom, Győr
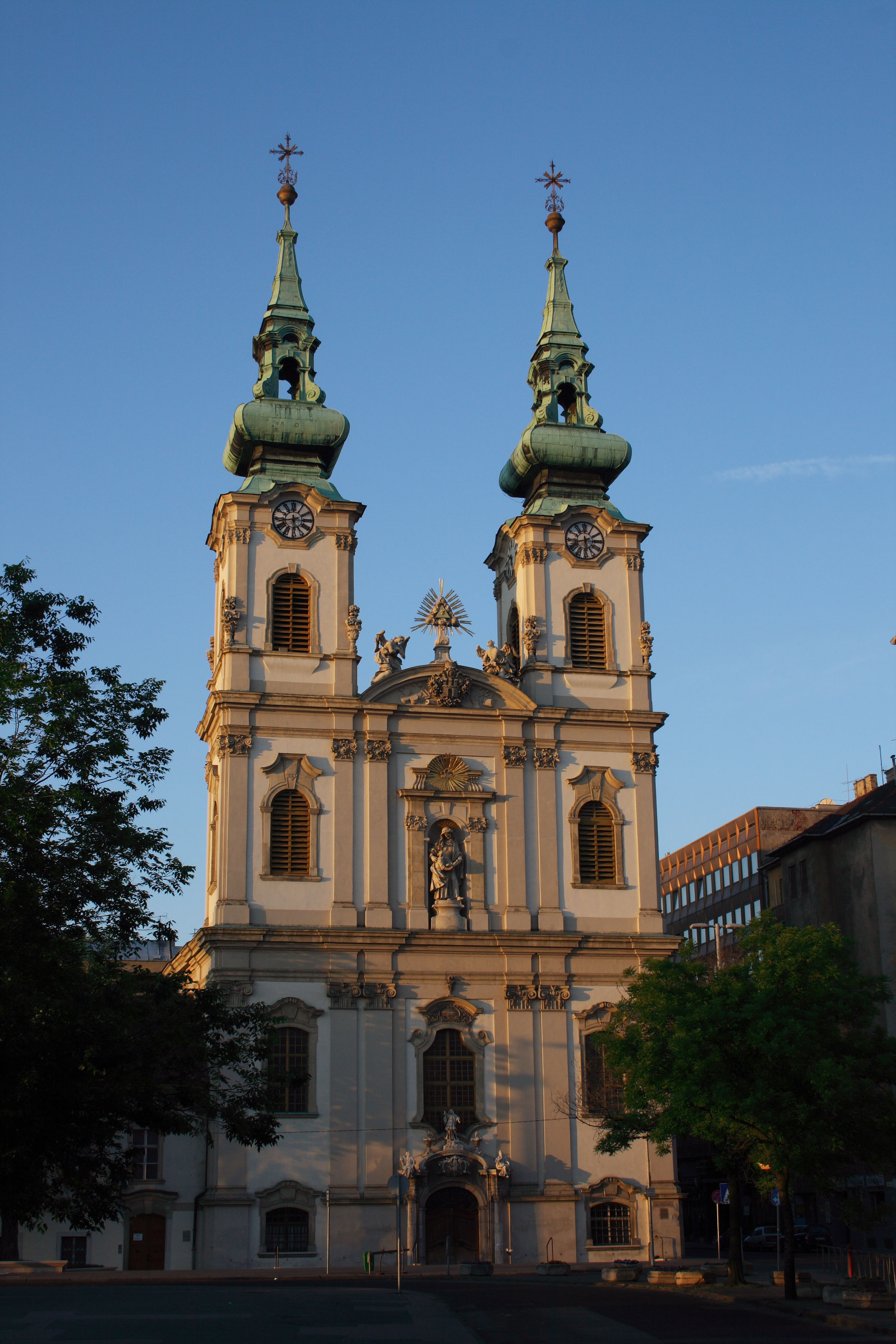
Szent Anna-templom, Budapest
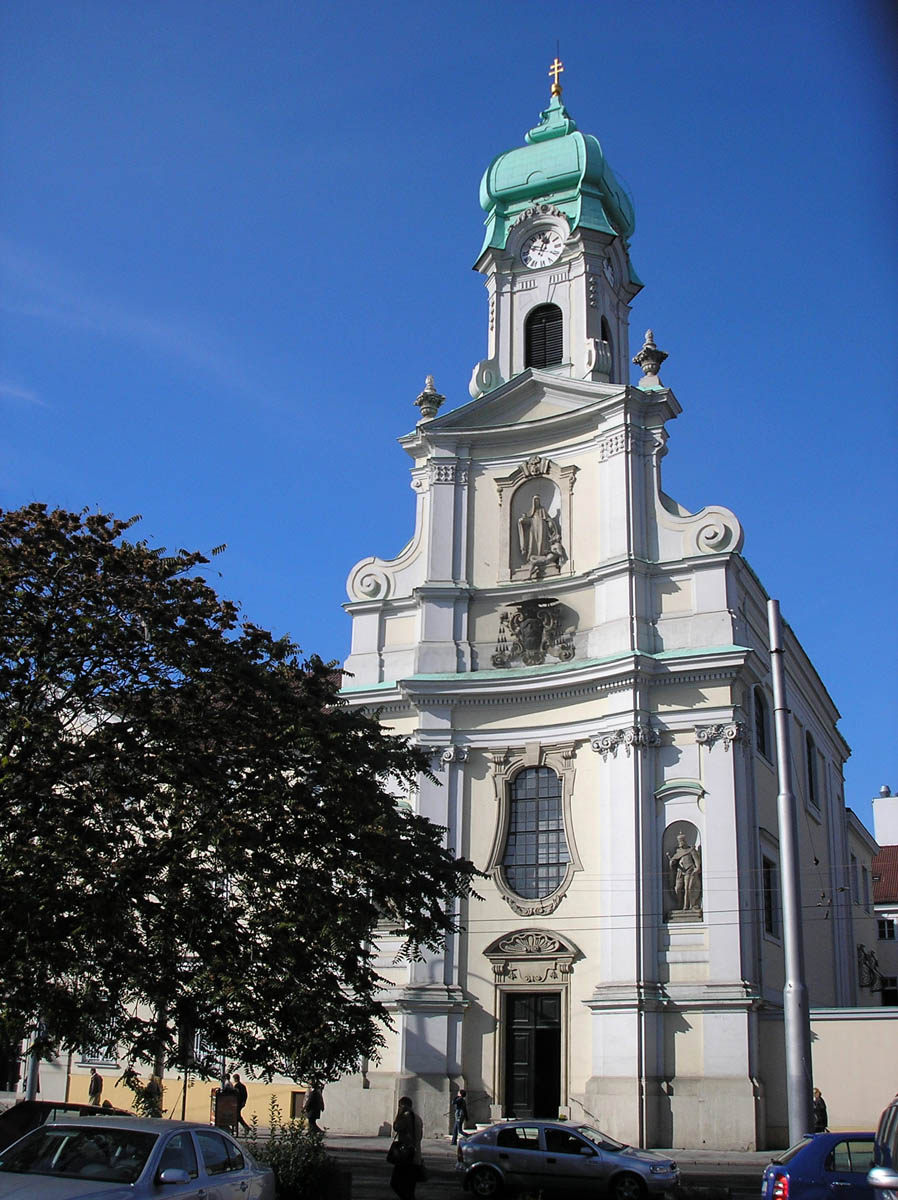
Az Erzsébet-apácák temploma, Pozsony
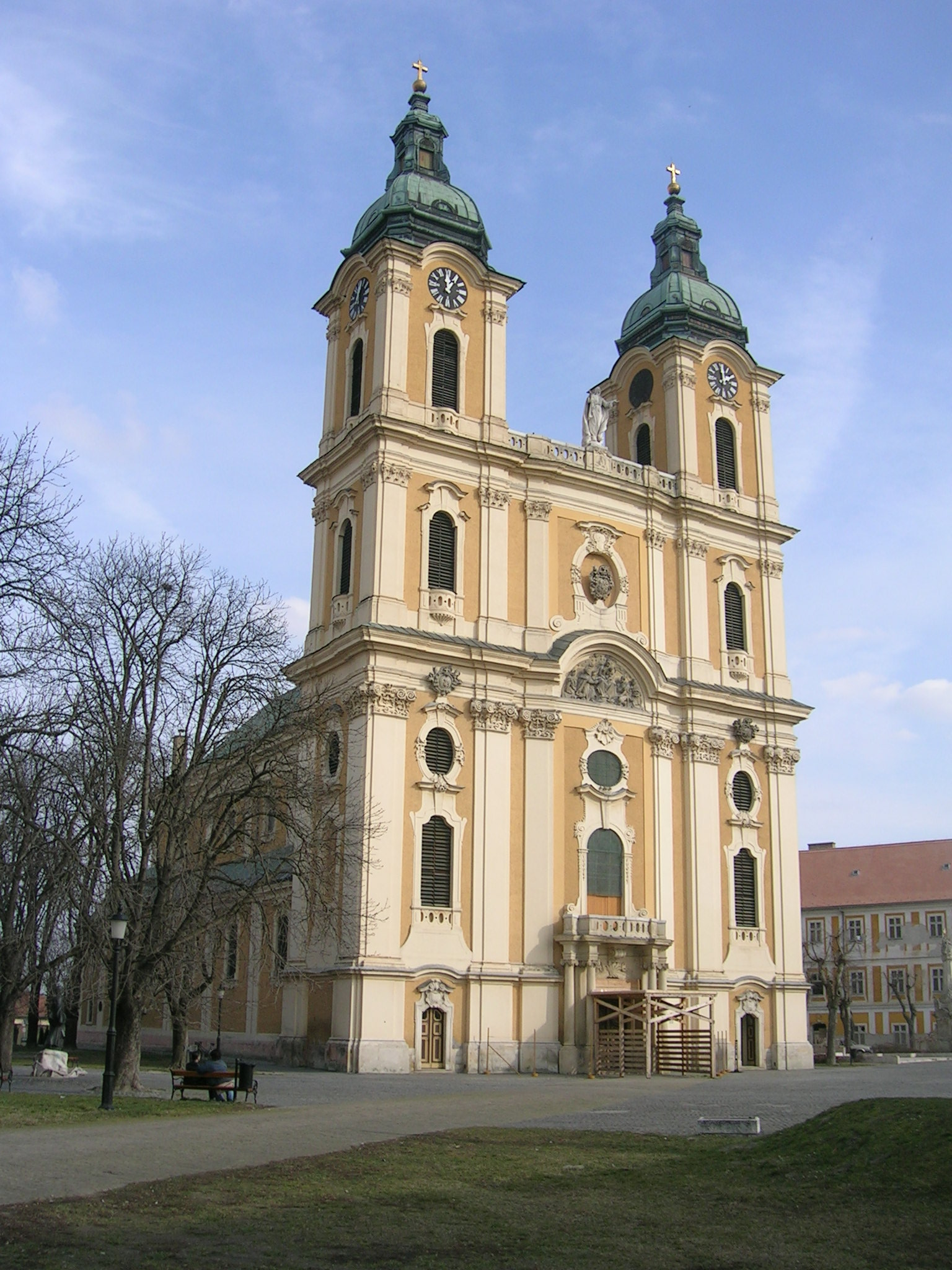
Főszékesegyház, Kalocsa
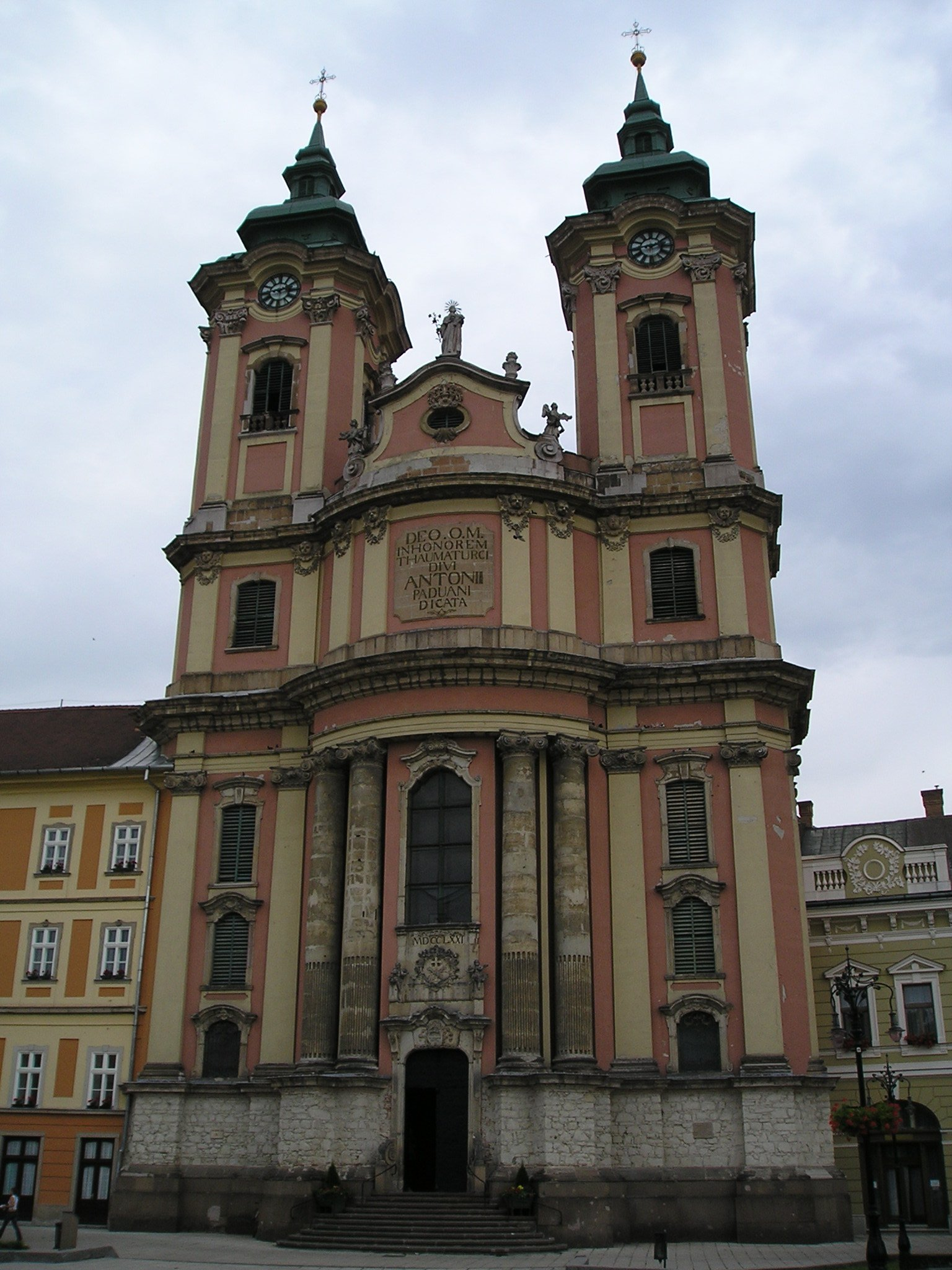
Minorita templom, Eger
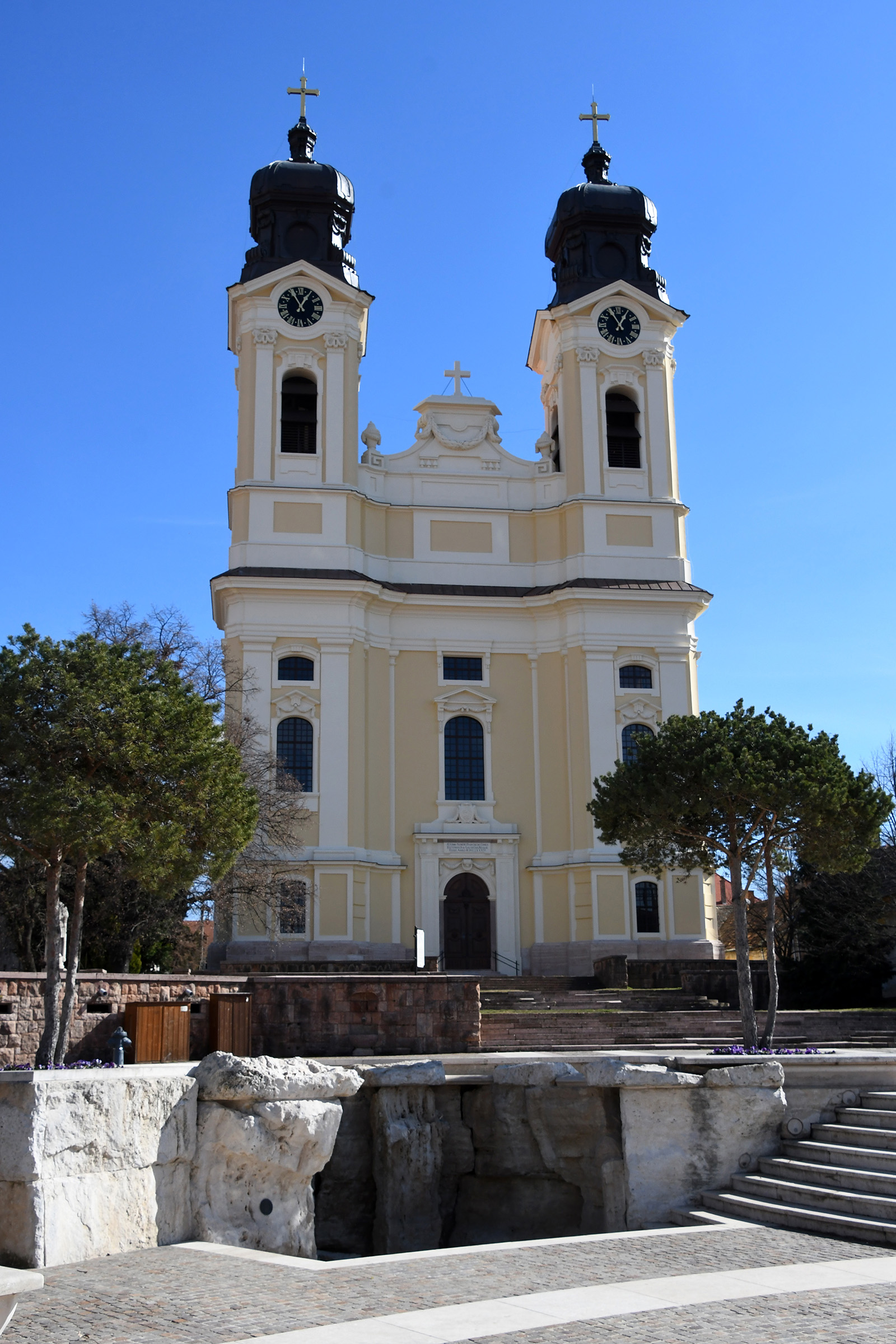
Plébániatemplom, Tata
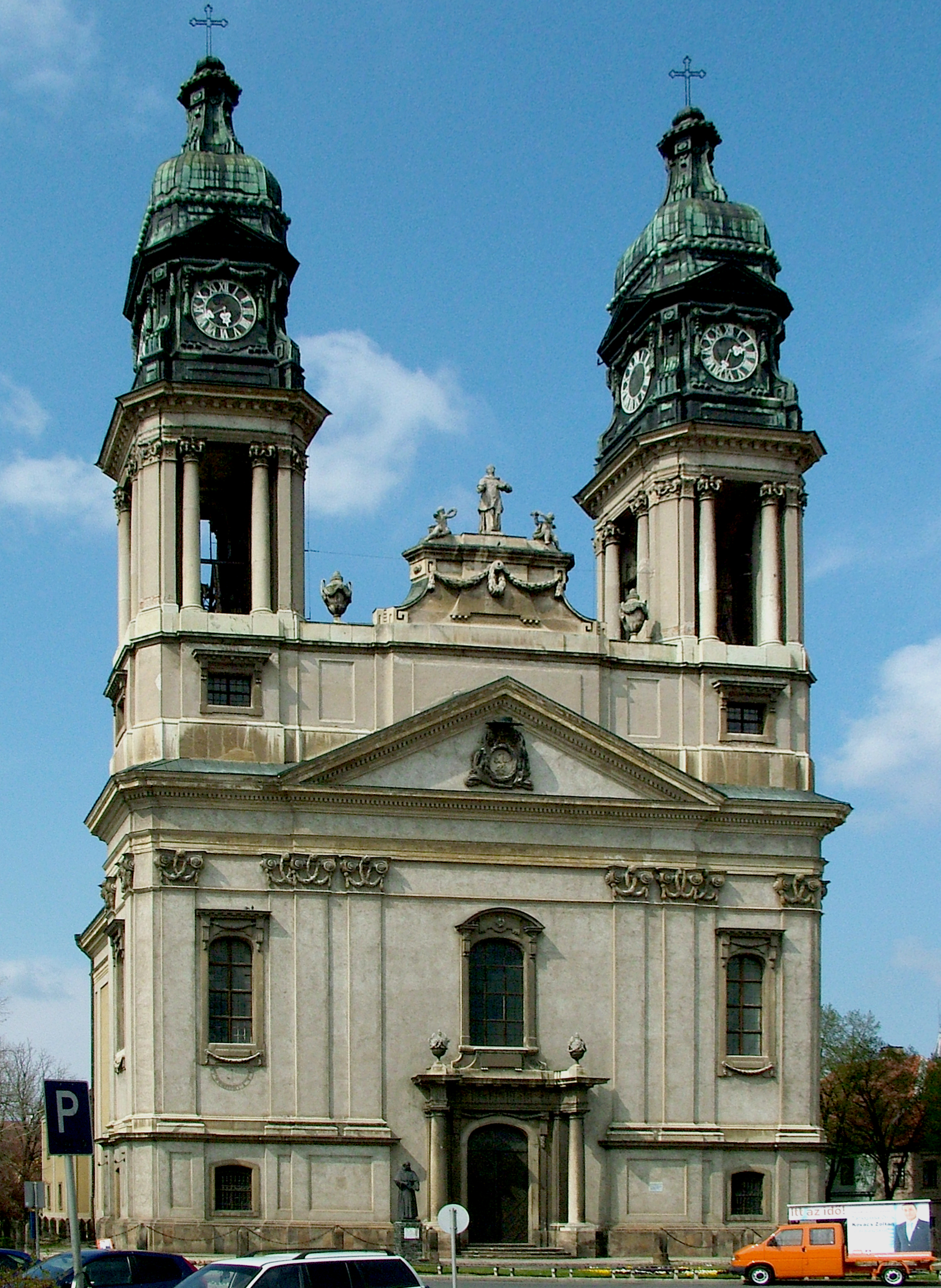
Nagytemplom, Pápa
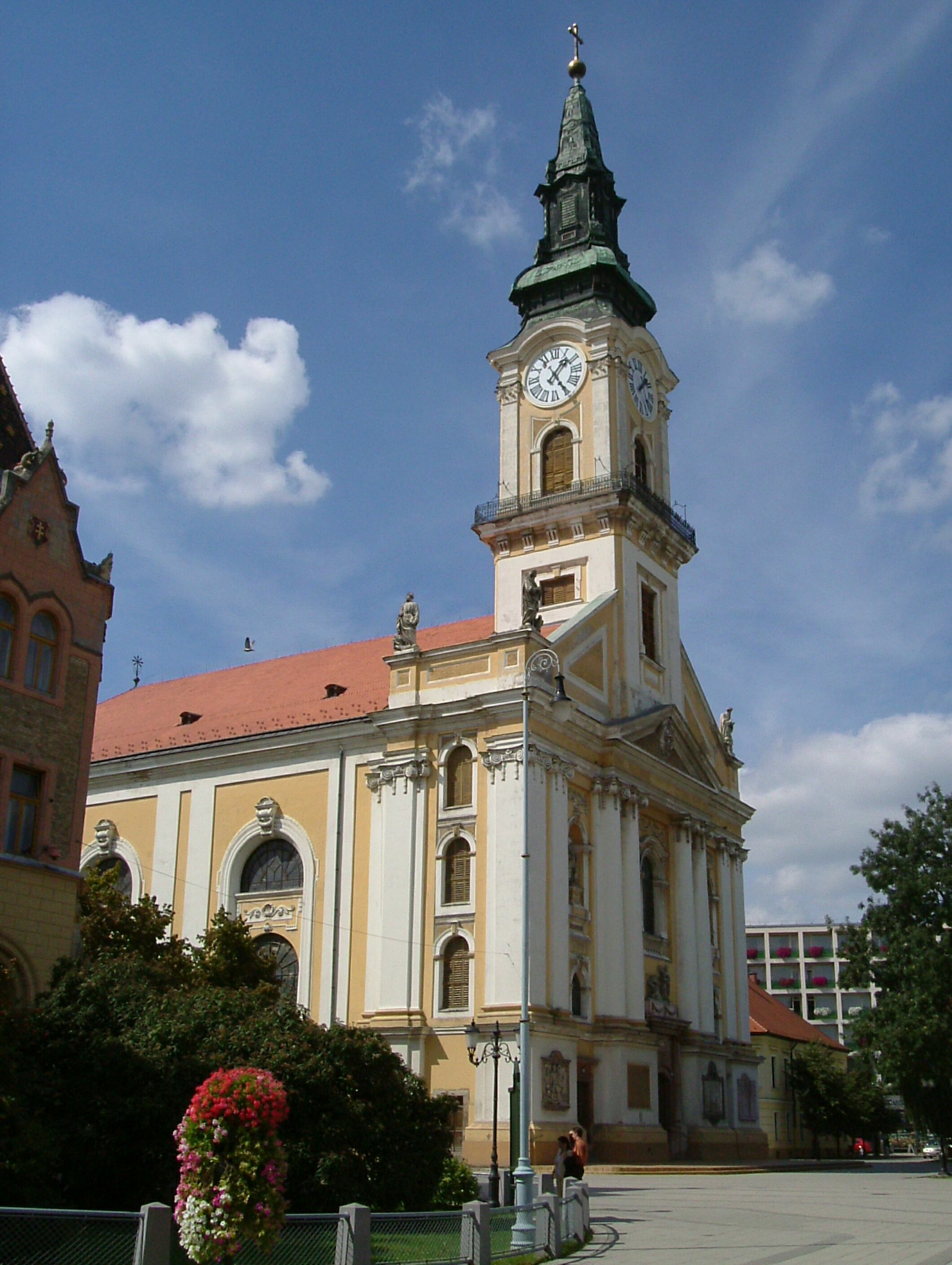
Nagytemplom, Kecskemét
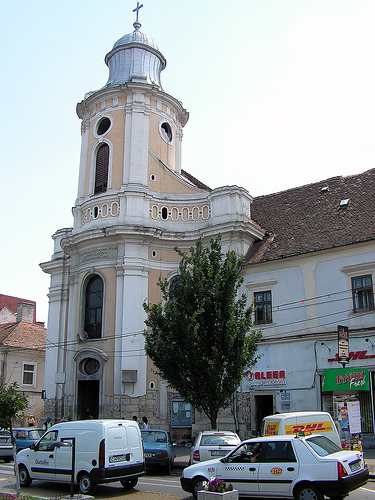
Minorita templom, Kolozsvár
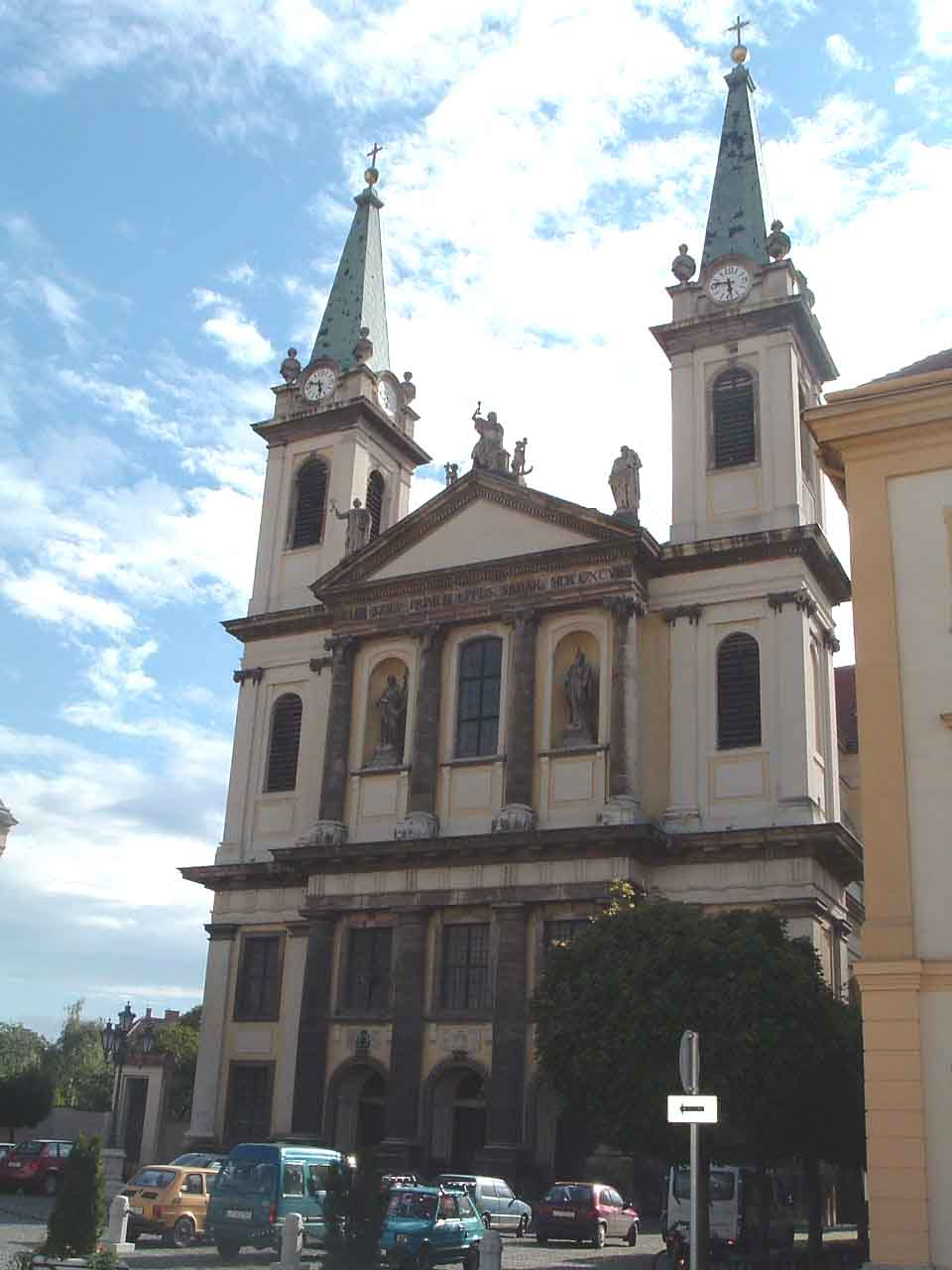
Székesegyház, Szombathely

### Rendi építkezések
A 18. században számos, gazdaságilag már megerősödött szerzetesrend tervezte a bajor, cseh, morva és ausztriai kolostorokhoz hasonló, nagy léptékű épületegyüttesek létrehozását magyar földön. A bencések Pannonhalmán, a pálosok Máriavölgyben és Sasváron, a ciszterciek Zircen és Szentgotthárdon tervezték nagyszabású rendi központ építését. A terveket részben a gazdasági realitások, részben a rendek 1786-os feloszlatása és vagyonuk államosítása húzta keresztbe. A legnagyobb léptékű megvalósult ilyen együttes a Franz Anton Pilgram tervei alapján épült jászói premontrei kolostor (1745–64), amely a két belsőudvaros, kétszintes épületszárny közé helyezett, mozgalmas homlokzatú, kéttornyos templommal nemcsak az ausztriai nagykolostorok méltó párja, de Pilgram késő barokk építészetének is reprezentatív, kiváló példája. A templom nyújtott, de centrális jellegű alaprajza, a sarkokon átforduló oszlopokkal és a határozott kiülésű párkánnyal ugyancsak eredeti gondolat. A ciszterciek megrendelésére Pilgram Szentgotthárdra is hasonlóan nagyvonalú épületegyüttest tervezett, de ez csak részben épült meg: az egytornyú templom mellől az egyik épületszárny elmaradt. Morva építész tervei szerint, több évtizeden keresztül épült Csorna premontrei kolostora.
Pilgram 1734-től tervezte, majd 1761-ig, haláláig az építését is felügyelte a kamalduli szerzetesek majki kolostorát. A komplexum négyzetes területen elhelyezett, kétszintes kastélyból, 17 egyszemélyes cellaépületből és templomból áll; a templomnak mára csak a tornya maradt meg.
A kisebb szerzetesi építkezéseknek számos emléke maradt fenn Magyarországon, a nemegyszer középkori eredetű, barokkizált szerzetesi templomok és az azokhoz kapcsolódó rendházak formájában. Ezek a komplexumok határozták meg a 18. századi magyar városok képét, egyben funkcionális központként is szolgálva. Csak Budán több példát lehet erre említeni, a klarisszák és a karmeliták budavári központja mellett az Ágoston-rendiek (ma ferencesek) országúti (ma Margit körút) templomát és kolostorát (Nöpauer Máté, 1754–70), a Fő utcai Árpád-házi Szent Erzsébet-templomot és ferences zárdát (Hölbling János, 1732–42), Óbudán pedig a kiscelli Trinitárius-kolostort és templomot (Entzenhoffer János, 1744–60, ma a Kiscelli Múzeum otthona). A rendi birtokközpontok szép példája az előszállási ciszterci rendház és plébániatemplom barokk vonalú kerítéssel összefogott együttese. Az egykori kolostorokban a puritán szerzetesi cellák mellett néhány helyiséget szokás volt díszesen kialakítani; jellemző a szerzetesek étkezőjének (pl. bencés kolostor, Pannonhalma; sopronbánfalvi kolostor) és könyvtárának (ferences kolostor, Gyöngyös; papi szeminárium, Pest) ilyen célú átépítése.

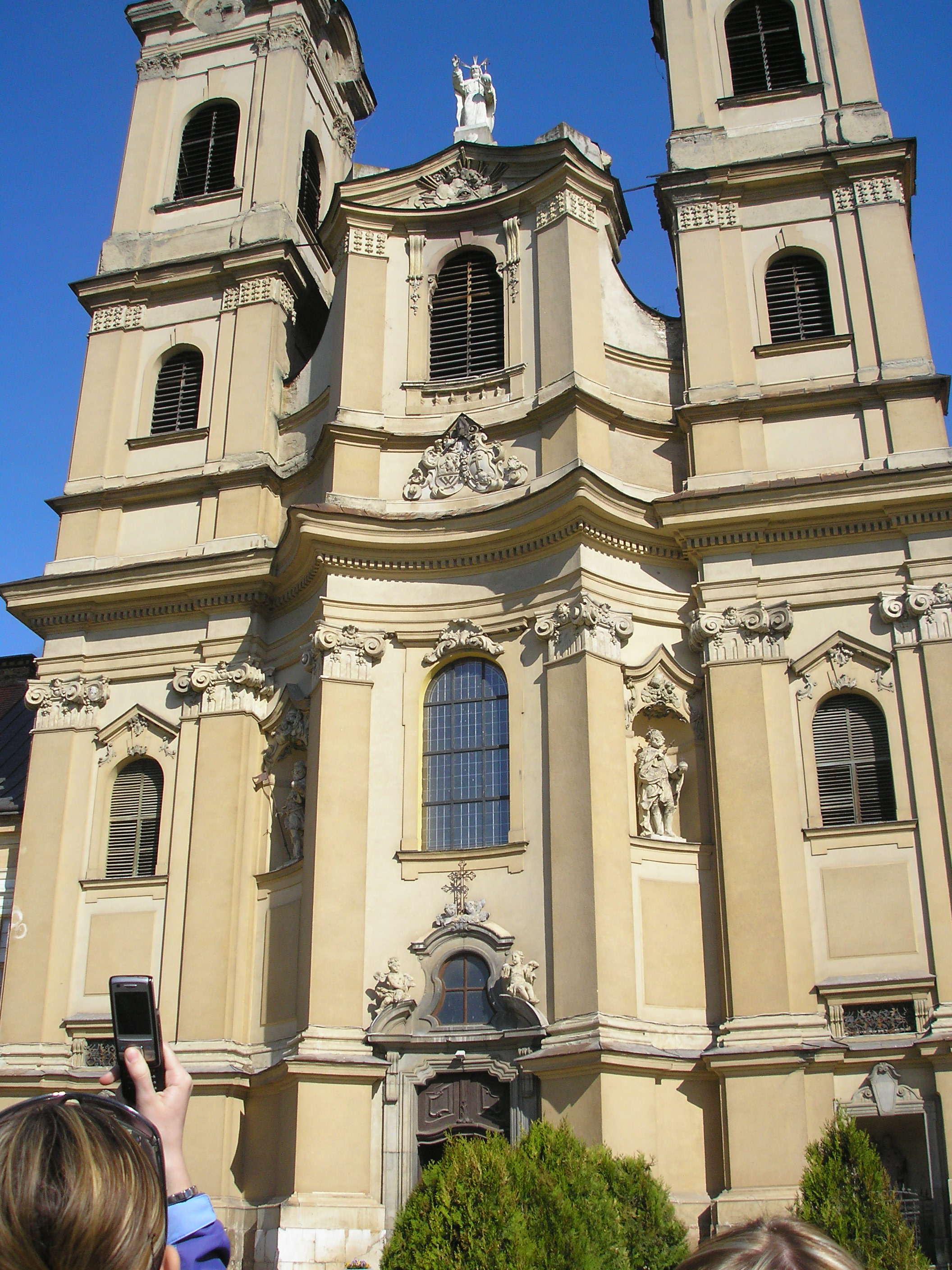
Jászó, a premontrei kolostortemplom
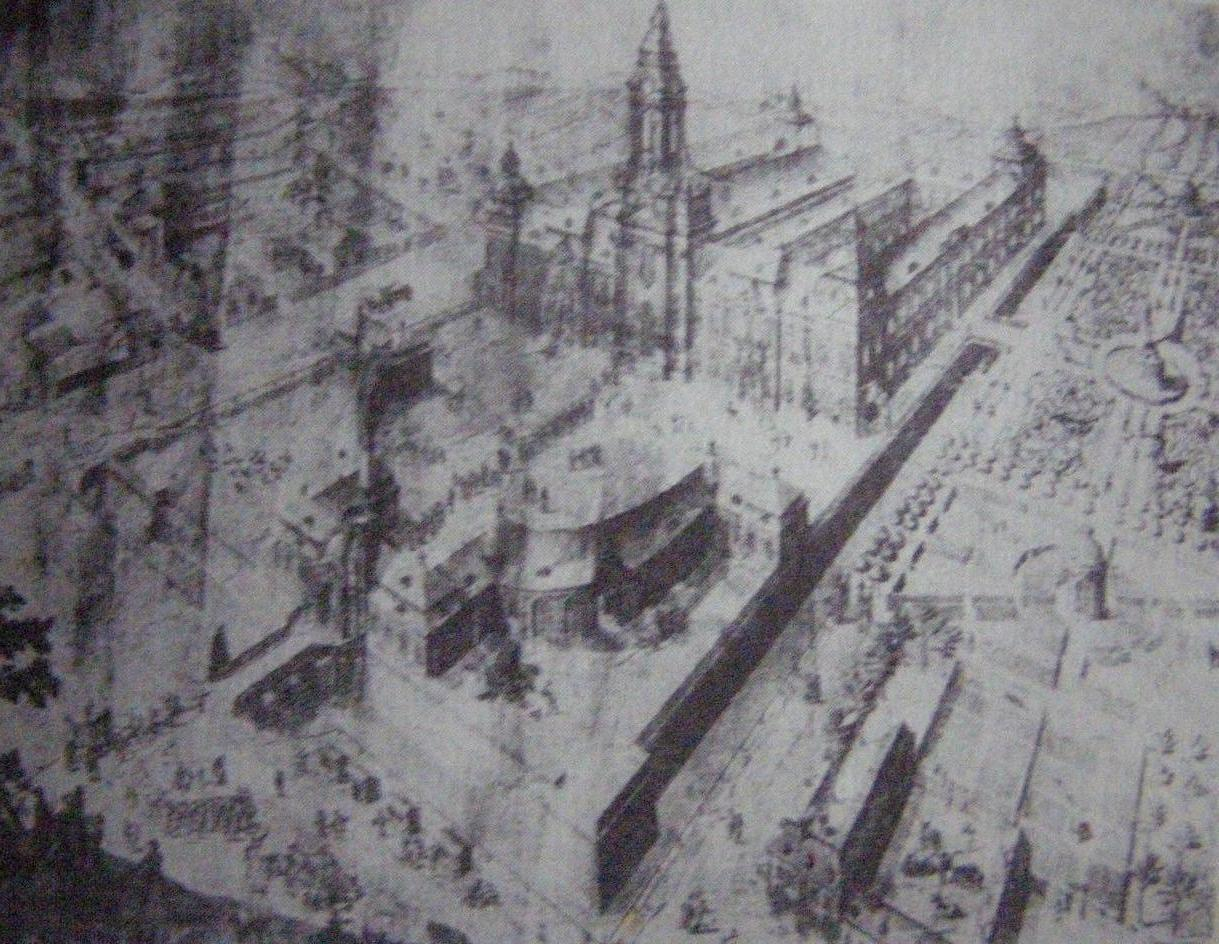
Pilgram terve a szentgotthárdi apátság kiépítéséhez
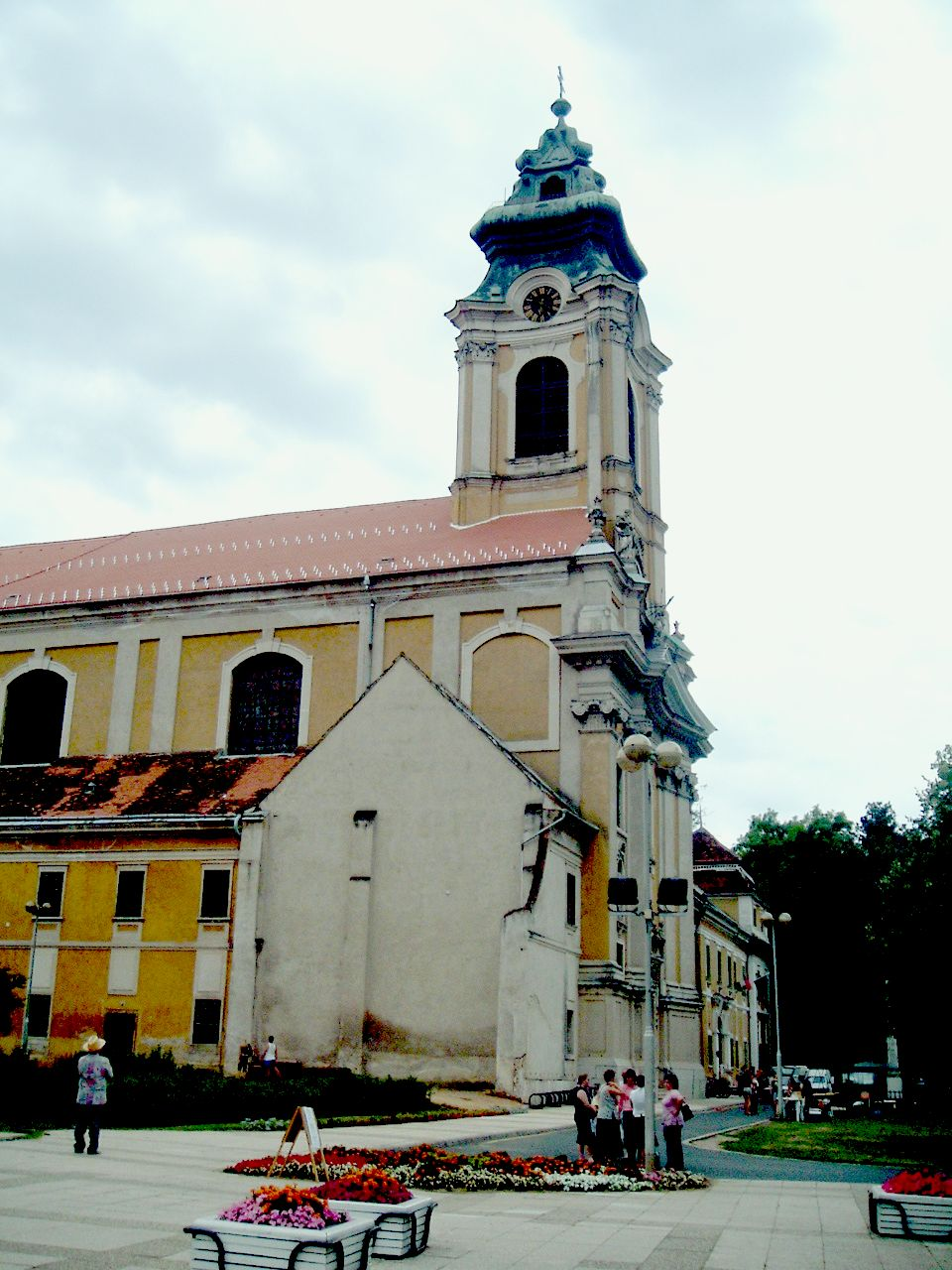
A részben megvalósult szentgotthárdi épületegyüttes
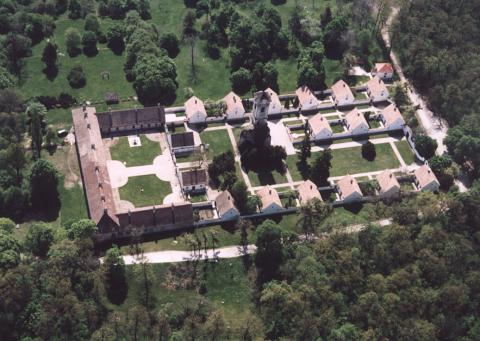
Majk, a kamalduli remeteség és kolostor
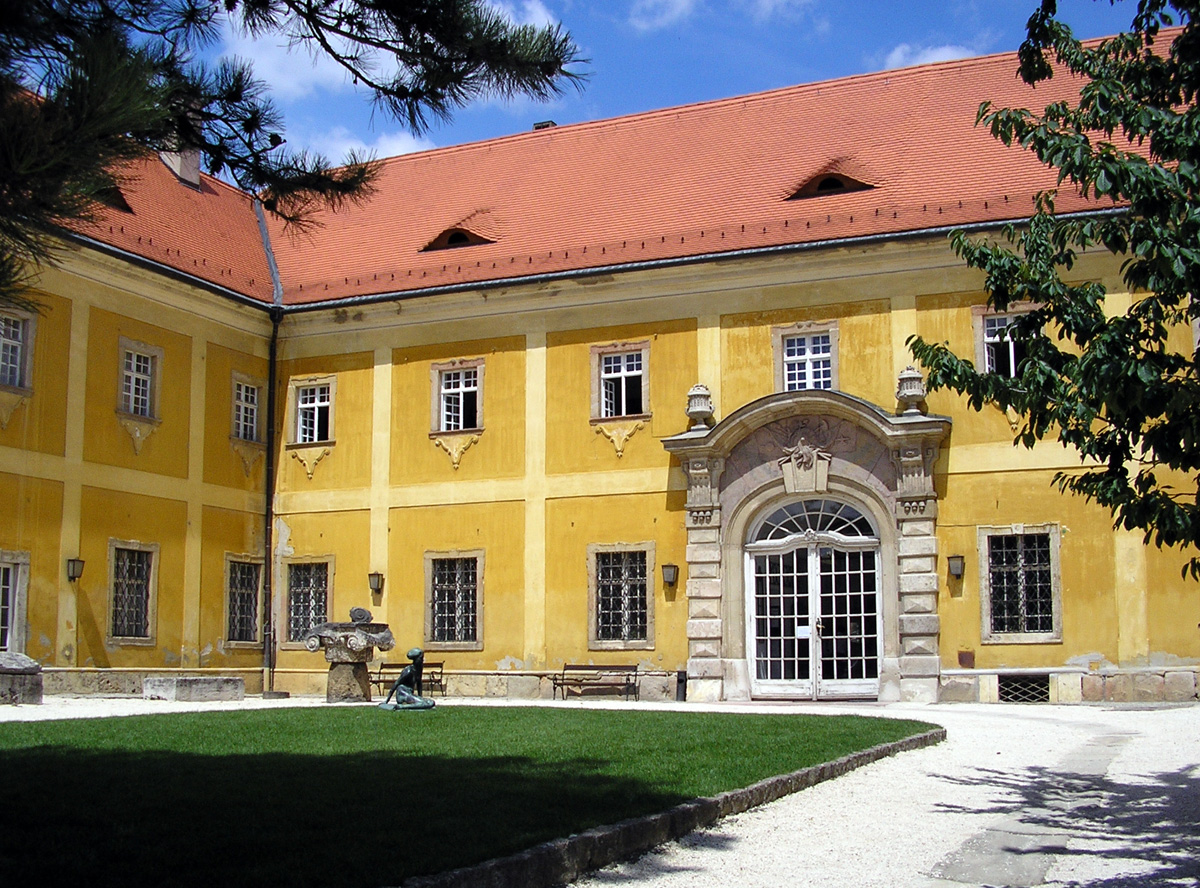
Az egykori kiscelli trinitárius kolostor, Budapest
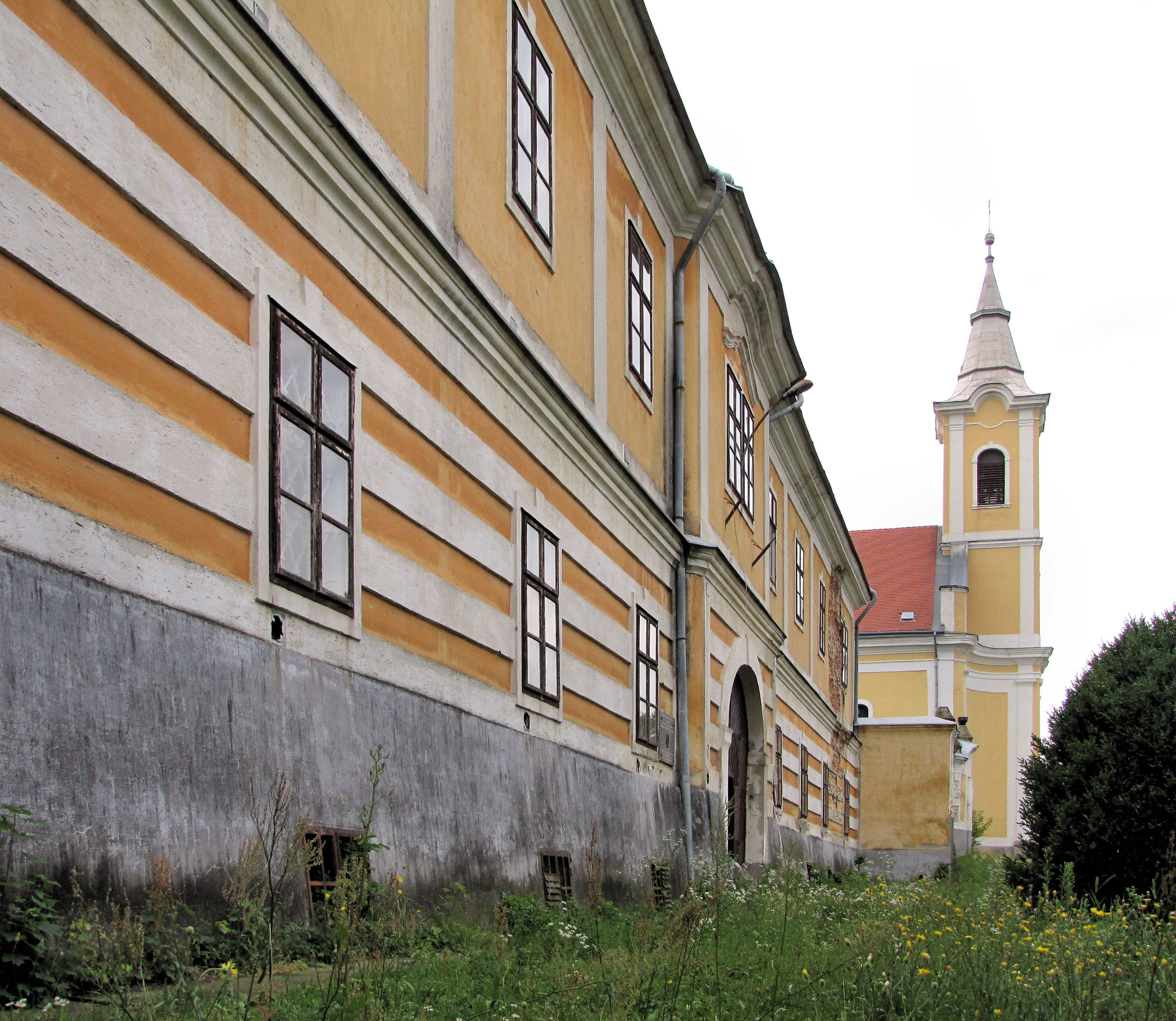
Ciszterci rendház és templom, Előszállás

### Püspöki paloták
A korszak legreprezentatívabb épületei közé tartoznak a püspöki székhelyek. Nagyváradon Patasich Ádám püspök az itáliai G. B. Ricca tervei szerint kezdte építtetni palotáját 1751-ben; a munkákat 1769-ben Franz Anton Hillebrandt vette át, szigorúbb, klasszicizáló képet kölcsönözve a nagyszabású épületnek. Hasonlóképp a barokk klasszicizmusba hajló, utolsó korszakának emléke a Fellner Jakab tervei szerint emelt veszprémi püspöki palota, illetve a Melchior Hefele munkáját dicsérő szombathelyi; előbbi változatosan tagolt homlokzatával egyike legszebb barokk városi palotáinknak. A copf ízlés térhódításának példája a székesfehérvári püspöki palota, valamint az Osvald Gáspár tervei szerint épült kalocsai érseki palota.
Az egyházi vezetők pompakedvelésének szép példája volt Barkóczy Ferenc felsőtárkányi pihenőkastélya, a rokokó ízléssel kiképzett Fuorcontrasti, amely mára nyomtalanul elpusztult. Koller Ignác váci püspöknek az 1750-es években emelt sümegi nyaralópalotája, hosszan elnyúló homlokzatával, bájosan provinciális részleteivel máig áll (a könyvtár eredeti berendezését ma a budapesti Iparművészeti Múzeum őrzi). Migazzi Kristóf Antal váci püspök Verőcén emeltetett nyaralópalotát, a kalocsai érsekek rezidenciája Hajóson áll. Esterházy László Pál pécsi püspök 1797-ben egy leromlott állapotú, középkori zarándokkápolna helyén, Püspökszentlászlóban építtetett kis nyaralópalotát, különleges, görögkereszt alakú kápolnával kiegészítve.

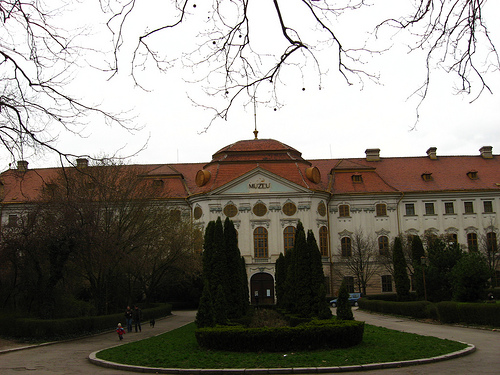
Püspöki palota, Nagyvárad
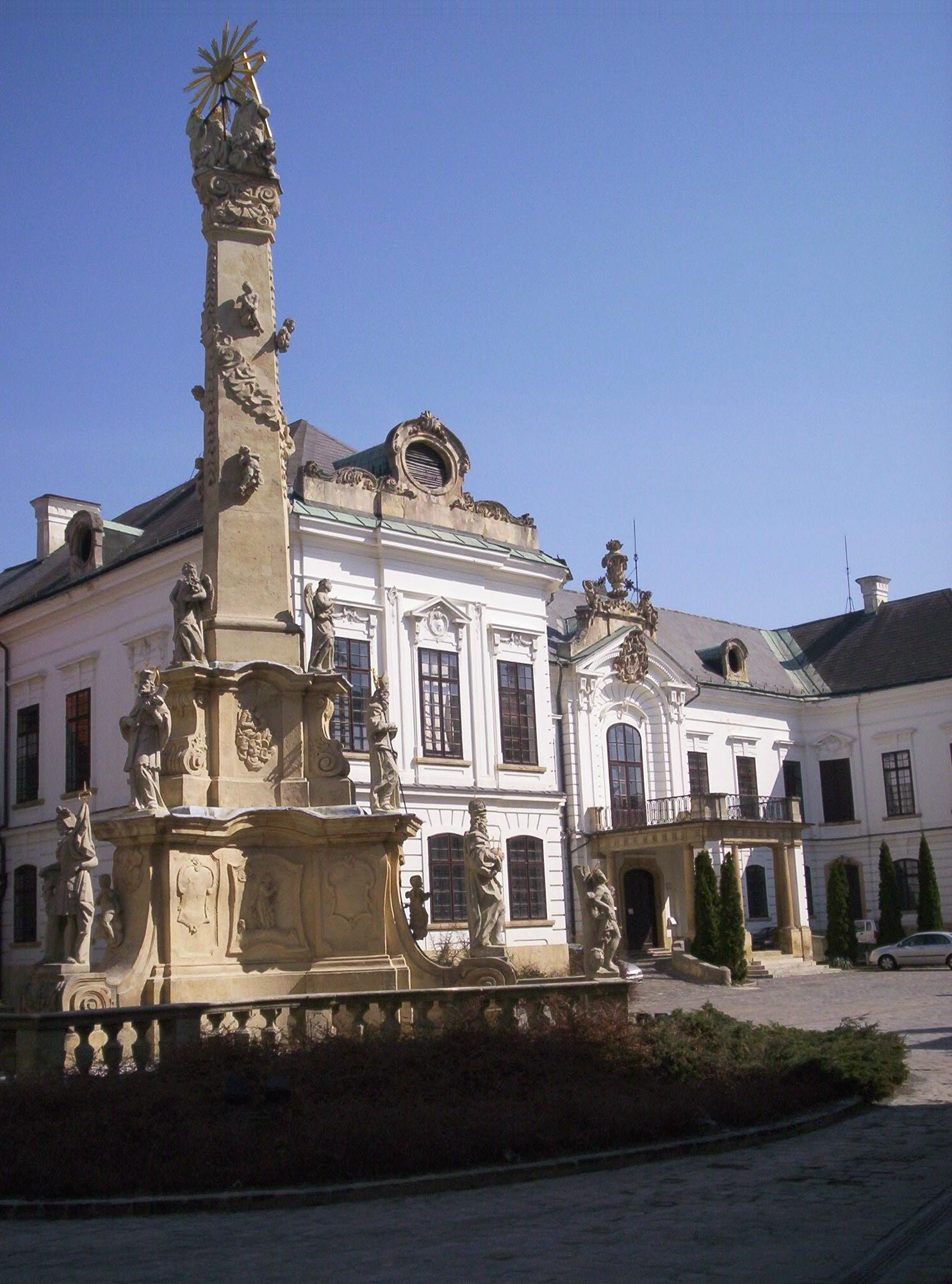
Érseki palota, Veszprém
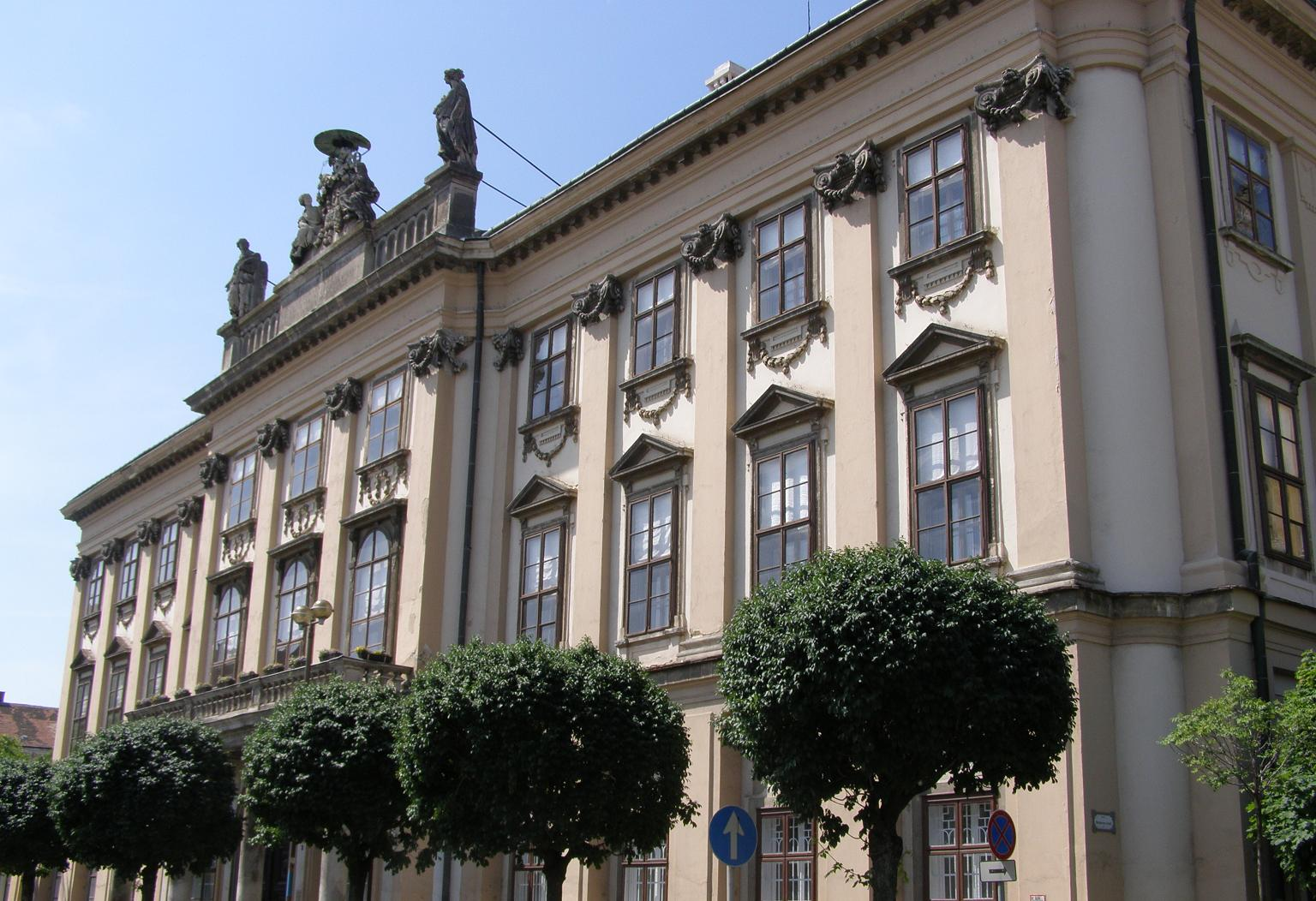
Püspöki palota, Szombathely
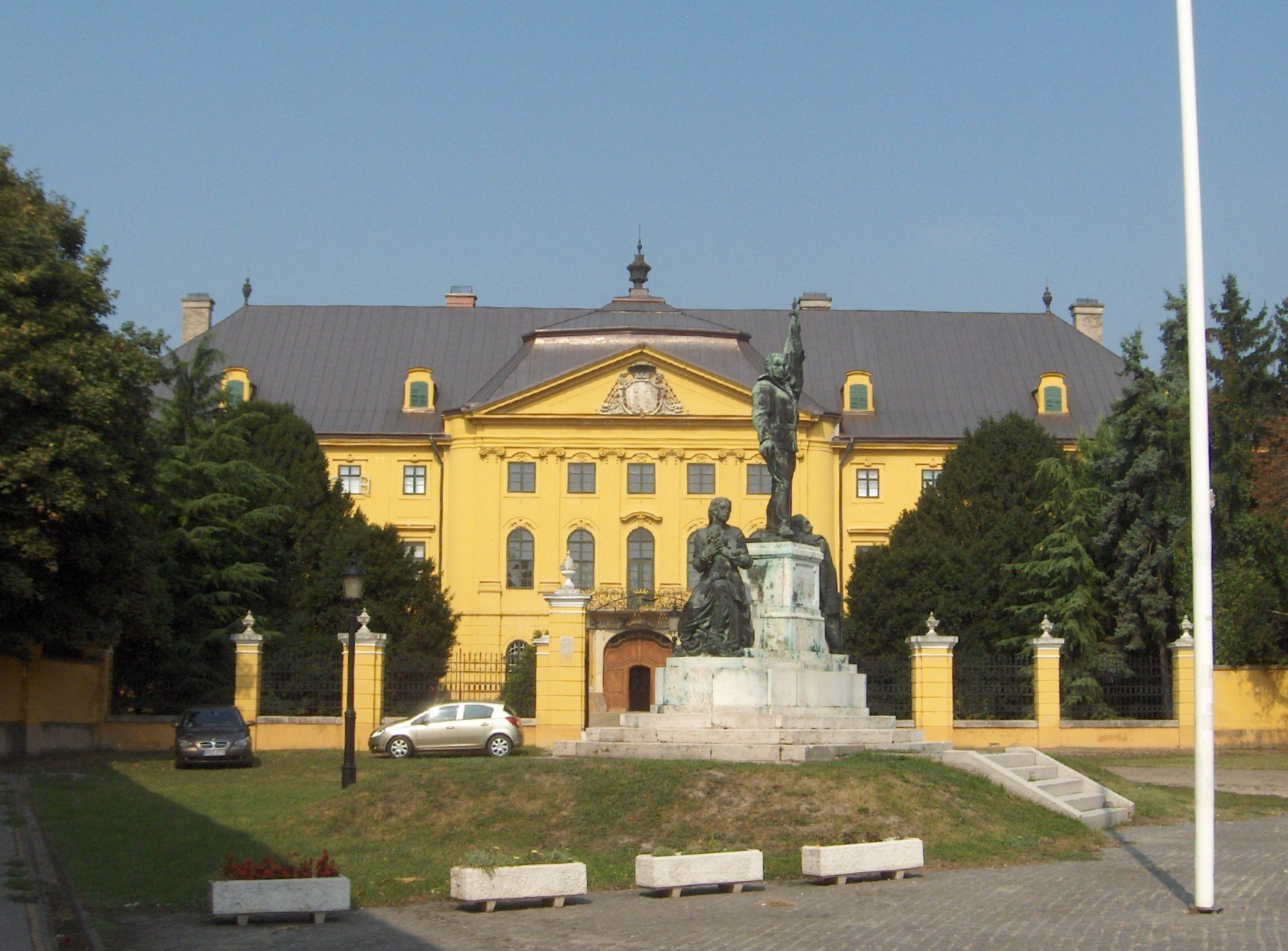
Érseki palota, Kalocsa
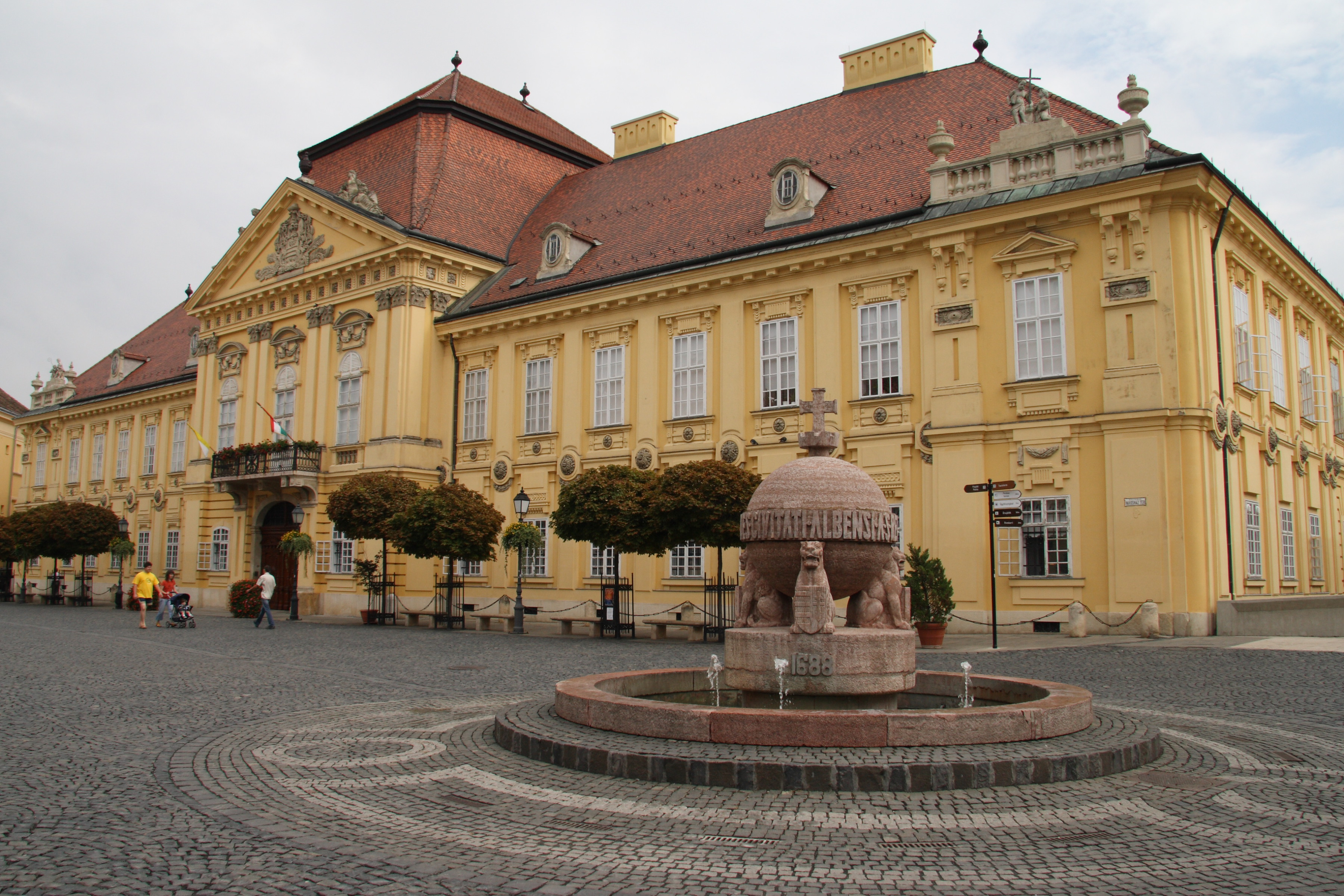
Püspöki palota, Székesfehérvár
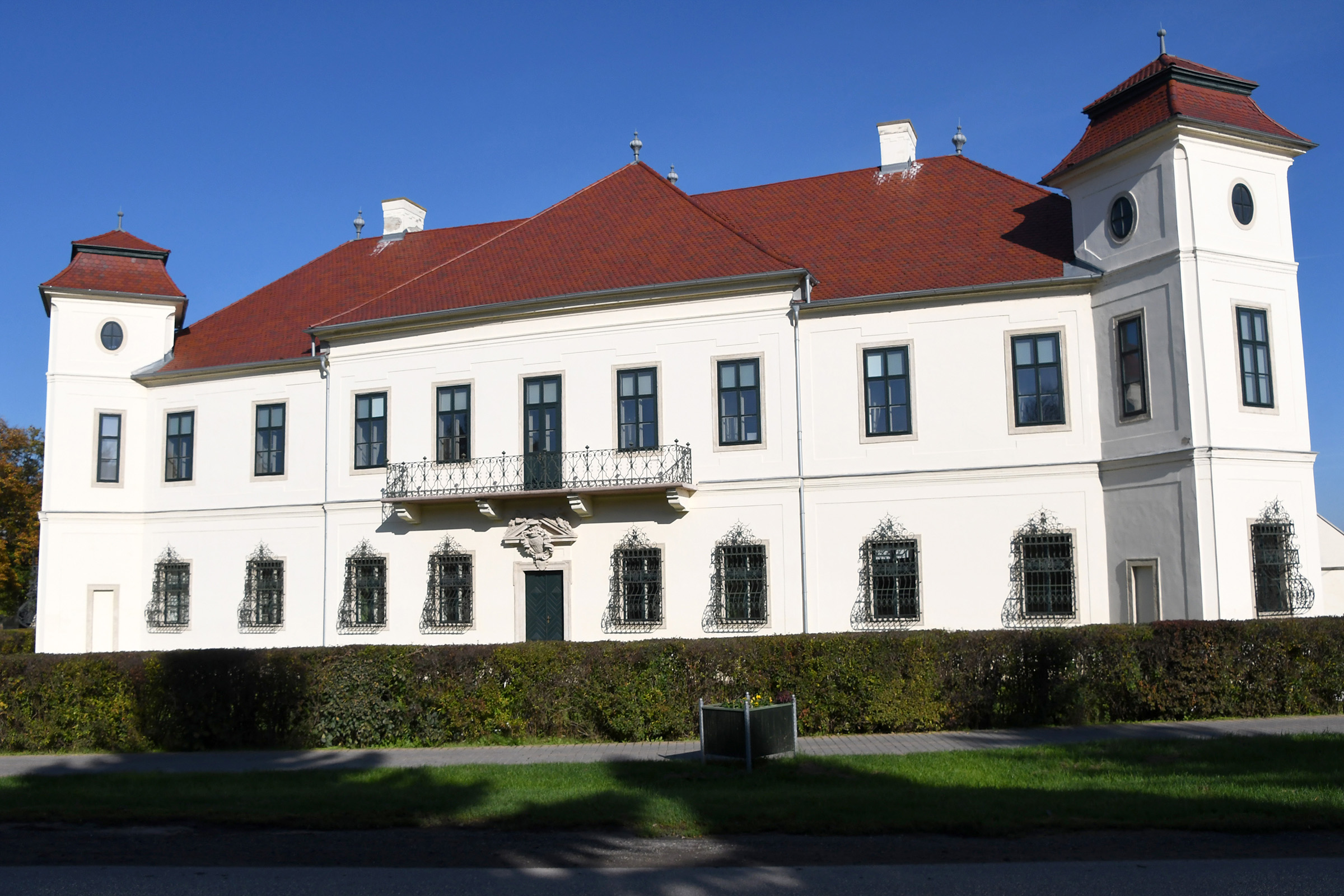
Érseki vadászkastély, Hajós

### Egyéb vallási építmények
Túl a templomokon, a palotákon és kolostorokon, a barokk az egyszerű ember számára is megközelíthető, a vallást hétköznapi élménnyé tevő kisebb épületek sorát emelte. A legfontosabbak az útszéli keresztek és szobrok, a Szentháromság-szobrok, a kápolnák és a kálváriák. Ezek legtöbbször névtelen helyi mesterek, kőfaragók, kőművesek munkái, ennek ellenére néhány példa bízvást sorolható a magyarországi barokk legszebb emlékei közé. Ilyen a háromtornyú kőszegi Kálvária-kápolna, a háromkaréjos győri Kálvária-kápolna és az egri Szent Rozália-temetőkápolna, a budapesti epreskerti kálvária (1744–49, valószínűleg Mayerhoffer András műve), a váci Hétkápolna és a Kálvária, valamint az ugyanitt található remetelak. A népi művészet bájos példája az 1770 körül emelt magyarpolányi Kálvária, fából faragott stációszobraival.

### Ortodox és protestáns templomok

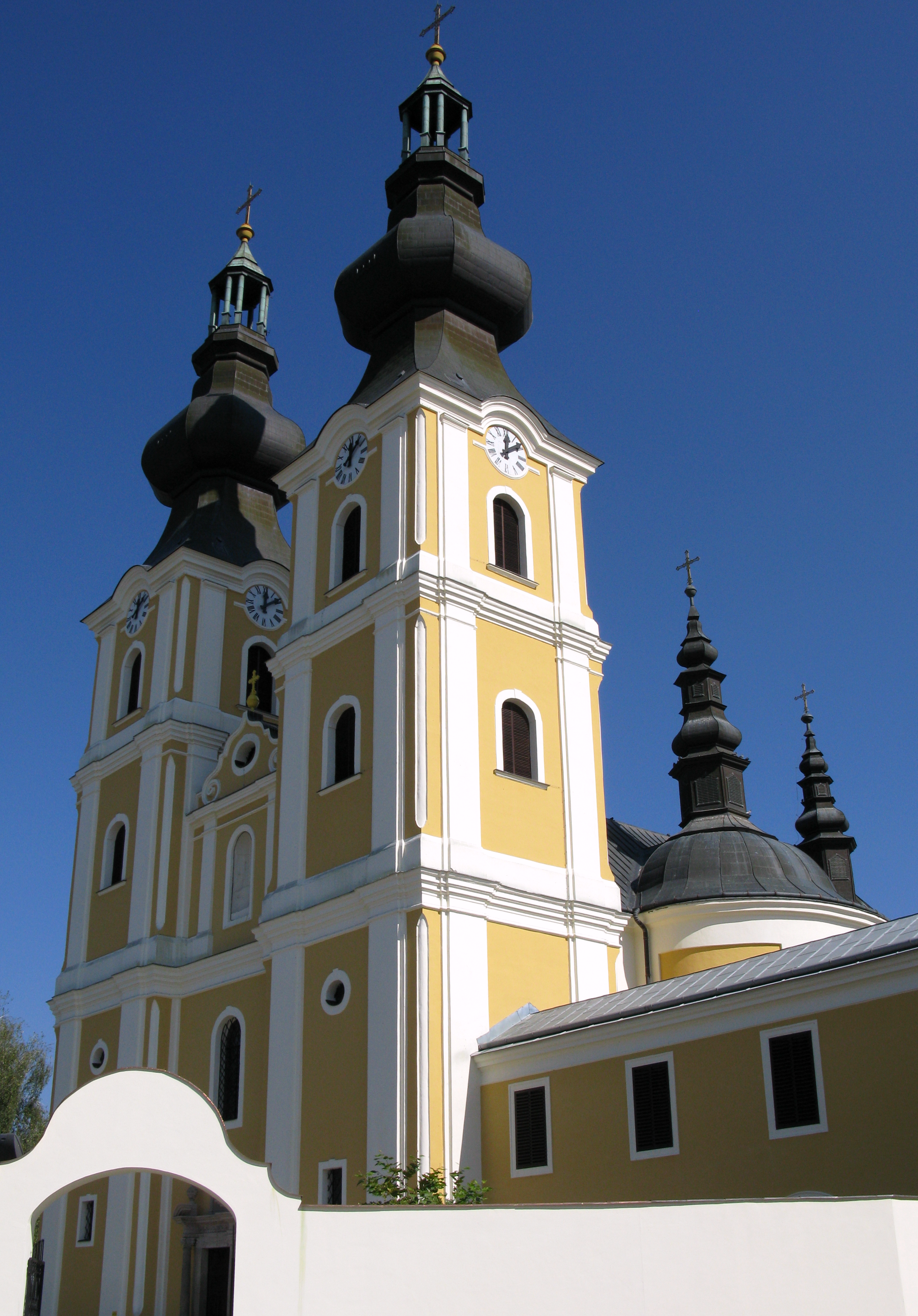
A máriapócsi görögkatolikus bazilika

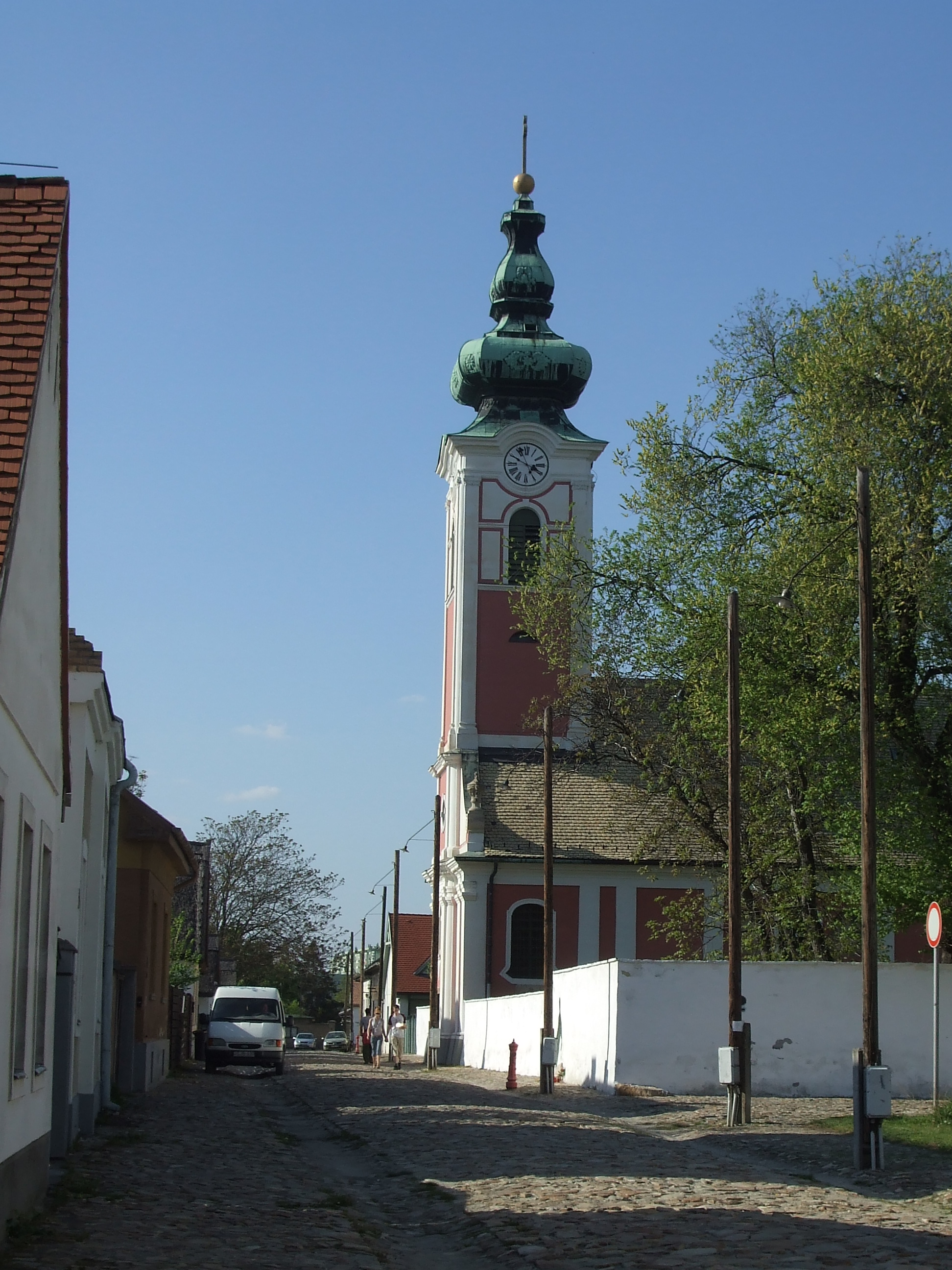
A székesfehérvári Szent Iván-templom

Az államvallástól eltérő felekezetek közül az ortodox templomok állnak a legközelebb a „hivatalos” stílusokhoz; a liturgiának megfelelően a templom belső tere eltér, ám a külsőkön nehéz felfedezni különbséget; sőt, díszítettségükben olykor mintha túllicitálni igyekeznének katolikus „riválisaikat”. Kiváló példája ennek a finom kiképzésű, egyesek által Mayerhoffer Andrásnak tulajdonított pesti szerb templom, valamint a tabáni szerb („rác”) templom, amelyet a II. világháború után elbontottak. A Duna-menti városokban ma is számos kisebb-nagyobb ortodox templom őrzi a szerb kereskedők és iparosok emlékét, Ráckevétől Dunaföldváron át Bajáig; a legszebb, több épületből álló együttes Szentendre büszkesége. A szerb ortodox egyház egyik legszebb építészeti emléke a székesfehérvári Keresztelő Szent Iván-templom, amelynek rokokó stílusú ikonosztáza egyedülálló. Az ország keleti feléből az ortodox barokk építészet igényes példája a kissé provinciális ízű, de monumentális hatású máriapócsi bazilika.
A protestánsoknak a katolikusokkal folytatott állandó viszályaik ellenére 1681-ben már 1302 templomuk volt az országban. Ezek egy része régebbi épületben működött, amelyeket a vallási előírásoknak megfelelően „kitakarítottak”: eltávolították a szobrászati díszeket és a berendezést, valamint lemeszelték a falképeket. Az újabb templomok javarészt vályogból és paticsból épültek, nemegyszer hivatalos engedély nélkül. Az ellenőrzések elkerülésére az épületeket fatalpra állították, hogy szükség esetén gyorsan szét lehessen szedni. A kevés megmaradt épület közül példa erre a 17. században épített, II. József türelmi rendelete után megújított mándi református templom (ma a szentendrei skanzenban). A faszerkezetes, karzatos korai evangélikus templomok szép emléke a nemeskéri, amely 1732-ben készült. Míg a század második felétől a protestáns templomok mindinkább hasonlóvá váltak az egytornyos katolikus típushoz, a belsőben megmaradt a vallási előírásoknak megfelelő, puritán kiképzés, valamint a közösségi működést hangsúlyozó, karzatos elrendezés, hosszházas vagy centrális irányultsággal. A békéscsabai evangélikus templom például 1745-ben hosszanti elrendezéssel épült, és a következő évtizedekben bővítették görögkereszt alaprajzú, centrális térré.
A türelmi rendelet szigorú keretek közé szorította a protestáns templomok építését; csak a kijelölt helyeken, hivatalosan „oratórium” megnevezéssel engedélyezte, ezzel is megkülönböztetve az államvallástól. A külsőre szigorú előírások vonatkoztak: a protestáns imaháznak a granáriumhoz (magtárhoz) kellett hasonlítania, és nem helyezkedhetett el az utcafronton; az ide nyíló ajtót csak 1788-tól engedélyezték, tornyot pedig 1786-tól lehetett újra építeni. A legkeményebb időkben, az 1780-as évek első felében emelték a soproni és a kőszegi evangélikus templomot, amelyek máig megfelelnek a türelmi rendelet előírásainak. Az 1792-ben épített mezőberényi evangélikus templom, amelyhez mintaként a kecskeméti katolikus Nagytemplom szolgált, már a stiláris közeledés, egyben a klasszicizmusba való átmenet szép példája.

### Zsinagógák

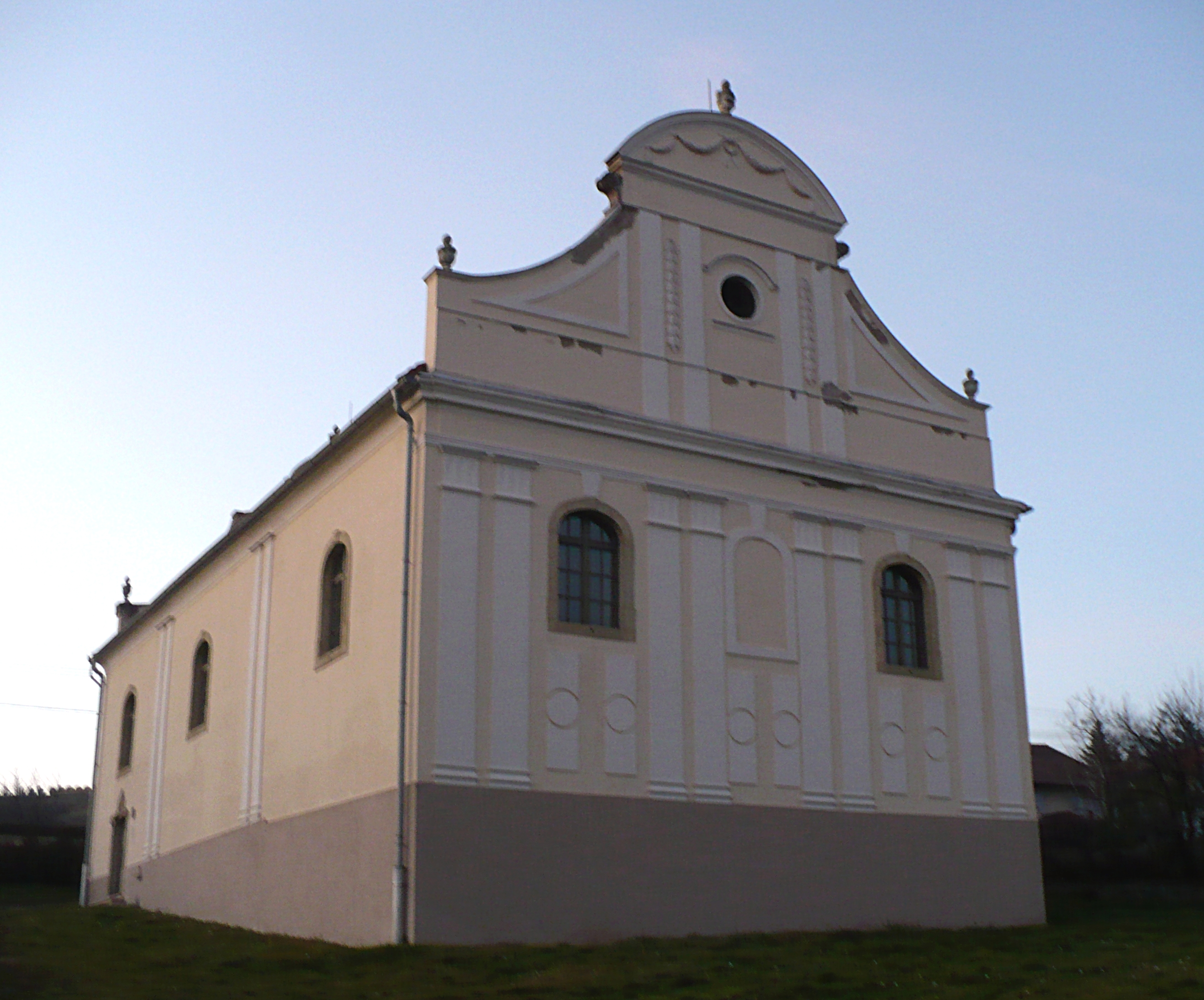
Zsinagóga, Mád

A töröktől visszahódított magyarországi területekre a 18. század elejétől indult meg a zsidók bevándorlása Alsó-Ausztriából, Morvaországból és Galíciából. Ellentétben ezekkel a területekkel, magyar földön jellemzően nem alakultak ki önálló, zsidók lakta negyedek a településeken. A 18. században a zsinagógákat jellemzően a letelepedést engedélyező földesúr uradalmi építésze, vagy a település alkalmazásában álló mesterek tervezték. Jellemző a téglalap alaprajz, a keleti belső falon a Tóraszekrénnyel, középen pedig, téglából falazott emelvényen álló a bimával, amelyet négy oszlop vesz körül; ezek tartják a mennyezet boltíveit. A legtöbb, a korszakból ismert zsinagóga visszafogott kiképzésű, építésük koráról a külső vakolatdíszítése vagy a díszes oromfal árulkodik. A legszebb és legismertebb példa Mád zsinagógája. A 18. század első felében a barokk stílusjegyek helyét szinte észrevétlenül vették át a klasszicista elemek; az épületek alapelrendezésében nem történt változás.

#### Fontosabb barokk zsinagógák Magyarországon
- Óbuda, 1767 (1820-ban átépítve, ma klasszicista formában áll)
- Apostag, 1768 (1822-ben átépítve)
- Lovasberény, 1790 (1947-ben lebontva)
- Gyöngyös, 1790-es évek (1813-ban átépítve, mára lebontva)
- Bonyhád, 1795
- Paks, 1795 (mára teljesen átépítve, könyvtárként használják)
- Mád, 1798

## Alkalmi építmények, ideiglenes épületek
A barokk építészet sajátos műfaját képviselik az efemer épületek, amelyek egy-egy ünnepi alkalomra születtek. Ilyen volt például az a két „castrum doloris”, gyászszertartásra emelt, ünnepi építmény, amelyek Melchior Hefele tervei szerint a bécsi Stephansdomban készültek II. József 1790-es, illetve II. Lipót 1792-es temetése alkalmával. Hefele tervezte azt a diadalívet is, amely alatt 1790-ben II. Lipót bevonult Bécs városába. Hasonló épület Magyarországon is készült 1763-ban, Mária Terézia és udvartartásának váci látogatására. Az egyszerű, de jól sikerült struktúrát Migazzi Kristóf Antal váci püspök a következő évben maradandó anyagokból újjáépítette építészével, a francia származású Isidore Canevaléval.
Az efemer épület nem csupán díszlete, hanem kiemelten fontos dramaturgiai eleme is a barokk kori ünnepségeknek. Az udvari és egyházpolitikai protokoll része. A kapu-,híd- vagy baldachin alakzatú szerkezet önmagában is metaforikus jelentőségű, melyet zászlók, címerek, portrék, figurális ábrázolások, köszöntő vagy búcsúfeliratok egészítettek ki. Gyakran alkalmazott típusa a fa vázszerkezetű diadalív (arcus triumphalis, holz triumpfporten), amely az uralkodói látogatás, egyházi tisztségbe avatás, szentté- és boldoggá avatás alkalmával az ünnepi felvonulási útvonal kiemelten fontos szakaszain helyezkedett el.
A barokk alkalmi építmények fogalomkörébe tartoznak a hordozható, szállítható efemerek is, úgymint a baldachin vagy a mozgó szabadtéri színpad.

## Népi építészet
A barokk a népi építészet terén hozza a legkevesebb változást. A zsellérek, de a kisnemesek nagy része is továbbra is sövényfalú, vázszerkezetes házakban, vert-, rakott- és vályogfalú kunyhókban, ritkábban kőből vagy téglából épített, egymenetes, egyszobás lakóházakban él. A hegyes, fában gazdag vidékeken jellemzőek a „talpas”, azaz fagerendára helyezett lakóházak. A fedés jellemzően szalmával, náddal, zsúppal, fazsindellyel történt. A nyeregtetős házak oromfallal néznek az utcára, amely jellemzően fésűs beépítésű (ennek szép példája látható Fertőszéplakon). A késő reneszánsz várkastélyok és a városi paloták hatása leginkább a tornácok kialakulásában és kialakításában fedezhető fel: az oszlopokon visszaköszönnek a barokk és klasszicista építészek munkáinak motívumai. A barokk népi építészet („parasztbarokk”) sajátos ízű emlékei közé tartoznak a homlokzati stukkódíszek, amelyek egyes vidékeken (például a Balaton-felvidéken) szinte önálló művészeti ággá fejlődtek.

## Ipari és mezőgazdasági építészet, infrastruktúra

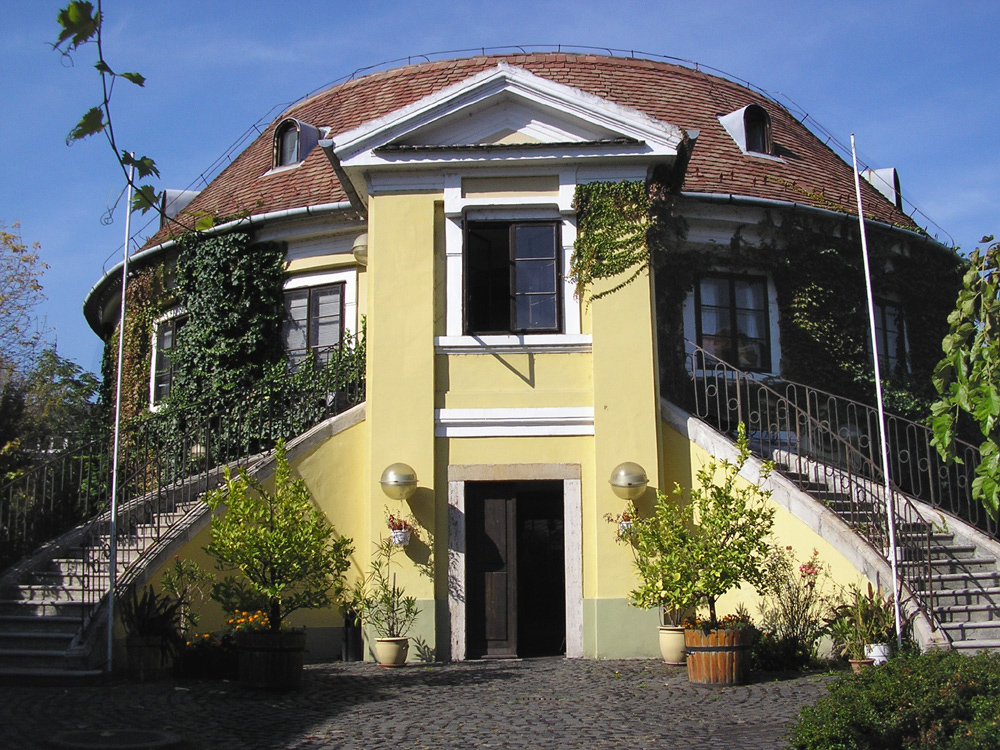
Az óbudai selyemgombolyító

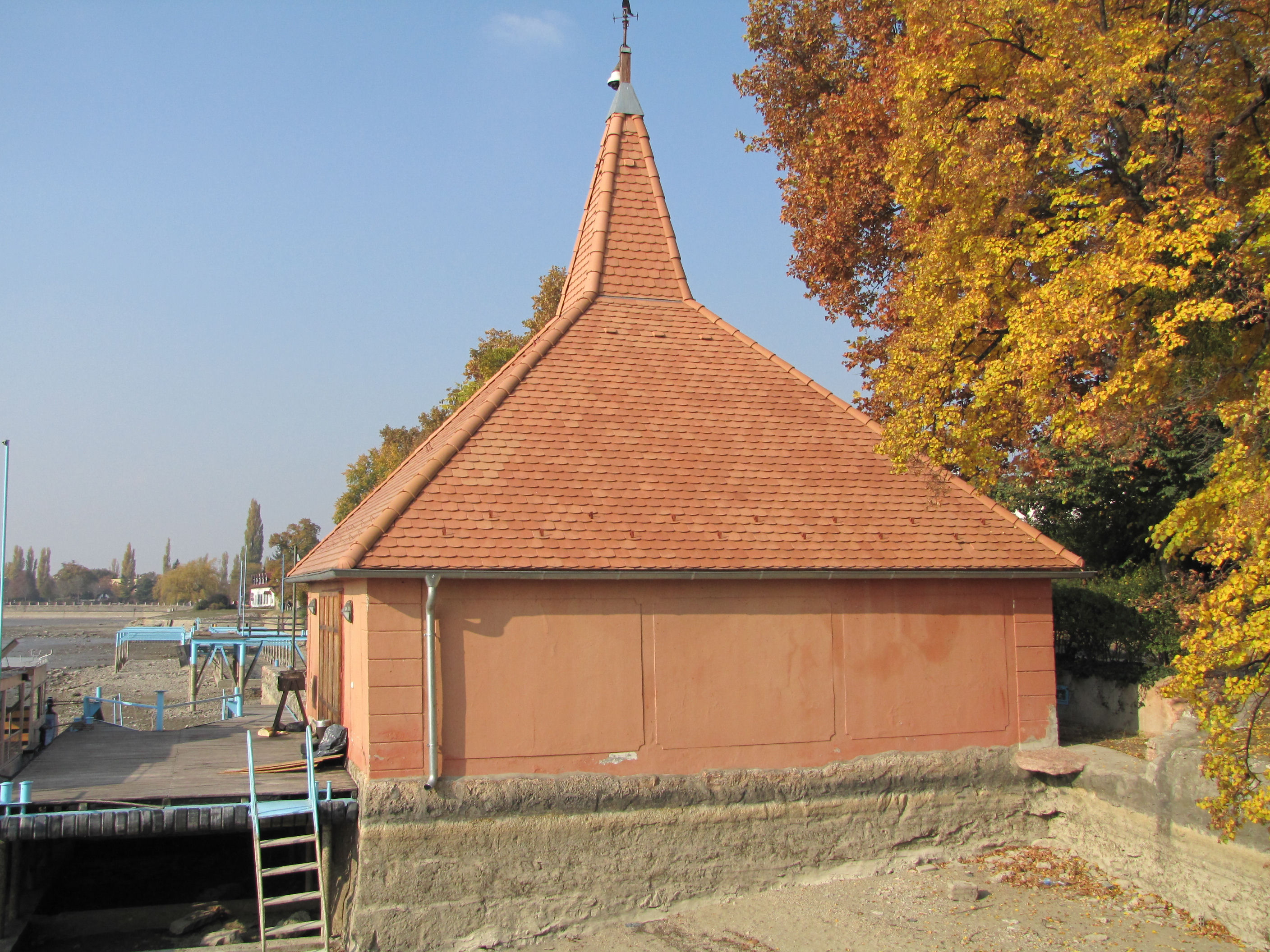
A Fellner tervezte tatai vágóhíd

A 18. századból igen kevés gyárépület maradt fenn Magyarországon. Az ovális alaprajzú, kétszintes selyemgombolyító Tallherr József tervei alapján épült 1785-ben. Tallherr az Országos Építészeti Igazgatóság vezetőjeként több ipari épületet tervezett, 1785-ben az ő tervei alapján épült a (mára elbontott) szekszárdi selyemfonoda is.
A 18. században meghatározó iparágnak számító kohászat emlékét kevés épület őrzi. Nagybörzsönyben még láthatók az 1774-ben emelt ezüstkohó romjai, Miskolc–Ómassán pedig a Fazola Henrik kezdeményezésére 1772-ben beindított nagyolvasztó egykori támfala. Az ómassai kohó helyettesítésére emelt nagyobb, korszerűbb újmassai, amely 1804–14 között épült, ma is áll, becses ipari műemlék. Miskolc–Hámoron a Kohászati Múzeum háromszintes épülete 1778–79 között épült, eredetileg a diósgyőri vasművek kancelláriájaként.
Már a 16. században sok szárazmalom működött Magyarországon, elsősorban a víztől távolabb eső vidékeken. Helyüket a 18. század végétől kezdték átvenni a szélmalmok. Eredeti, barokk kori épület egyik típusból sem maradt fenn; legrégebbi szárazmalmunk, a szarvasi 1836-ban épült, és ezekből az évtizedekből valók a kiskundorozsmai és a tési szélmalmok is. A vízimalmok között azonban ma is több áll, amely a 18. századból való – ilyen például a zalaegerszegi Hensz-vízimalom (ma a Göcseji Falumúzeum része) fából épült része. A tatai Cifra-malom, amely nevét faragott faoszlopokkal alátámasztott, stukkódíszes mennyezetű belső teréről kapta, 1753-ban nyerte el mai formáját. Fellner Jakab több malmot átépített Tatán a 18. században, amelyek közül a Pötörke-, a Nepomucenus- és a Miklós-malmok ma is állnak. Ugyancsak Fellner műve az 1780 körül, a tatai Nagy-tó (ma Öreg-tó) partjára épített, nádfedeles, egyszerű szerkezetű vágóhíd.
A 18. században a templomok mellett a kisebb-nagyobb települések arculatát leginkább meghatározó épületek a magtárak voltak. A falazott, két-háromszintes barokk magtárak építése a század közepétől terjedt el, és ma is számos példája áll országszerte. A borvidékeken, elsősorban Tokaj-Hegyalján és a badacsonyi borvidéken máig használatban van számos barokk pince, illetve présház. Utóbbiakra a legismertebb példa Szegedy Róza háza Badacsonytomajon.

A 18–19. századi hazai mérnöki tudomány egyik legkomolyabb teljesítménye a miskolc–lillafüredi vízgyűjtő, a Hámori-tó létrehozása. A vízgyűjtőre az 1770-ben alapított Hámori Vasmű állandósuló vízhiánya miatt volt szükség. A szükséges felméréseket 1799-ben végezték, majd 1809-ben a selmecbányai Főkamaragrófi Hivatal Anton Seidl kamarai mérnököt bízta meg az építkezéssel. A víztározó gátja 1810–11 között készült el. Ugyanebben a korban, 1793–1802 között készült el a Dunát és a Tiszát összekötő, úgynevezett Ferenc-csatorna.
Kevés barokk kőhidunk közül a váci Gombás-patak hídja a legreprezentatívabb. A kétnyílású, 33 méter hosszú átkelő 1753–58 között Oracsek Ignác tervei alapján épült, és mederpillérein hat nagyméretű kőszobor áll. 1791–93 között Schracz Károly sümegi kőműves építette az ötnyílású, 44,7 méter hosszú Eger-pataki-hidat Diszelben. Számos kisebb, ebben a korban emelt hidunk ma is szolgálja a közlekedést.

## Táj- és kertépítészet

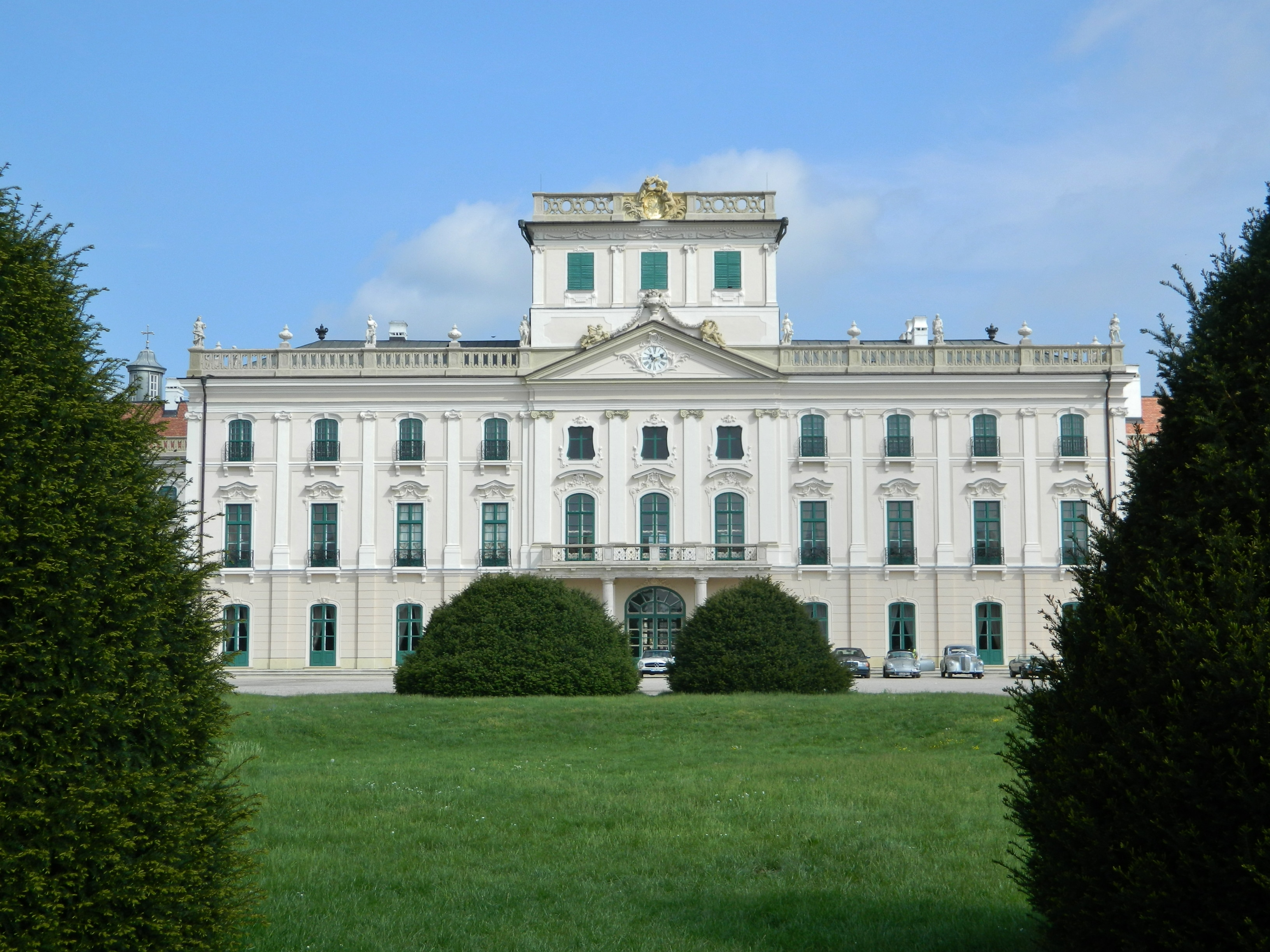
A fertődi Eszterházy-kastély hátsó homlokzata a park felől szemlélve

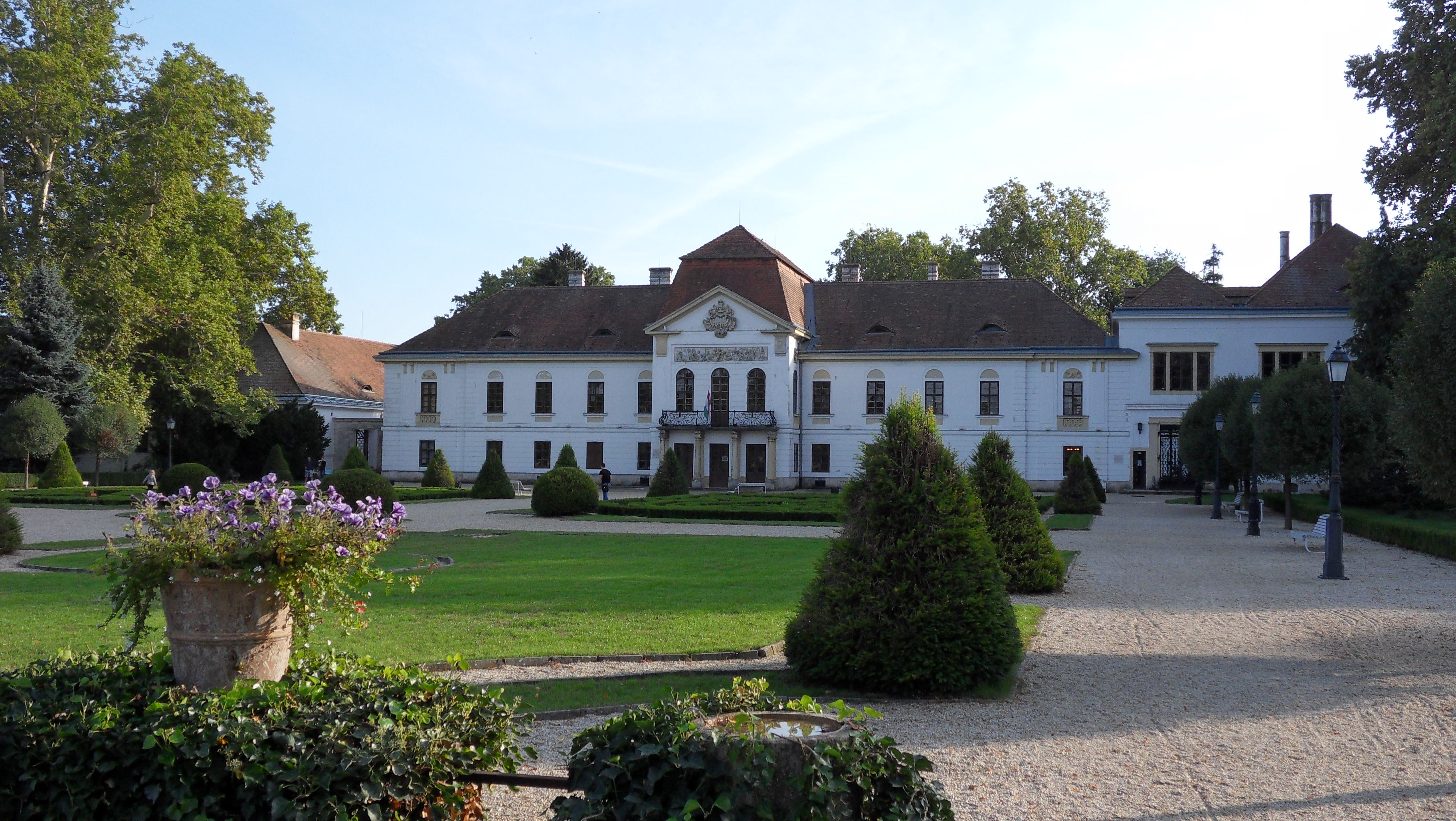
A Nagycenken található Széchenyi-kastély és a főhomlokzat előtti kertje

A 18. században Európa kertjeit alapvetően kétféle stílus, a francia- és az angol stílus uralta. Az előbbi alaptípusa XIV. Lajos francia király versailles-i kastélyának kertje, André Le Nôtre alkotása. A kert körvonalait az épület határozza meg, lényegében annak geometrikus, térbeli kiterjesztéseként működik. A szabályos alaprajzot egyenes, a kastélytól sugárirányban kinyúló, (nyírott lombkoronájú) fasorokkal szegélyezett utak határozzák meg, amelyek általában egy-egy nagy távolságban elhelyezett épületre nyújtanak rálátást. Ezeket szintén egyenes vonalú, vagy egymással párhuzamosan ívelt sétányok kötik össze; az utak metszéspontjaiban különböző kerti építményeket (gloriette, antik templomok, szökőkutak, oszlopsorok, remeteség, pásztorkunyhó stb.) és szobrokat helyeznek el. Az utak között szabályos, geometriai formájú virágágyásokat („parterre”) alakítanak ki; ezeket és az utakat nyírott sövények határolják. Jellegzetes kerti elem a sövényből kialakított labirintus. Az úgynevezett angolkert, más néven „tájképi kert” épp a francia irányzattal szemben erősödött meg Angliában. Lényege a természetes hatás: elveti a mértani formákat, a szabályosan ültetett és nyírt növényzetet. Az emberi beavatkozásra utaló elemek eltűnnek a kertből; a kerti építmények között feltűnik a (mesterséges) romépület, amely ugyancsak a kert természettől uralt állapotát hangsúlyozza.
Magyarországon először a reneszánsz kertépítészet hagyományait hordozó, négyzet alaprajzú, ornamentális motívumokat formázó ágyásokkal tagolt itáliai barokk kertek jelentek meg, a 17. század közepétől, elsősorban a főváros, Pozsony környékén. A példák között említhető a Pálffy- és a Wesselényi-palota, valamint Lippay György esztergomi érsek nyári palotájának kertje, amelyeket leírásokból és metszetekből ismerünk. A környék legfontosabb főúri kertje a cseklészi Esterházy-kastélyhoz tartozott, amelyben Mária Terézia is többször megfordult.
Az 1700-as évek közepétől Magyarországon inkább a francia kert volt jellemző, a divat azonban a század végére megfordult, és a következő évtizedekben, illetve a klasszicizmus idején is az angolkert vált elterjedtté. Sok francia kertet később angol jellegűvé alakítottak (pl. Hédervár, Körmend, Kismarton). Az előbbi stílus máig részben fennmaradt, legfontosabb képviselője a fertődi Eszterházy-kastély kertje, de ide sorolható a nagycenki Széchenyi-kastély (a 18. századi tervek segítségével 1981-ben rekonstruált) kertje is. A barokk idején elkészült hazai angol tájképi kertek között említhető a csákvári kastélypark, a vedrődi Zichy-kastély parkja és a hédervári Khuen-Héderváry-kastély parkja (az utóbbi kettő Bernhard Petri alkotása az 1790-es évekből, aki a pesti Orczy-kert első tervezőjeként is ismert); de a legtöbb ilyen tájépítészeti alkotás már a klasszicizmus korához kapcsolódik.

## Társművészetek

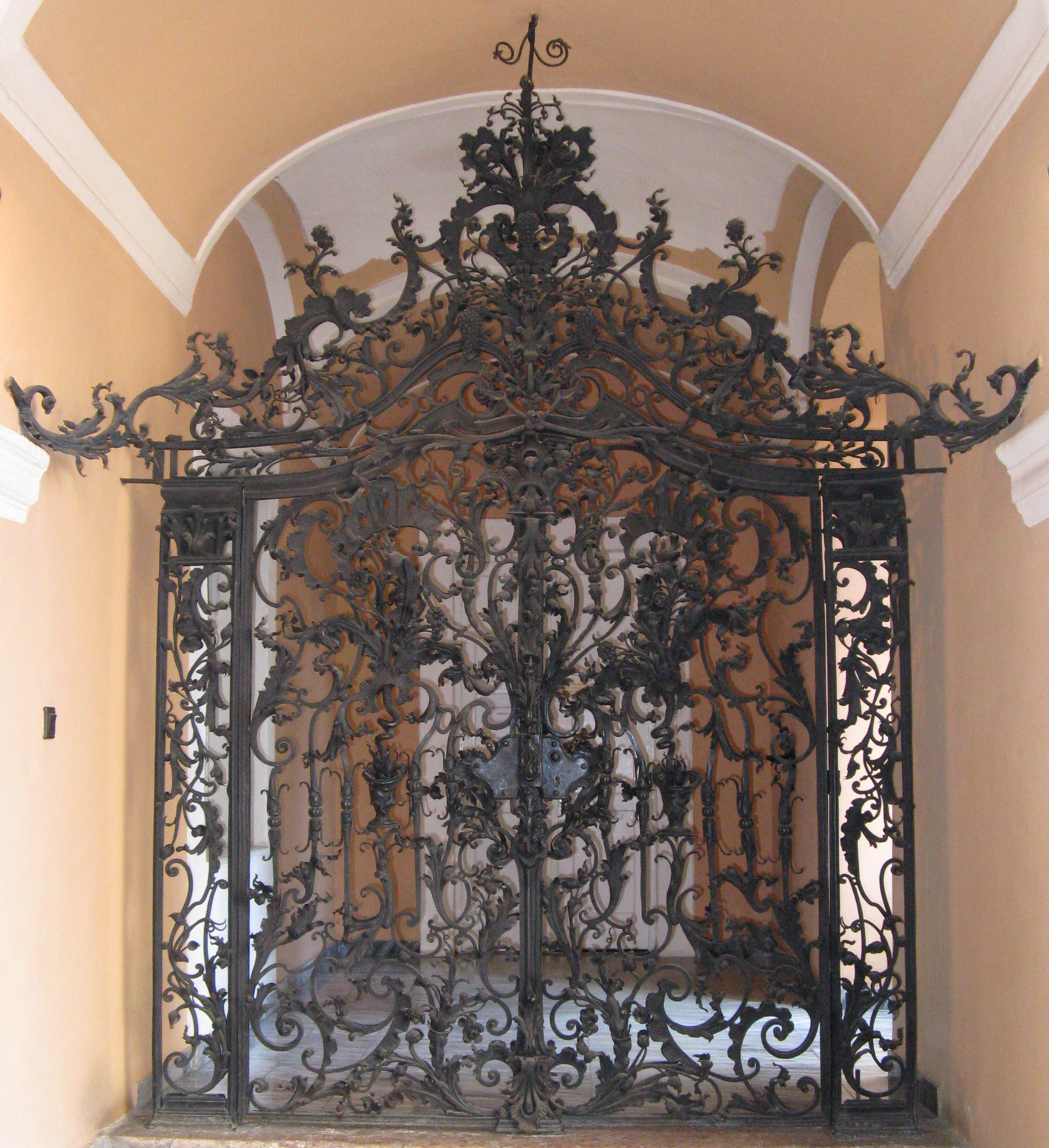
Az egri vármegyeháza kapuja, Fazola Henrik műve

A nagyobb barokk középületek, templomok és paloták építése rendszerint a szobrászok és a festők is számára is komoly megrendeléseket jelentett. A kor hazai freskófestészetében komoly szerep jutott Paul Troger, Franz Anton Maulbertsch, Johann Lucas Kracker, id. Dorffmaister István és fiai, vagy Kaspar Franz Sambach számára.
A kor magyarországi szobrászatának meghatározó alakja Georg Raphael Donner, aki többek között a pozsonyi dómba dolgozott. Mellette említeni kell Philipp Jakob Straub, Ungleich Fülöp, Hörger Antal nevét.
A 18. századi kovácsoltvas-művesség jellemzően kapuk, ablakrácsok, korlátok formájában hagyott figyelemreméltó emlékeket. A kiemelkedő példák között említhető a fertődi Eszterháza-kastély és az edelényi L’Huillier–Coburg-kastély kovácsoltvas bejárati kapuja. A szakma legnevesebb művelője az egri Fazola Henrik (1730–1779), akinek legismertebb munkái az egri Megyeházán láthatók.